# Chantilly Arts & Elegance Richard Mille
 (juin 2022).
 (septembre 2024).
- Si vous ne connaissez pas le sujet, laissez ce bandeau (vous pouvez alors contacter les auteurs).
- Si vous supprimez le contenu mis en cause (vous pouvez préalablement contacter les auteurs),

argumentez précisément cette suppression dans la page de discussion
(un manque de référence n'est pas un argument ; une recherche réelle de référence doit avoir été effectuée, être formellement documentée).
Le Chantilly Arts & Elegance est un concours d'élégance d'automobiles ayant lieu dans le Domaine du Château de Chantilly dans l’Oise depuis 2014. Il est créé par l'organisateur d'événementiels automobiles français Peter Auto, associé à la marque horlogère suisse Richard Mille. Il se déroule sur un week-end dans un lieu historique à l'instar de ses concurrents.

## Présentation

### Histoire
La société organisatrice d'évènementiels automobiles Peter Auto présente le Chantilly Arts & Elegance en septembre 2014. Le concours réunit, dans le cadre du domaine de Chantilly, des véhicules venant de grands clubs, de riches collectionneurs mondiaux ou directement des musées, formant un plateau de véhicules de plus de 850 voitures de toutes époques et de toutes nationalités.
Depuis la seconde édition de 2015, la manifestation qui associe les patrimoines historiques automobile et architectural est parrainée par le Ministère de la Culture et de la Communication.

### Situation

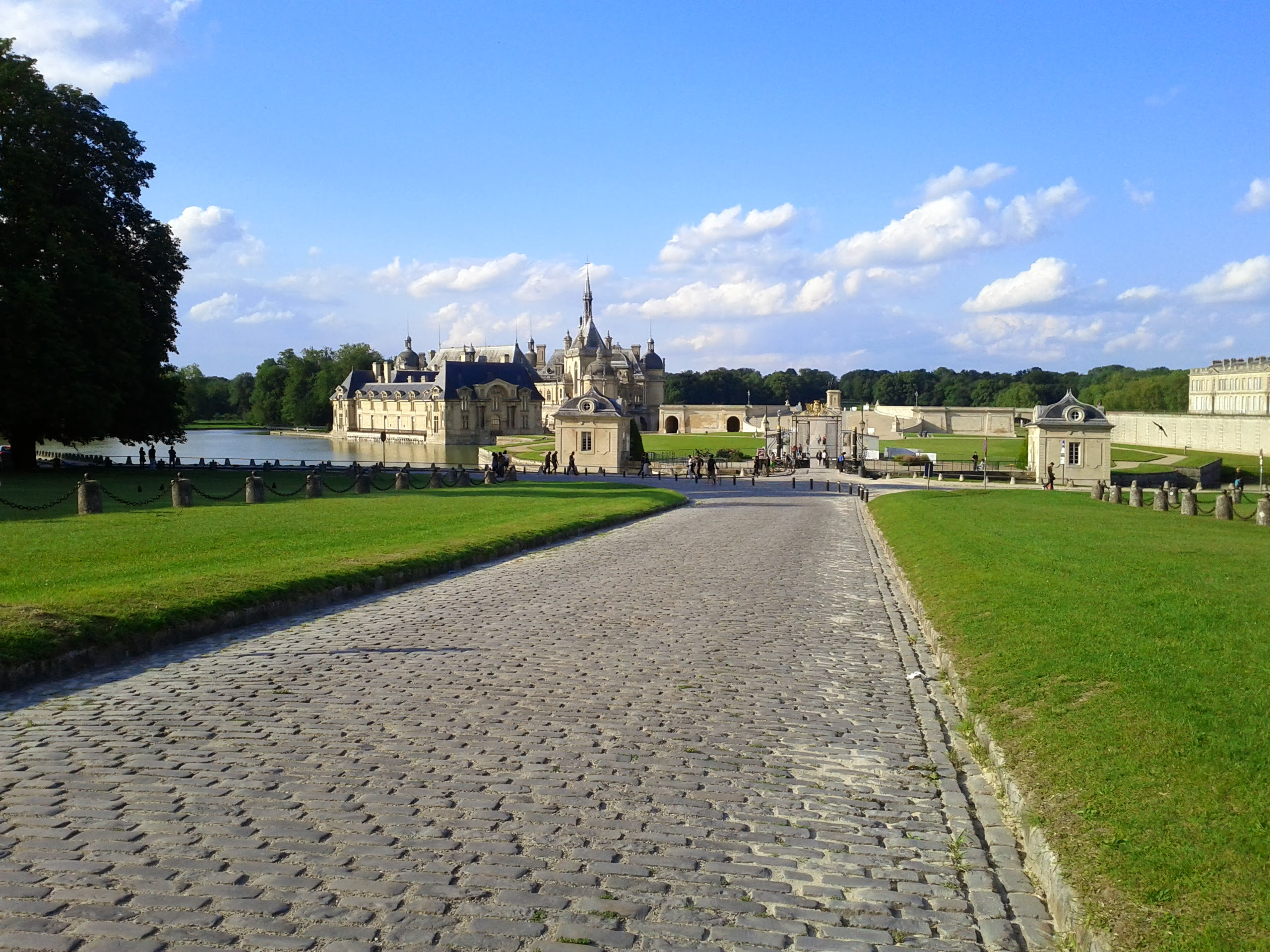
Voie pavée menant à la grille d'honneur du Château.

Le Chantilly Arts & Elegance Richard Mille se déroule dans l'enceinte du Domaine du Château de Chantilly dans l'Oise, qui s'étend sur 175 hectares.

### Dates et fréquentation
Le concours d'élégance avait initialement lieu tous les ans de 2014 à 2017 lors du premier ou second dimanche de septembre, mais au vu de la simultanéité des événements automobiles mondiaux à cette période de l'année[réf. nécessaire], le rendez-vous automobile devient biennal en 2019, en alternance avec le Le Mans Classic. Mais la pandémie de Covid-19 en 2020 va chambouler l'ensemble des événementiels et salons mondiaux, et ainsi le concours et la rétrospective d'anciennes se dérouleront la même année en 2022,.
| Édition   | 2014             | 2015             | 2016             | 2017              | 2019          | 2022               | 2024               |
| --------- | ---------------- | ---------------- | ---------------- | ----------------- | ------------- | ------------------ | ------------------ |
| Dates     | 6 et 7 septembre | 5 et 6 septembre | 3 et 4 septembre | 9 et 10 septembre | 29 et 30 juin | 24 et 25 septembre | 14 et 15 septembre |
| Visiteurs | 10 000           | 13 500           | 13 500           | 16 300            | 18 000        | 20 000             | 22 000             |
| Évolution | -                | + 35 %           | 0%               | + 20 %            | + 10 %        | + 11 %             | + 10 %             |

#### Samedi
Rallye des Supercars

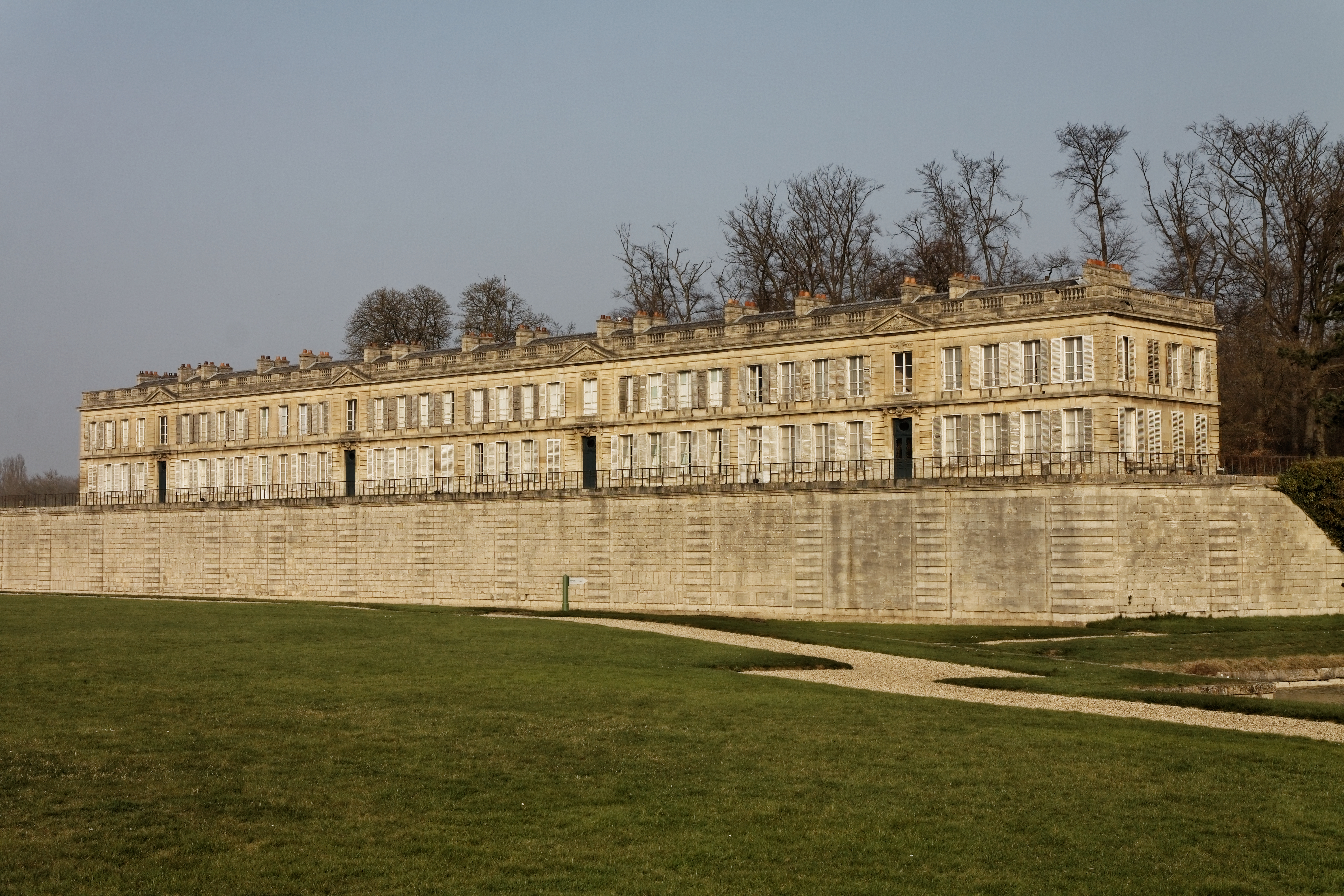
Les supercars sont exposées le dimanche aux pieds du château d'Enghien.

Depuis la troisième édition, un rallye de supercars et hypercars, organisé en 2016 par SRO Ultracar Sports Club, emmène des véhicules exclusifs des années 1980 à nos jours sur les routes du sud de l'Oise avant de retrouver le rallye des anciennes pour le déjeuner. Ce rallye rassemble  des automobiles d'exception telles les Bugatti Veyron, Ferrari F40, Gumpert Apollo ou encore McLaren P1.

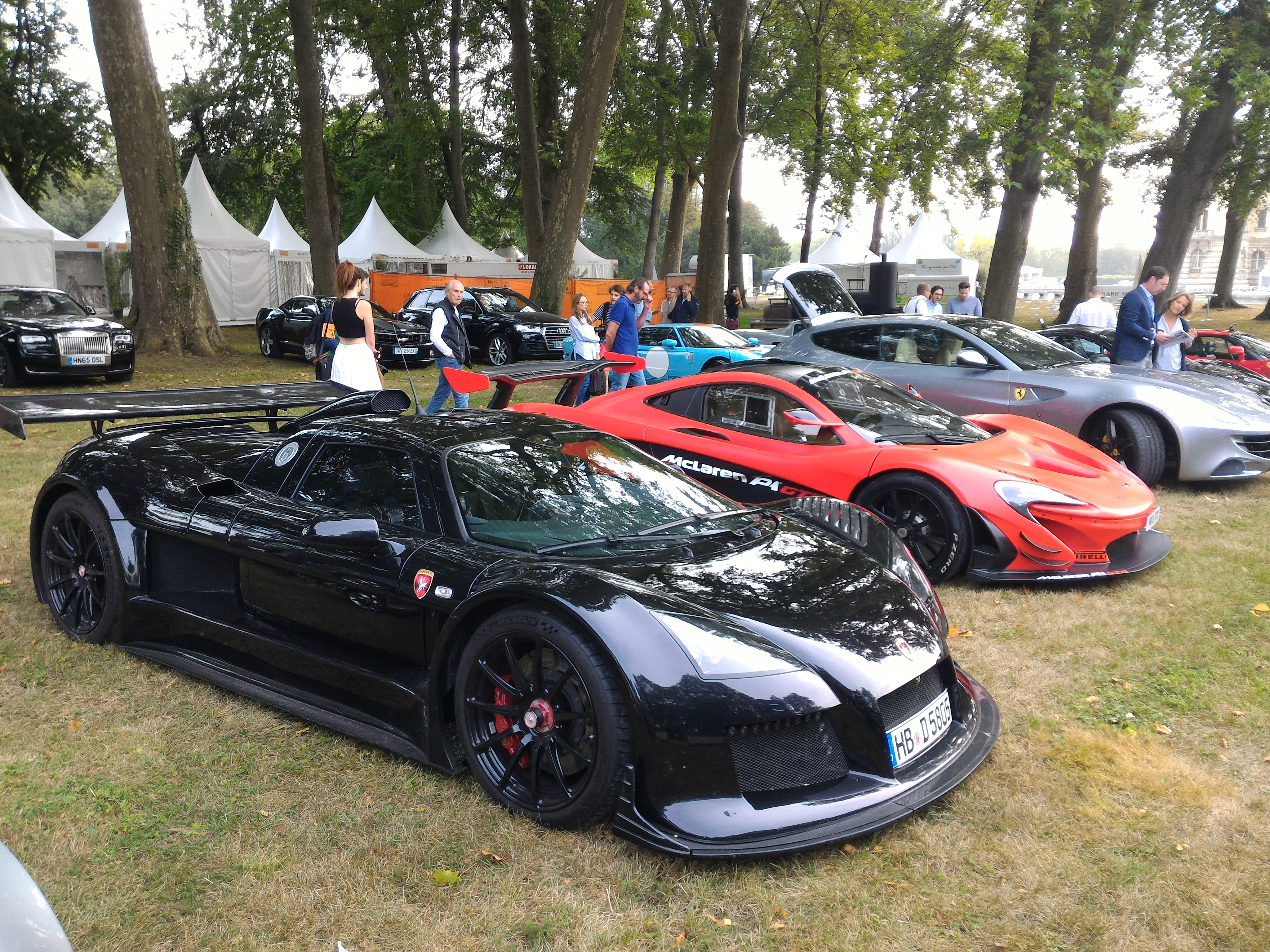
Gumpert Appolo, McLaren P1 GTR
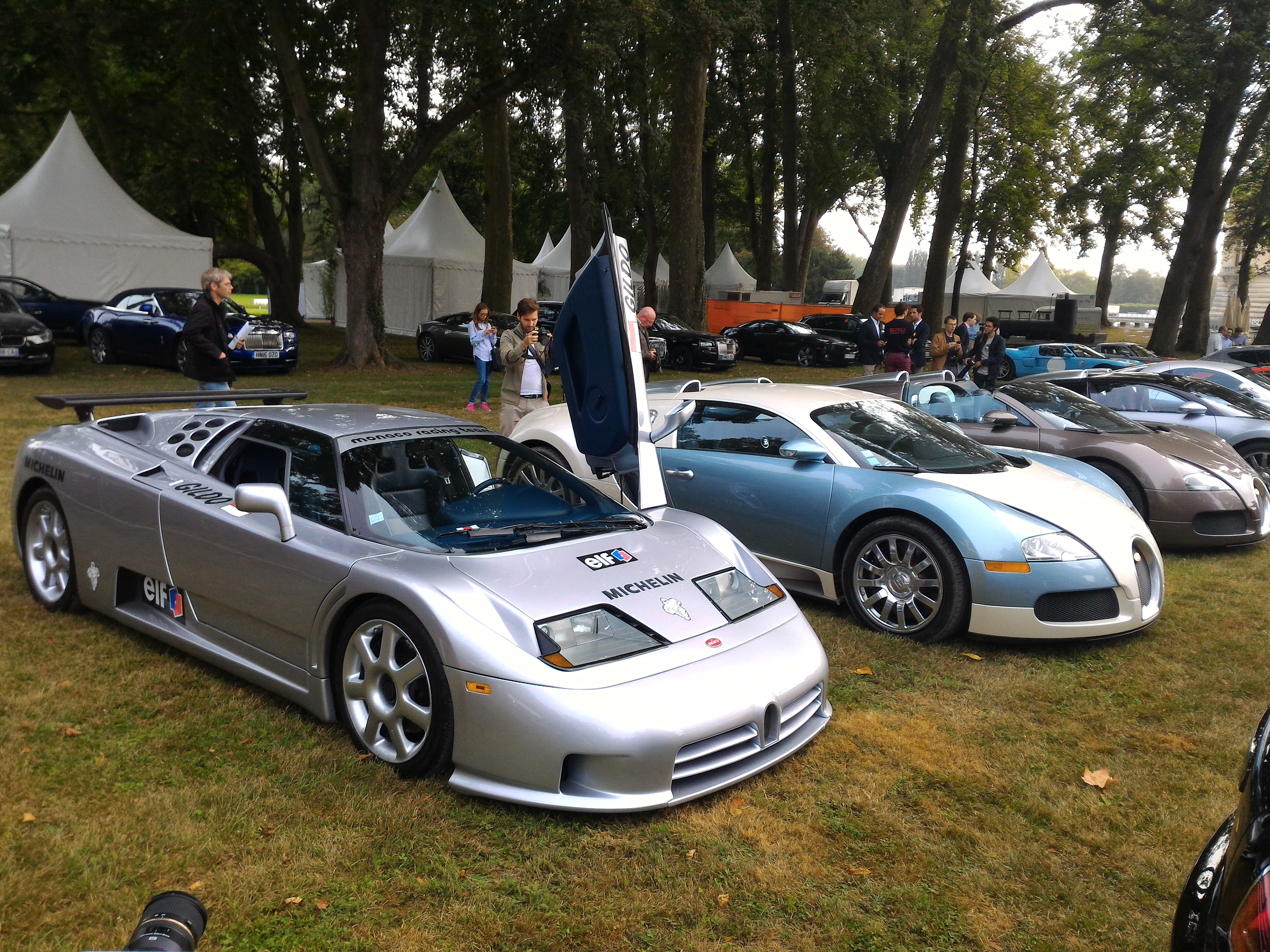
Bugatti EB110 et Veyron
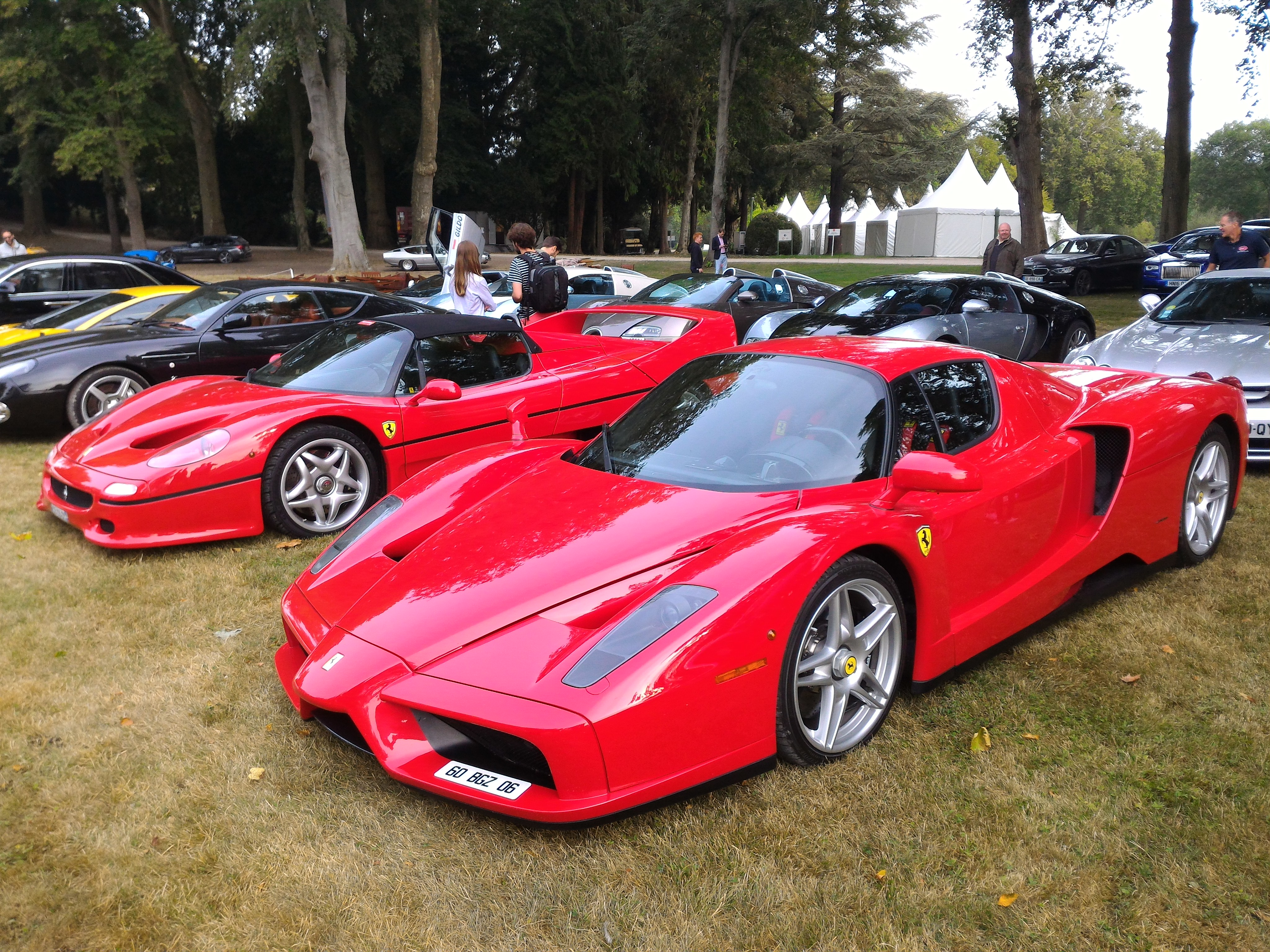
Ferrari Enzo et F50
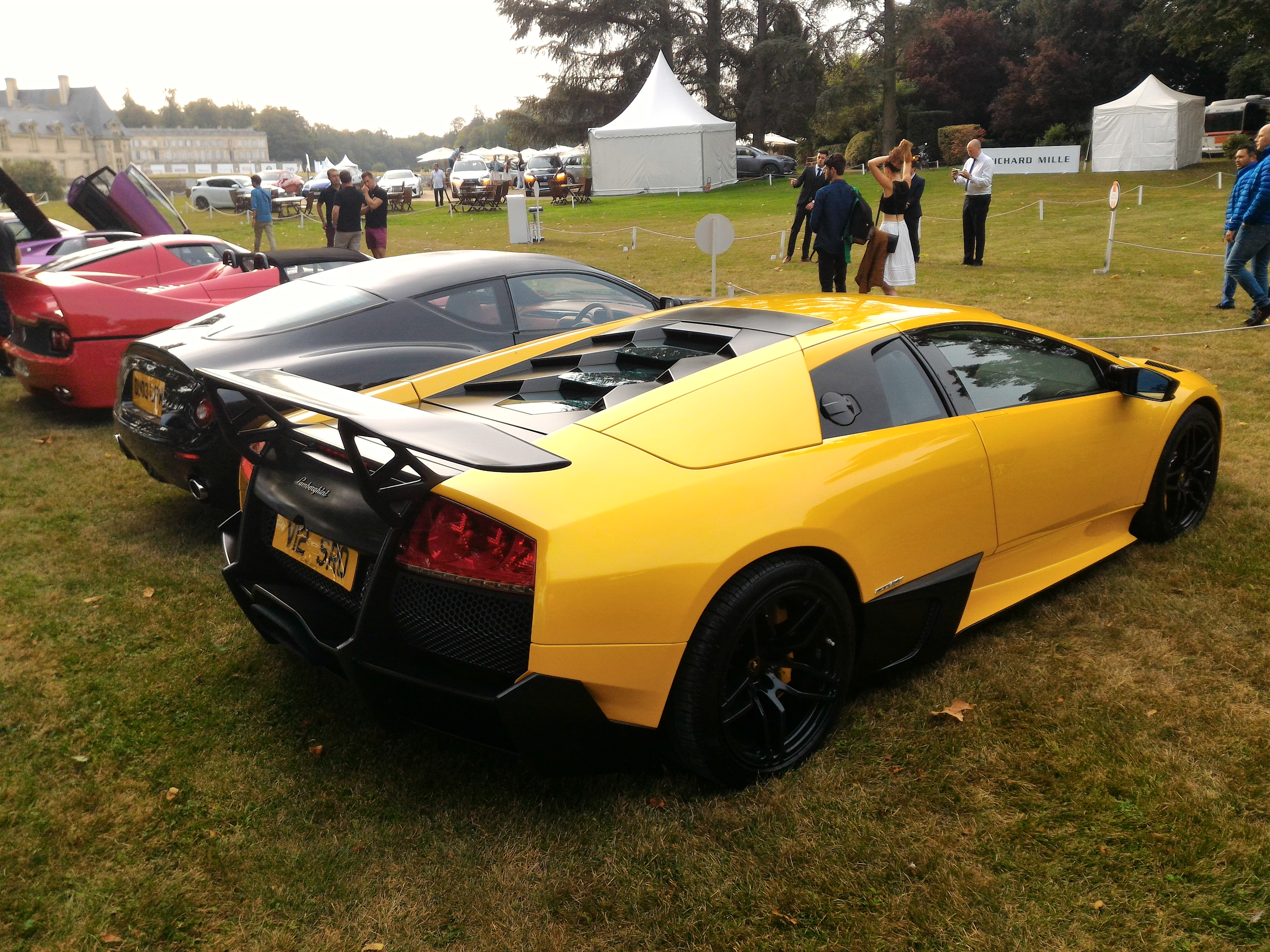
Lamborghini Murcielago, Aston Martin DB7 Zagato
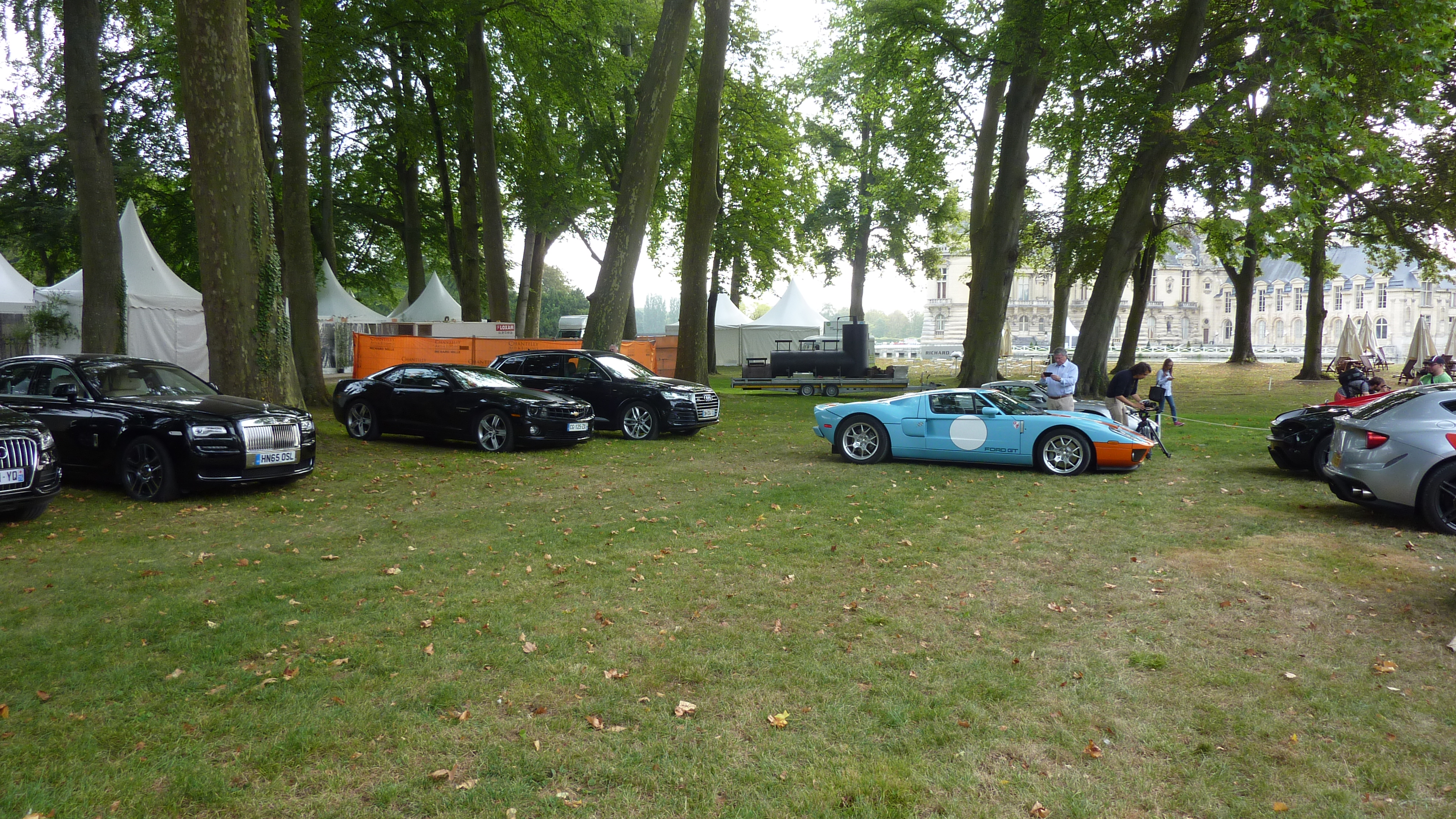
Ford GT 40
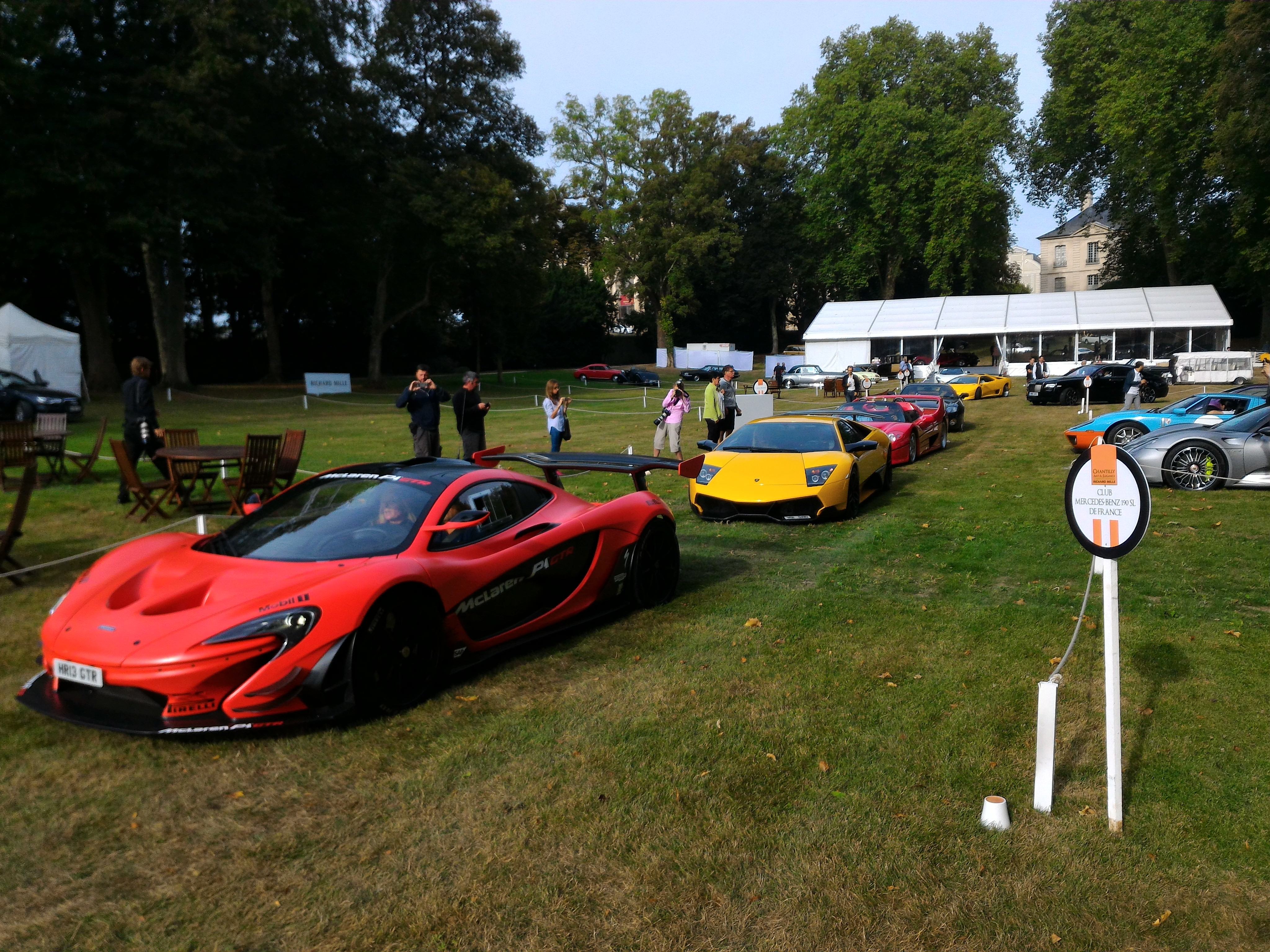
Départ du Rallye Supercars 2016

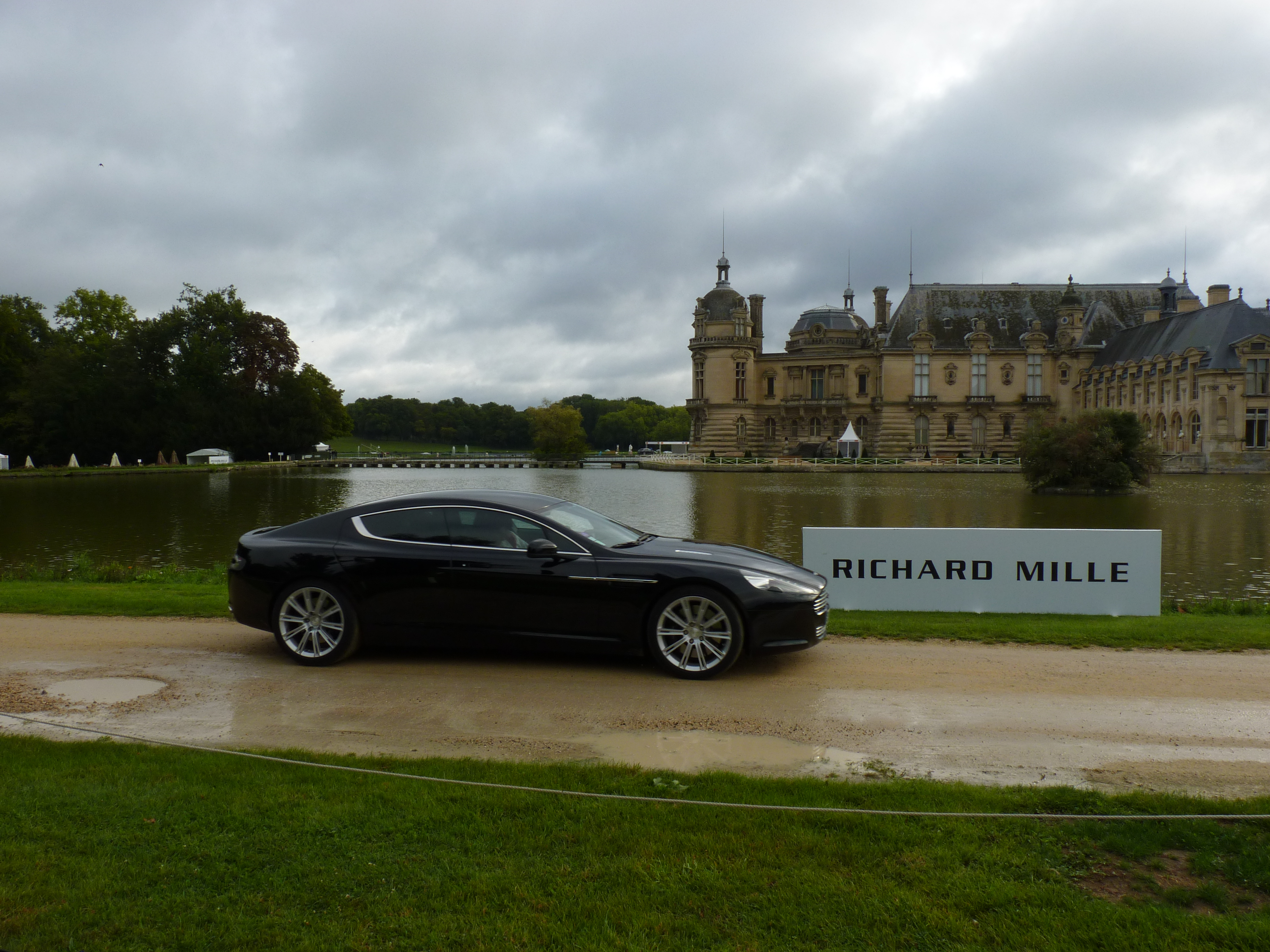
Rallye Aston Martin Chantilly Arts & Elegance Richard Mille 2017

L'édition 2017 faisait la part belle à Mercedes-Benz avec une quinzaine de Mercedes-Benz SLR McLaren, accompagnées d'une Ferrari F40 ou encore d'une rare Dodge Viper ACR[source secondaire souhaitée].
En plus du rallye des anciennes et du rallye des supercars, l'édition 2016 accueillait un rallye Aston Martin réunissant des modèles historiques de la marque de Gaydon, avec les DB9, Rapide ou encore DB5[source secondaire souhaitée].
Dîner de gala

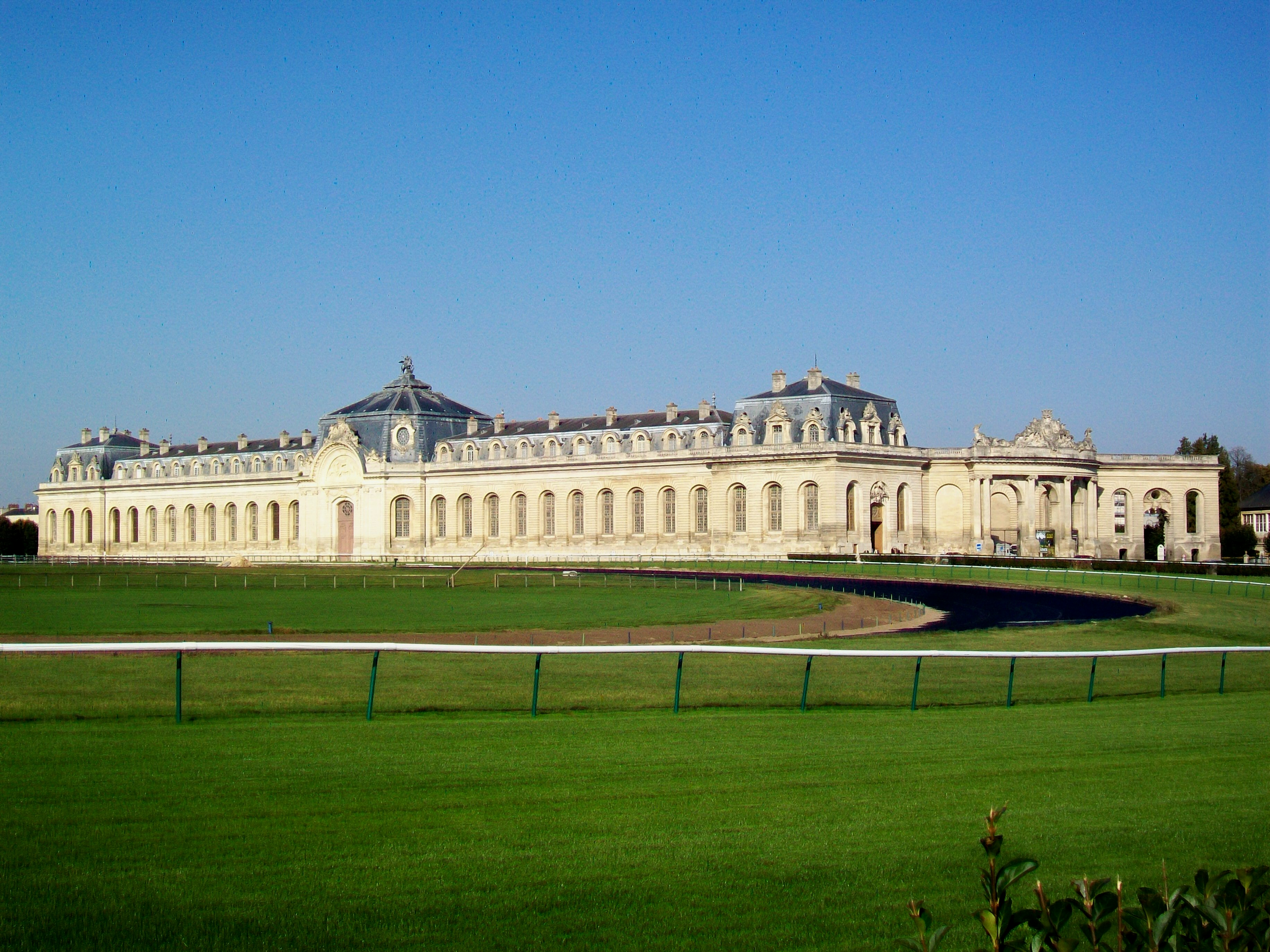
Les Grandes Écuries

Les Grandes Écuries de Chantilly concluent cette première journée par le dîner d’ouverture du Chantilly Arts & Elegance, qui reçoit les personnalités et invités de cet événement cantilien.
- En 2014, le dîner de gala était préparé par trois grands Chefs Relais & Châteaux[13] : Marc Meneau (L’Espérance à Saint-Père-sous-Vezelay), Jacques Chibois (La Bastide Saint Antoine à Grasse) et Guy Lassausaie (Restaurant Guy Lassausaie à Chasselay) avec les équipes de Potel&Chabot.
- En 2016, le dîner de gala était préparé par trois grands Chefs Relais & Châteaux[14].
- En 2017, ce sont pas moins de six grands Chefs Relais & Châteaux qui officieront aux dîners, au déjeuner des rallyes ainsi qu'aux différents ateliers gustatifs du dimanche : Régis Marcon (Hôtel et Restaurant Régis et Jacques Marcon à Saint-Bonnet-le-froid), René & Maxime Meilleur (Hôtel-Spa La Bouitte à Saint-Martin-de-Belleville), Clément Leroy (Auberge du Jeu de Paume à Chantilly), Jean-Luc Rocha (Saint James Paris à Paris 16e) et Ronan Kervarrec (Hostellerie de Plaisance à Saint-Émilion)[15][source secondaire souhaitée].

#### Dimanche

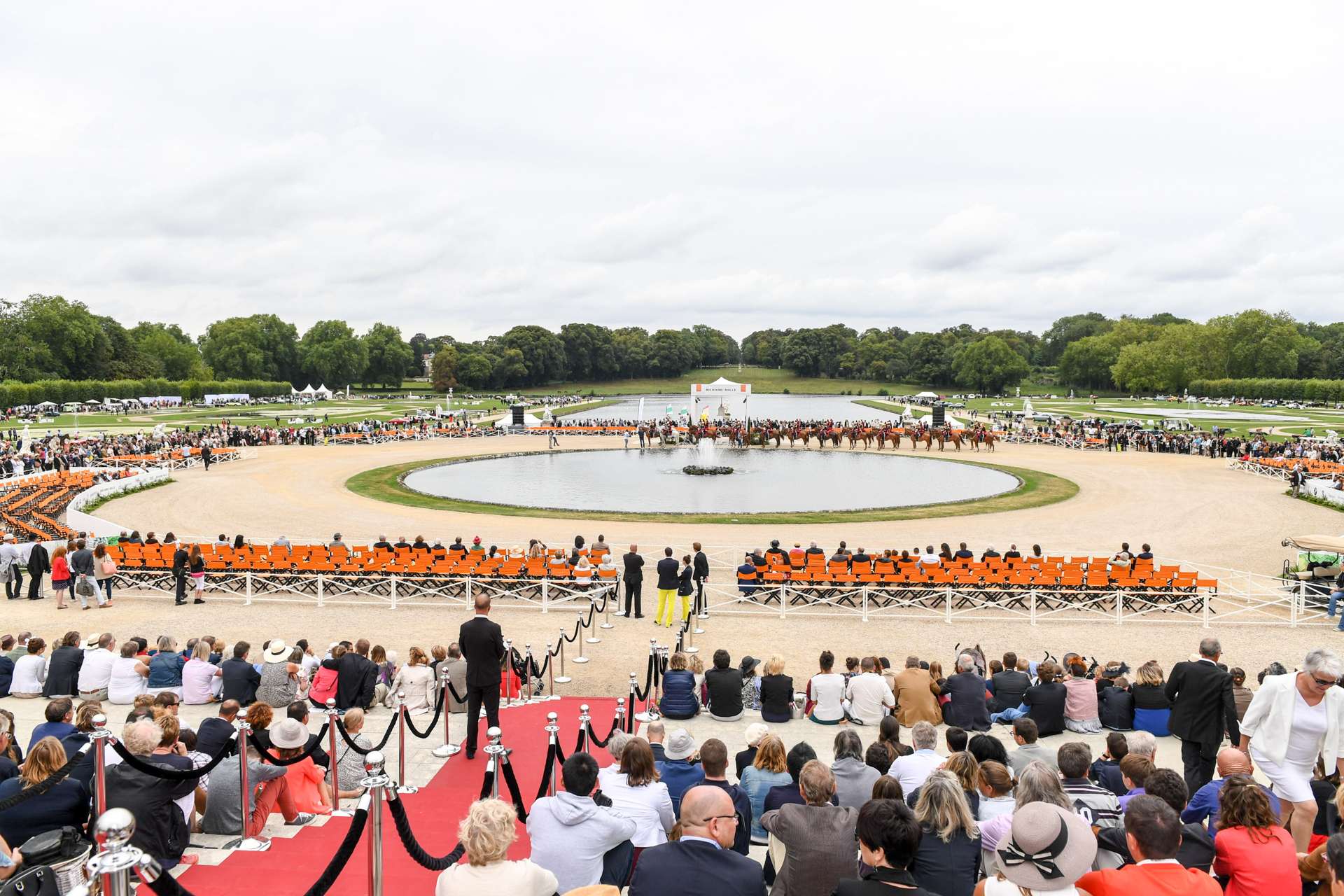
Présentations des véhicules aux concours

La journée dominicale est consacrée à l'exposition au public des véhicules de collection sur les pelouses du Domaine de Chantilly, aux différents ateliers et animations qui ponctuent la journée, aux présentations des véhicules aux concours ainsi qu'à la vente aux enchères automobiles.
Le Chantilly Arts & Elegance Richard Mille récompense trois concours, sous l'appellation Les Plus Belles Voitures du Monde, pour lesquels un jury, après délibération, consacre le « Best of Show » des concours ainsi que les Grands Gagnants des diverses classes du concours d'État.

## Concours

### Concours d’élégance

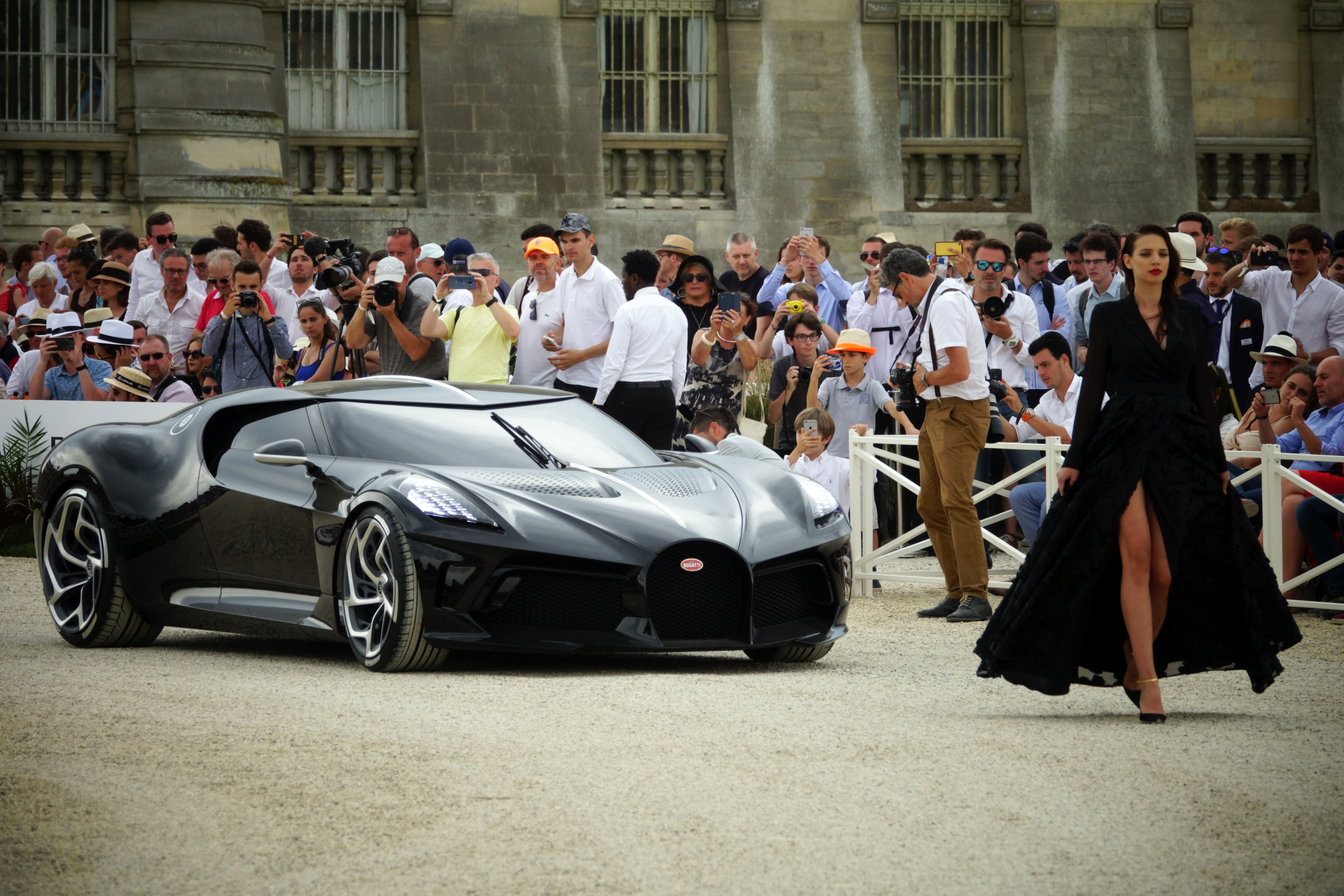
Bugatti La Voiture Noire associée à la maison italienne de prêt-à-porter Max Mara.

En référence aux concours d'élégance des années 1920 en France, pour le concours d’élégance de Chantilly des constructeurs automobiles à présentent leurs concept cars, accompagnés d’un mannequin habillé par une maison de couture.

### Concours d’état
Le Concours d'état consacre « Les Plus Belles Voitures du Monde » dans une quinzaine de classes où quatre à six voitures défilent. Chacune d'elles est notée sur son état de conservation, sa restauration ou encore sa place dans l'histoire de l'automobile. Chaque année les classes sont renouvelées, pour obtenir un nouveau panel de véhicules ou pour s’adapter à un événement spécifique. En 2017, cinq classes sont dédiées à Ferrari pour les 70 ans du constructeur italien.

### Le Grand Prix des clubs
Une quarantaine de clubs, totalisant huit cents voitures, rassemble les collectionneurs d'un modèle ou d'une marque automobile pour participer à un déjeuner sur l'herbe du château de Chantilly. Pour remporter le Grand Prix des Clubs organisé par la Fédération française des véhicules d'époque (FFVE), les clubs doivent associer le soin apporté à l'organisation du pique-nique avec la qualité et l'originalité des modèles exposés

### 1re édition (2014)

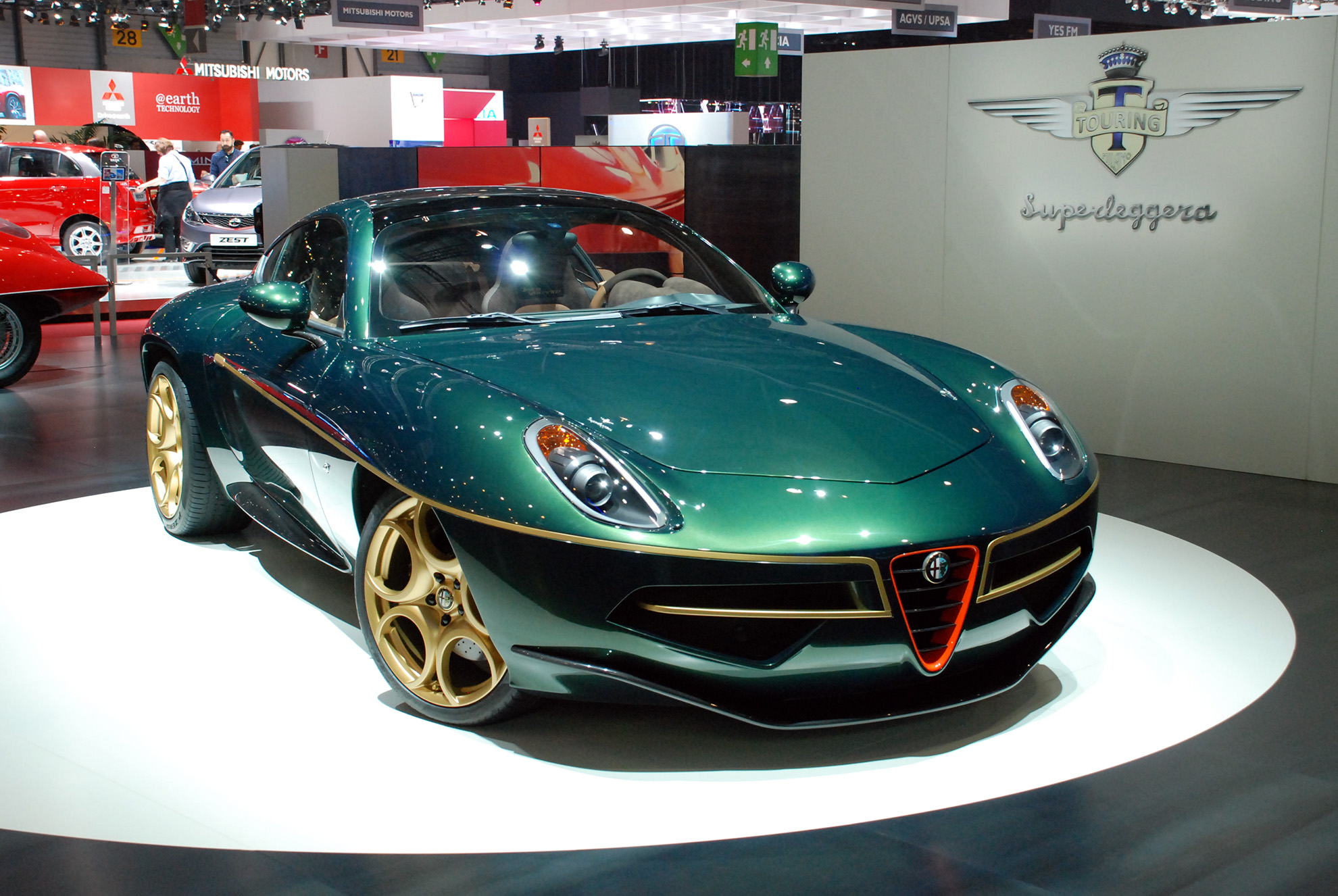
Grand gagnant du Concours d'Élégance 2014 : Alfa Romeo Disco Volante by Touring.

## Éditions

### 2eédition (2015)

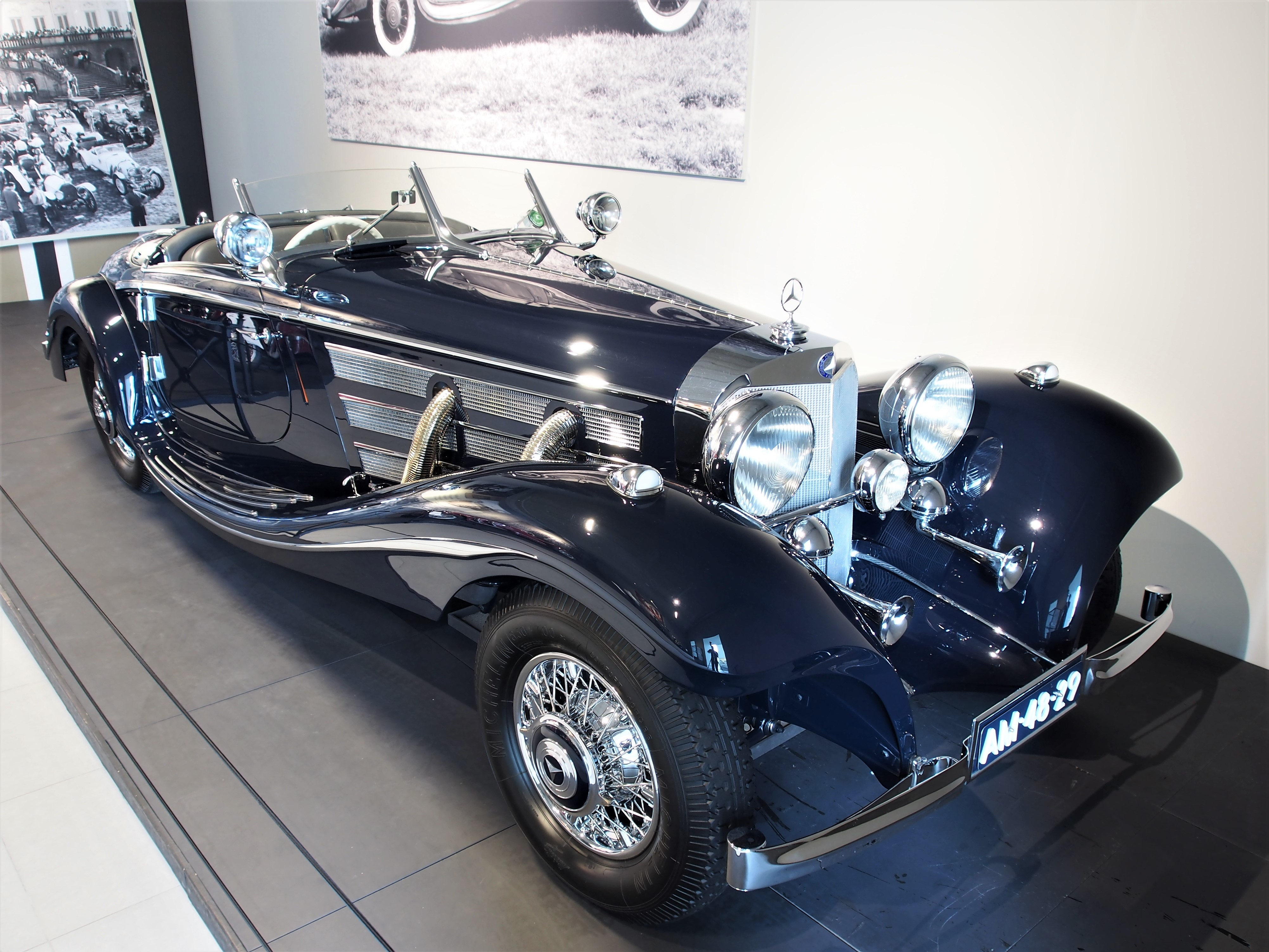
Mercedes-Benz 500K en (1936) - Louwman Museum

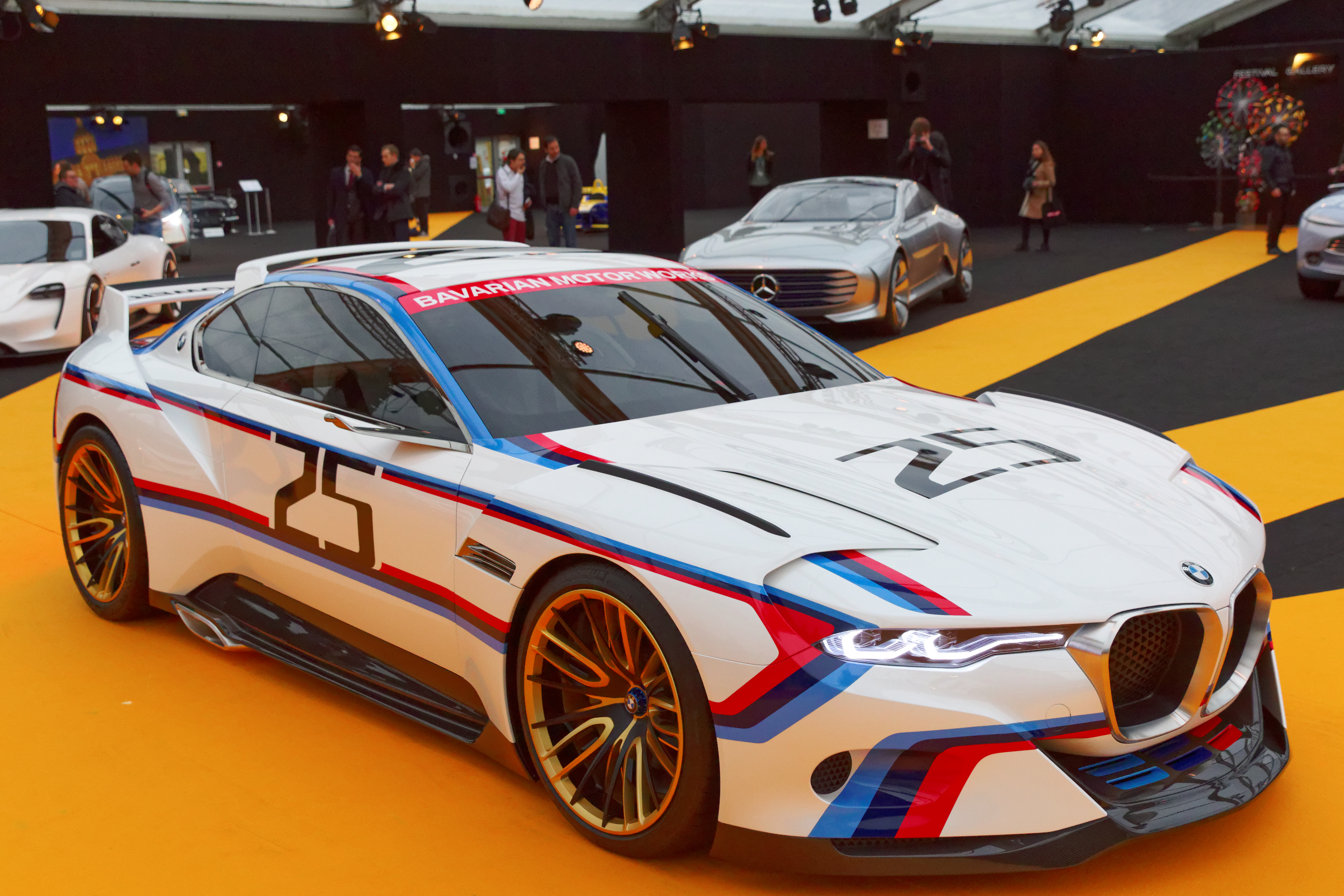
Grand gagnant du Concours d'Élégance 2015 : BMW 3.0 CSL Hommage R

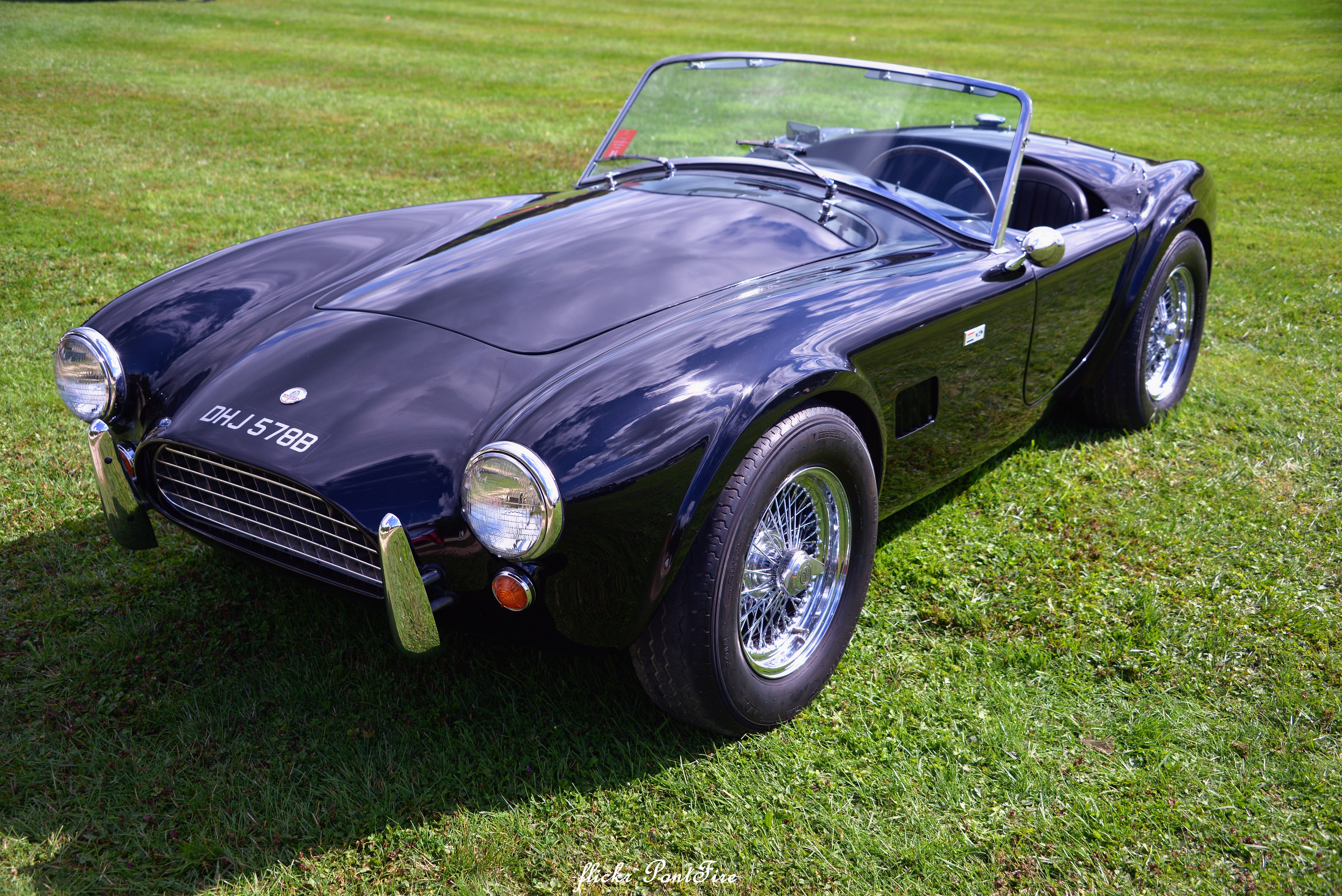
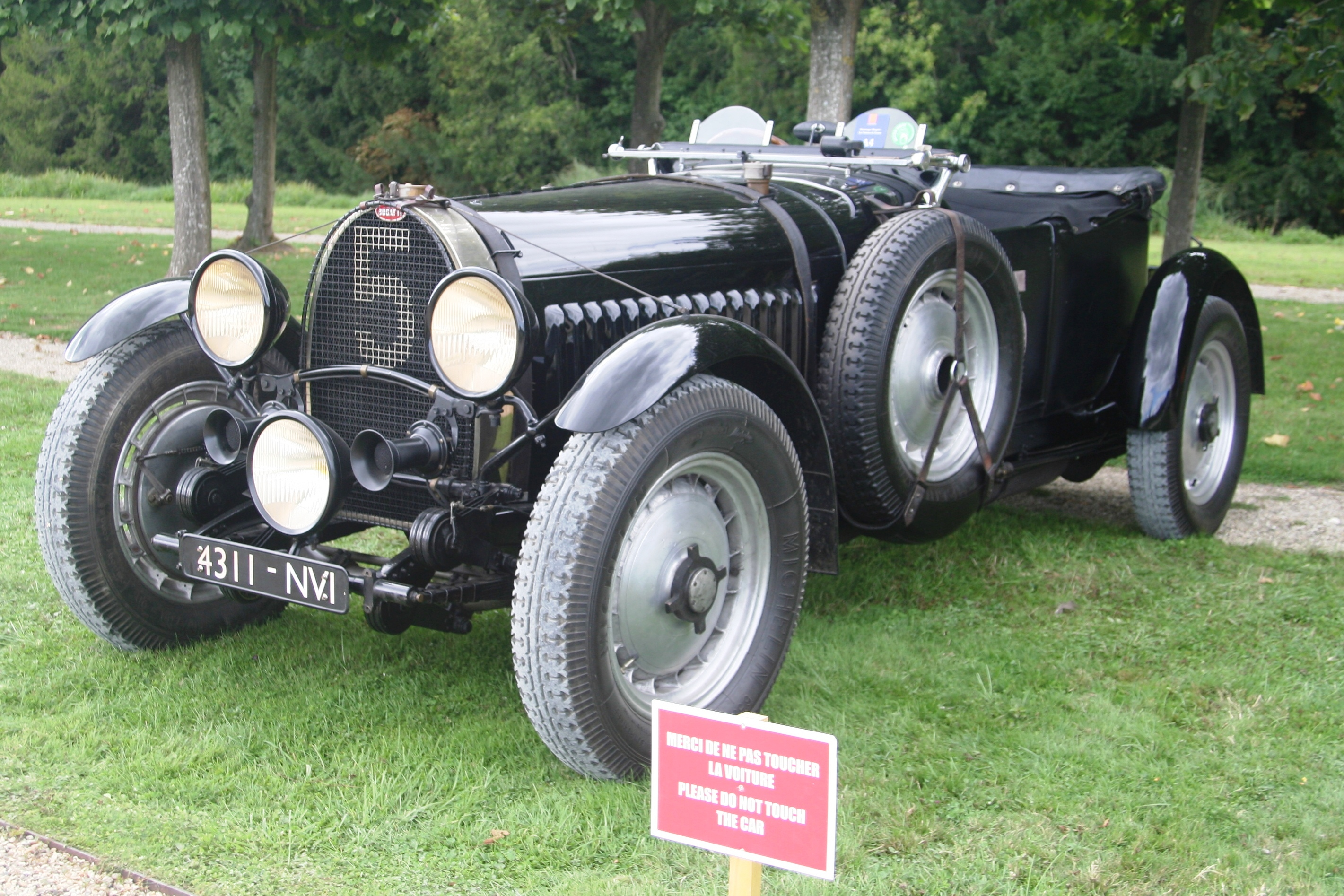
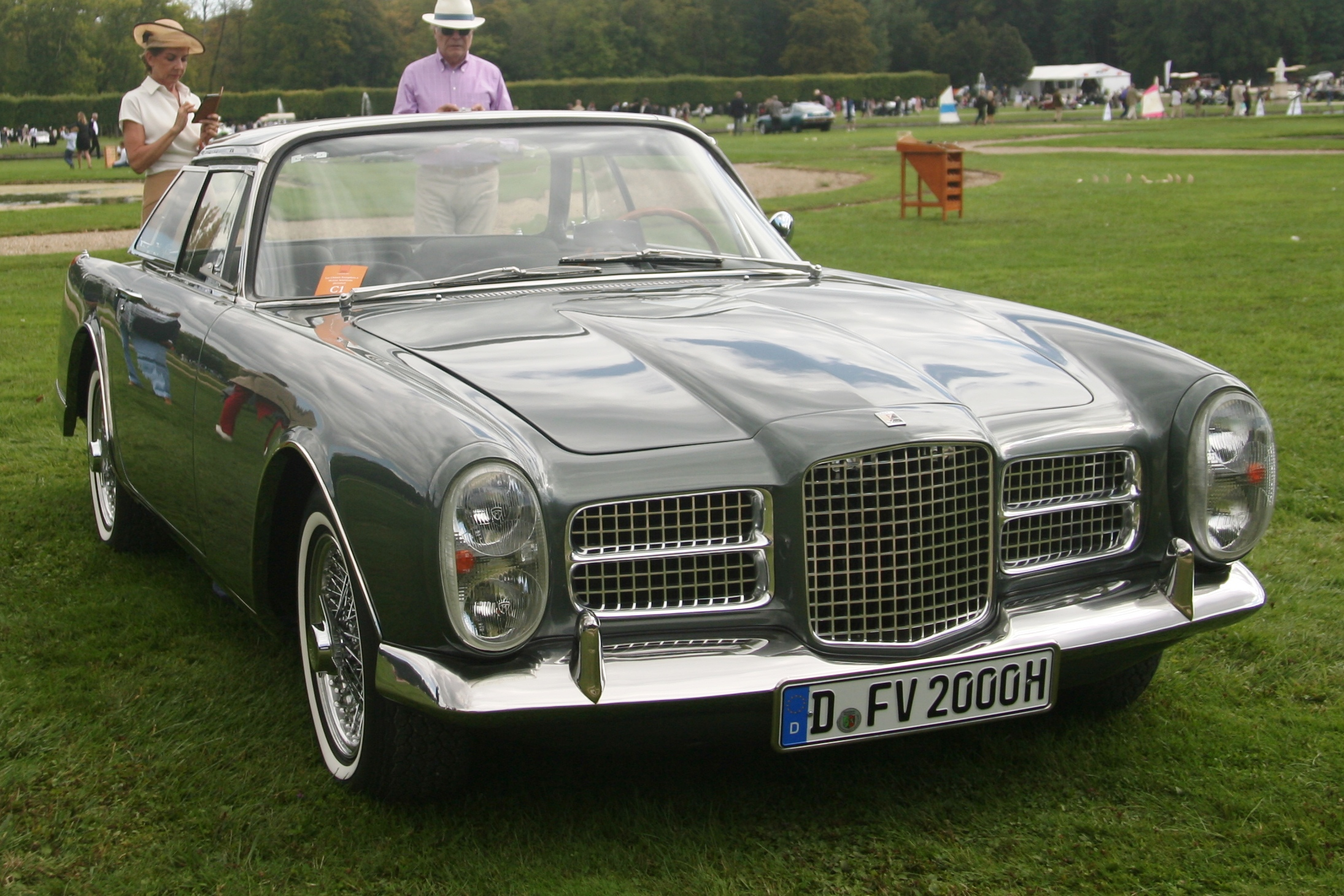
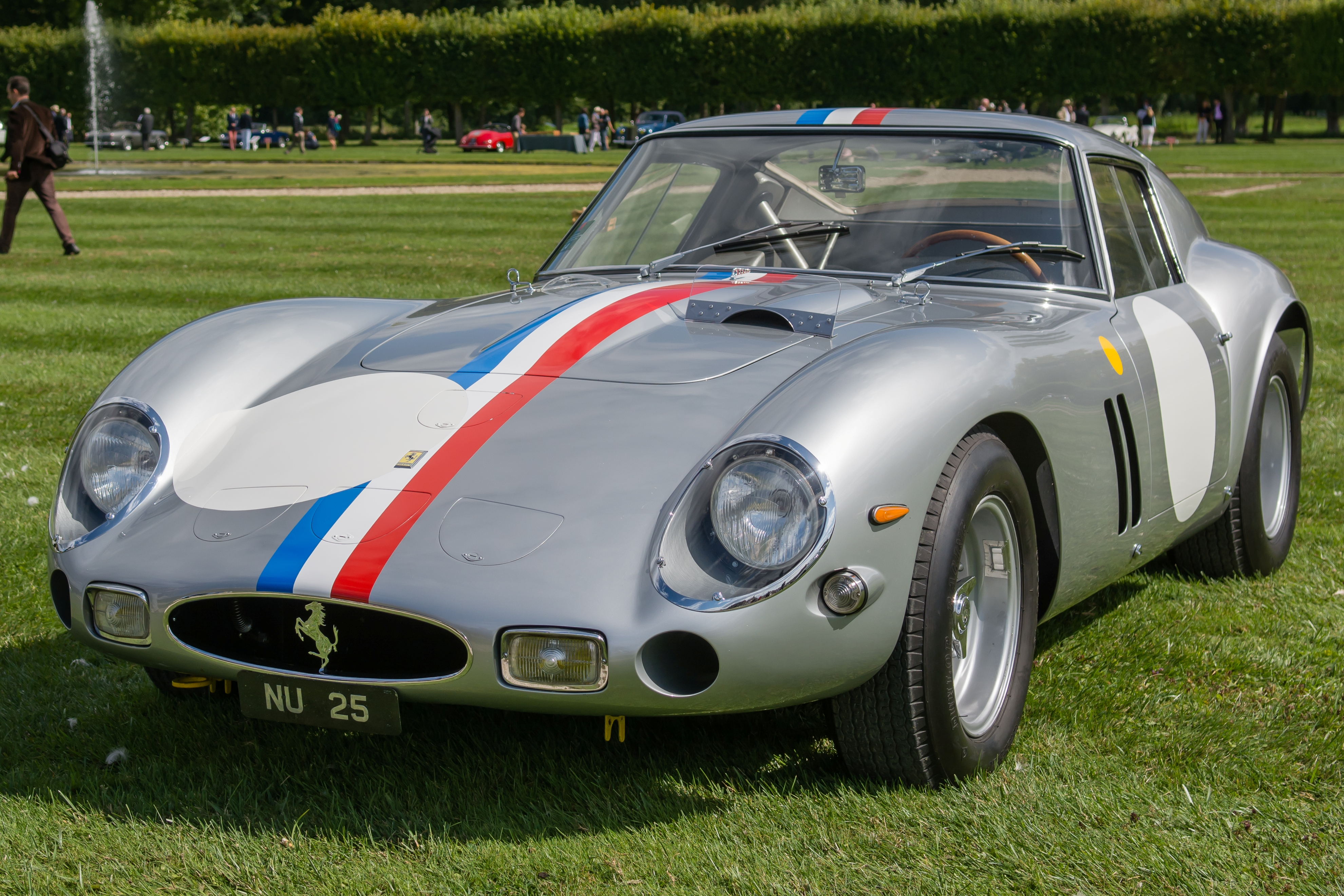
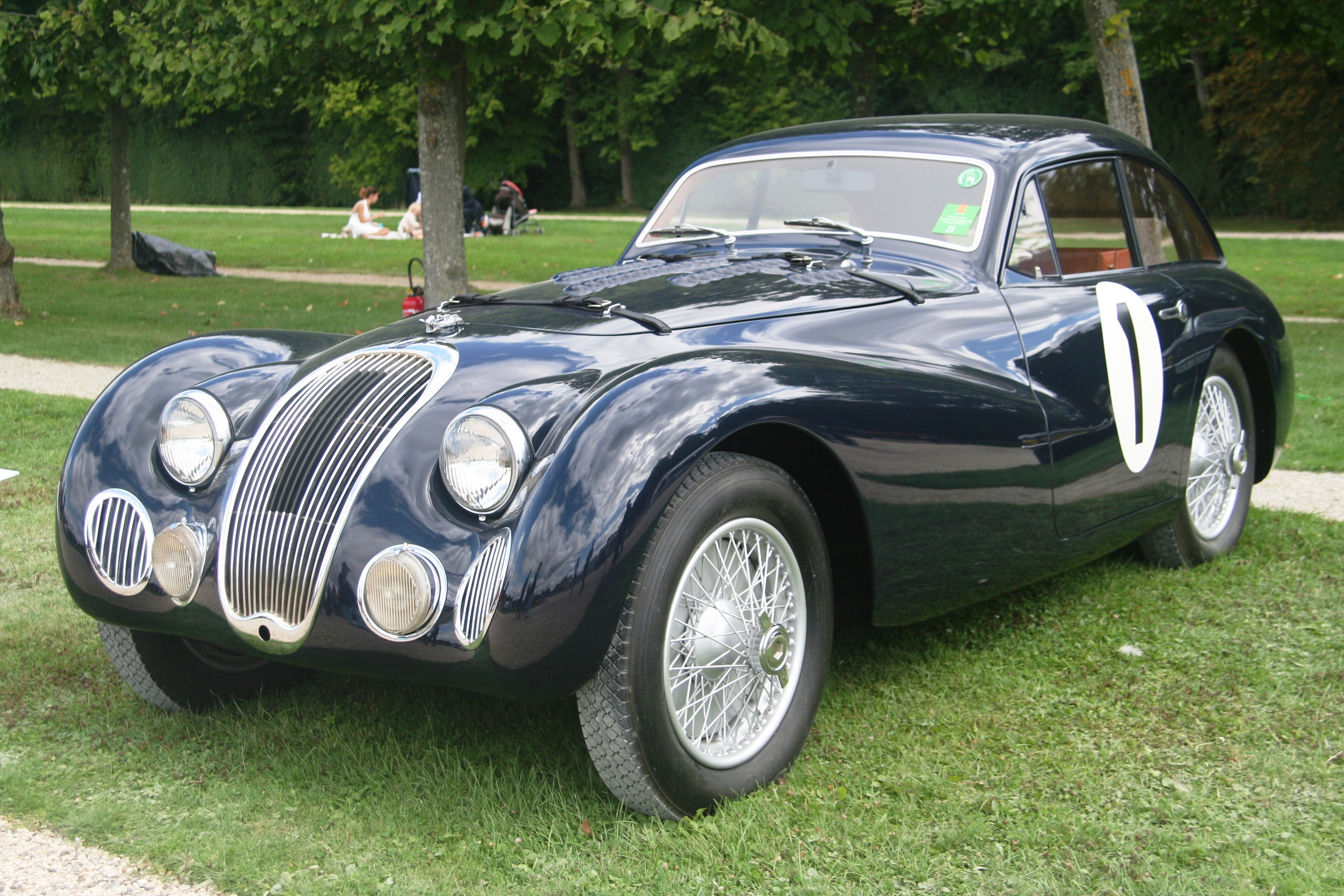
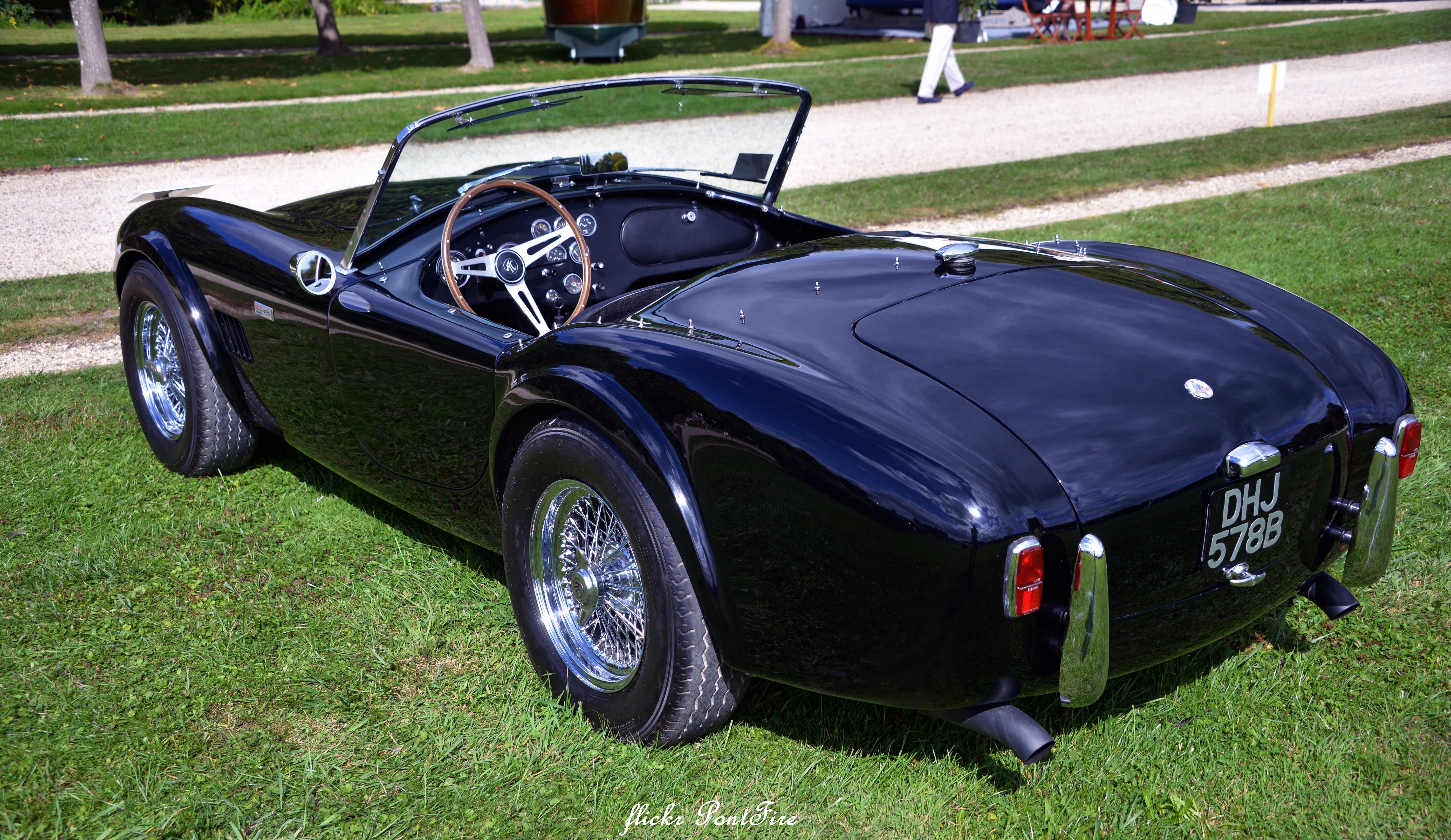
AC Cobra 289 Roadster (1964)
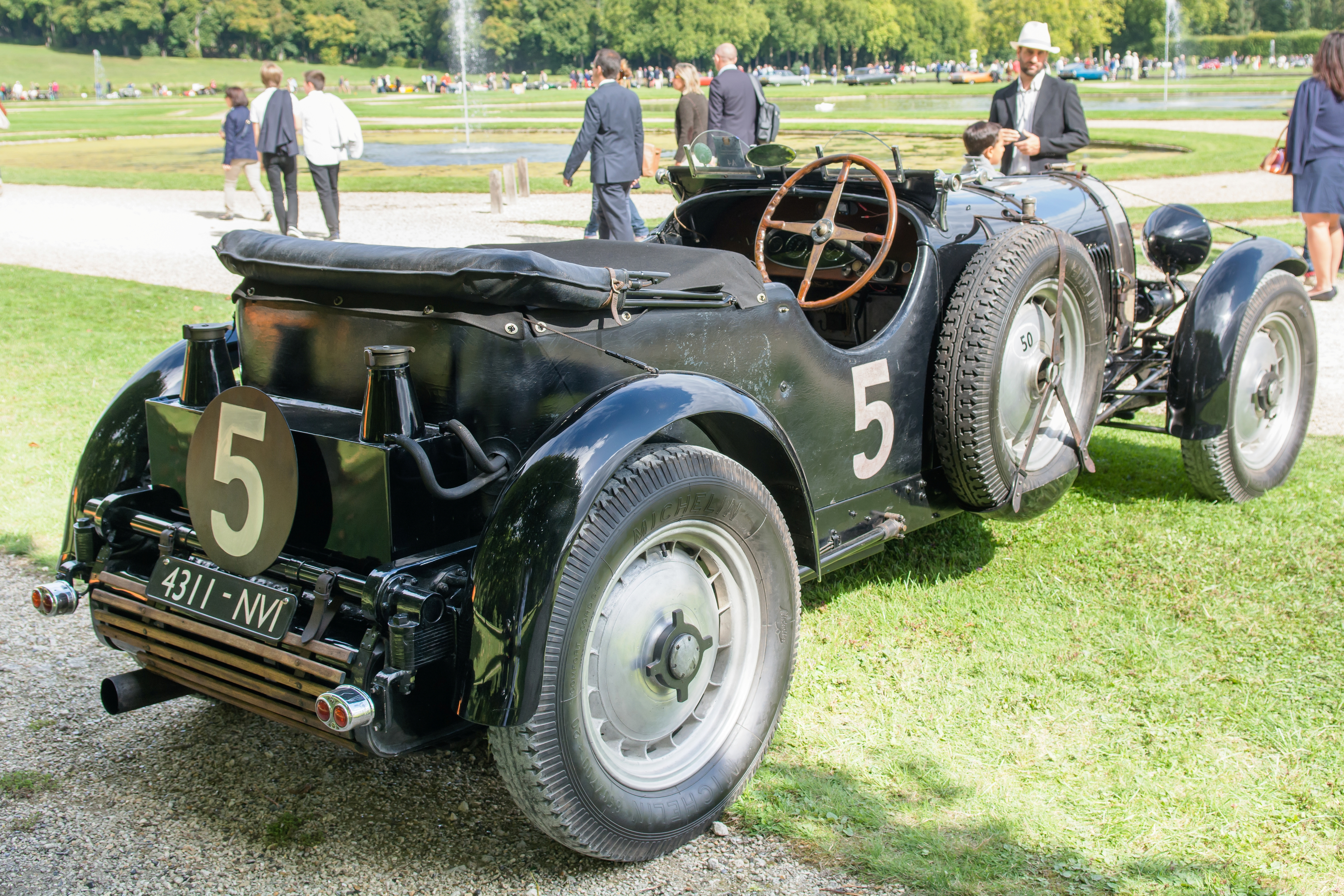
Bugatti 50 Le Mans (1930)
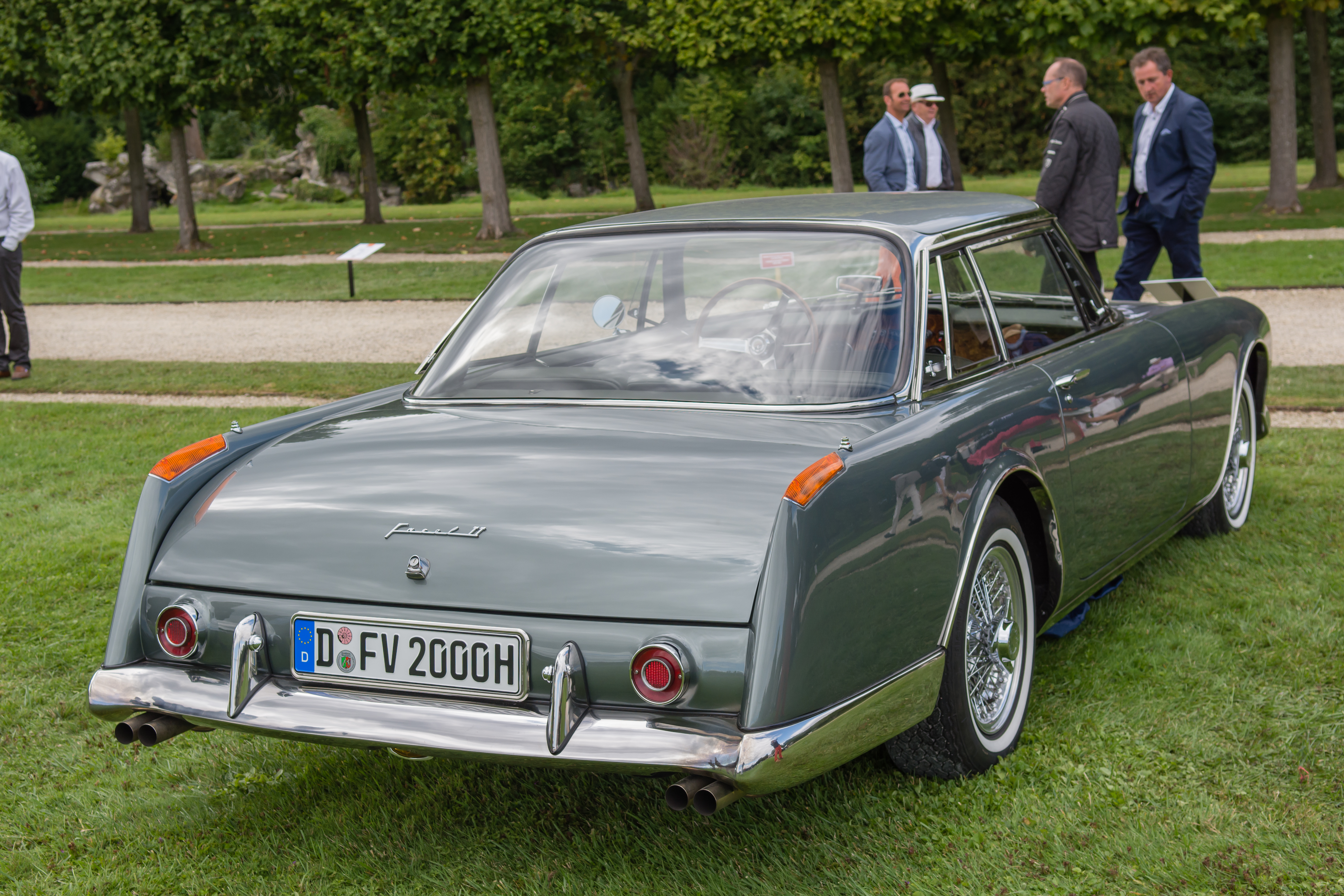
Facel Vega HKII (1962)
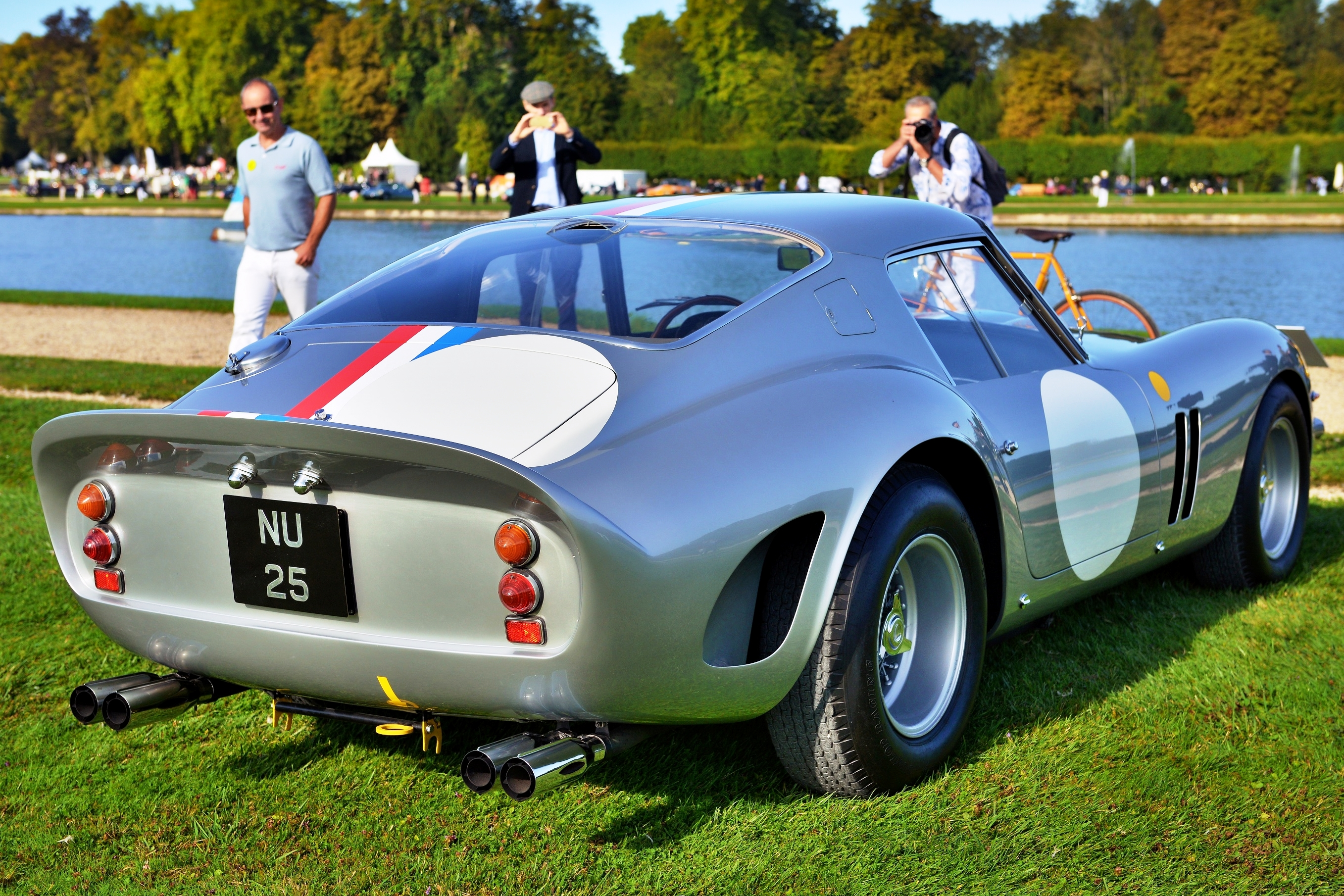
Ferrari 250 GTO (1962)
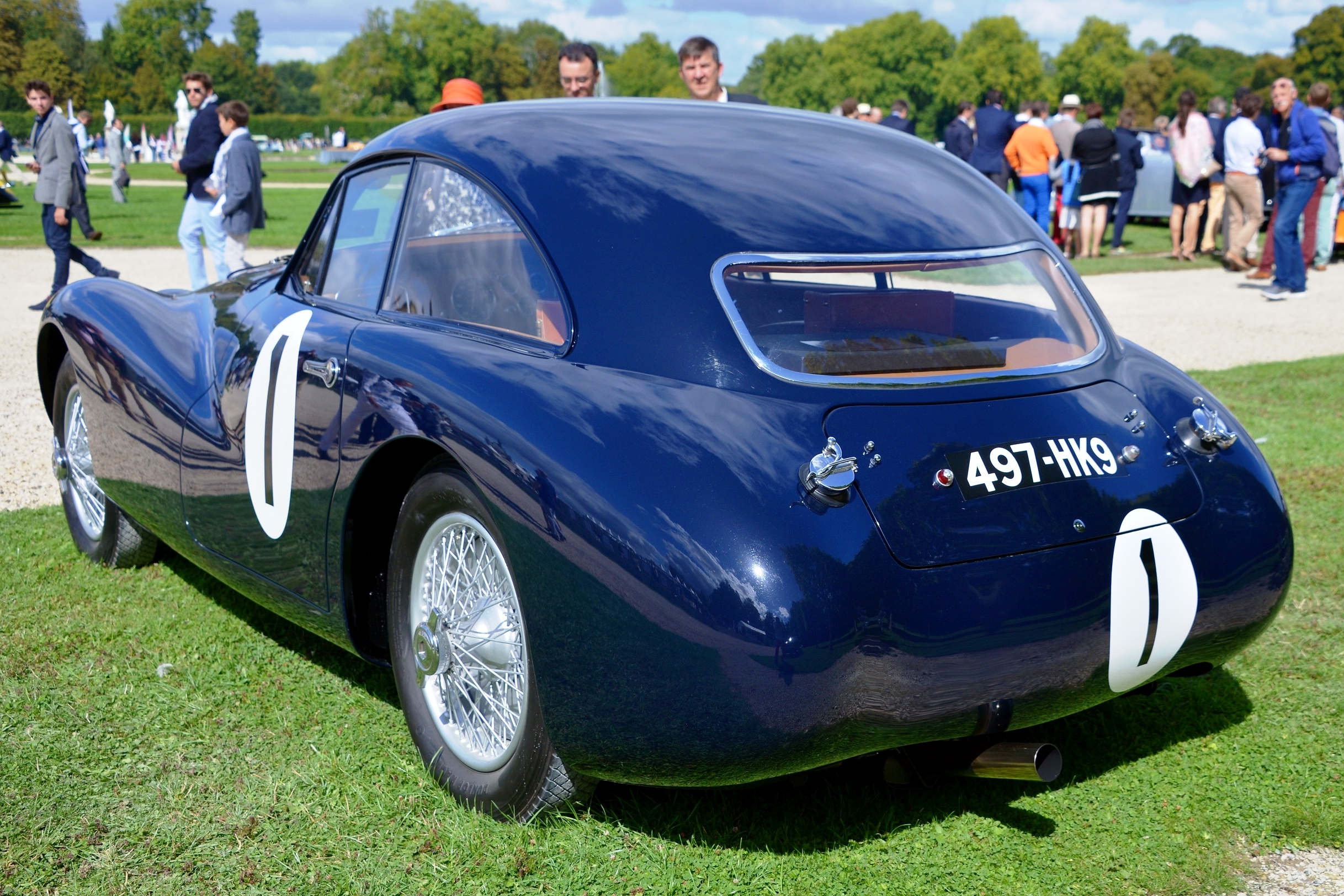
Talbot Lago Grand Sport (1948)

2e édition (2015)

### 3eédition (2016)

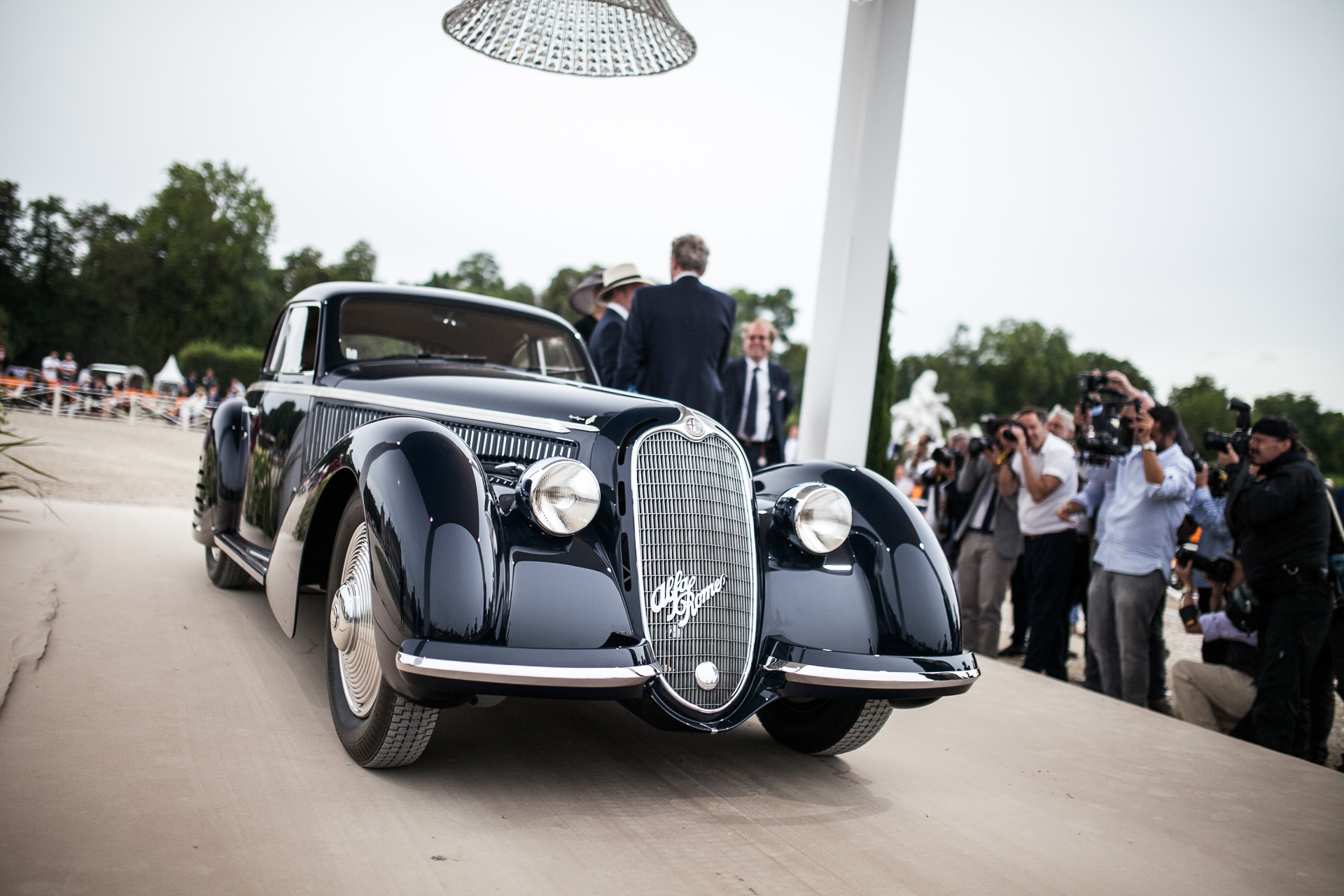
Alfa Romeo 8C 2900B Lungo Berlinetta

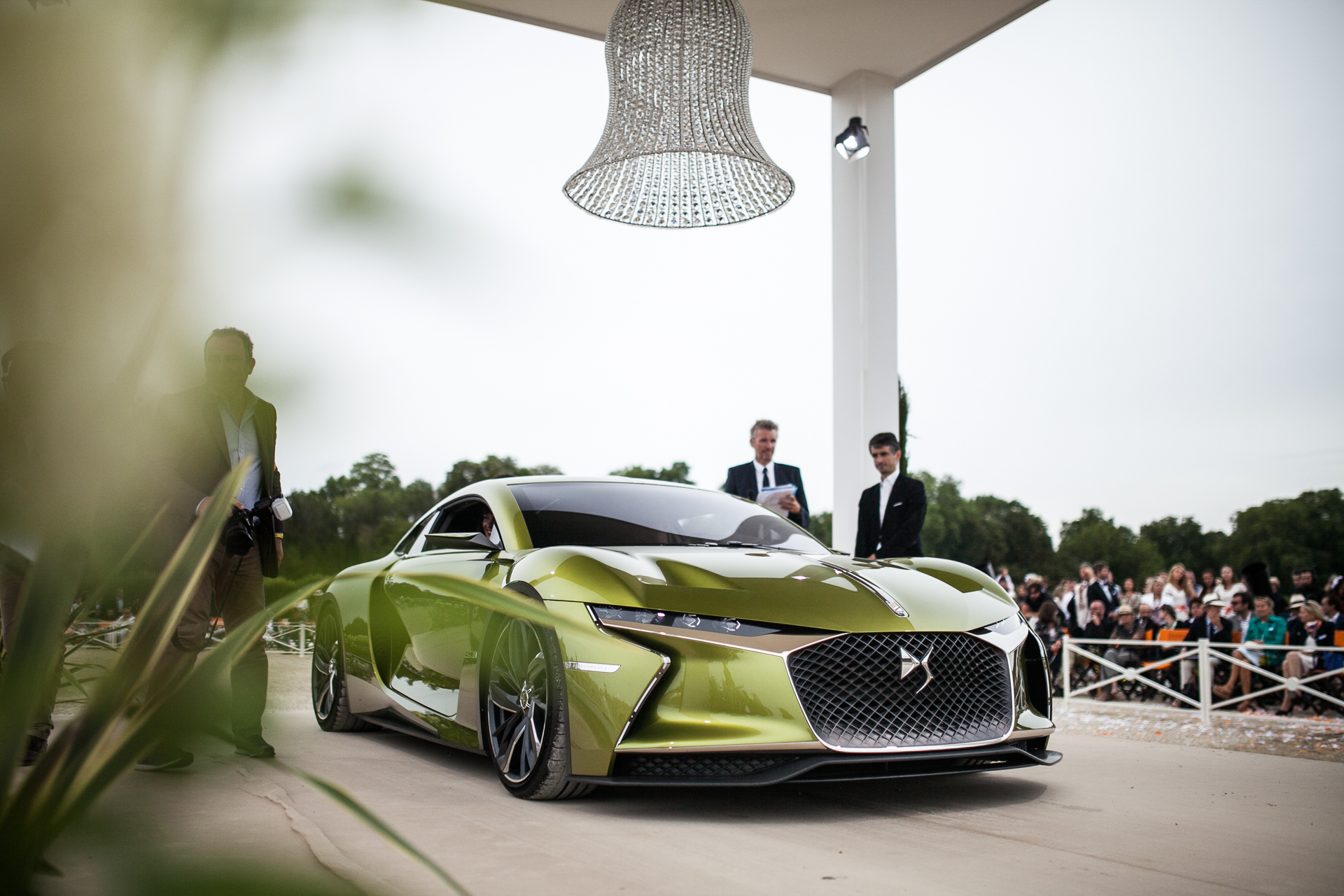
Grand gagnant du Concours d'Élégance 2016 : DS E-Tense

Concours d'Élégance
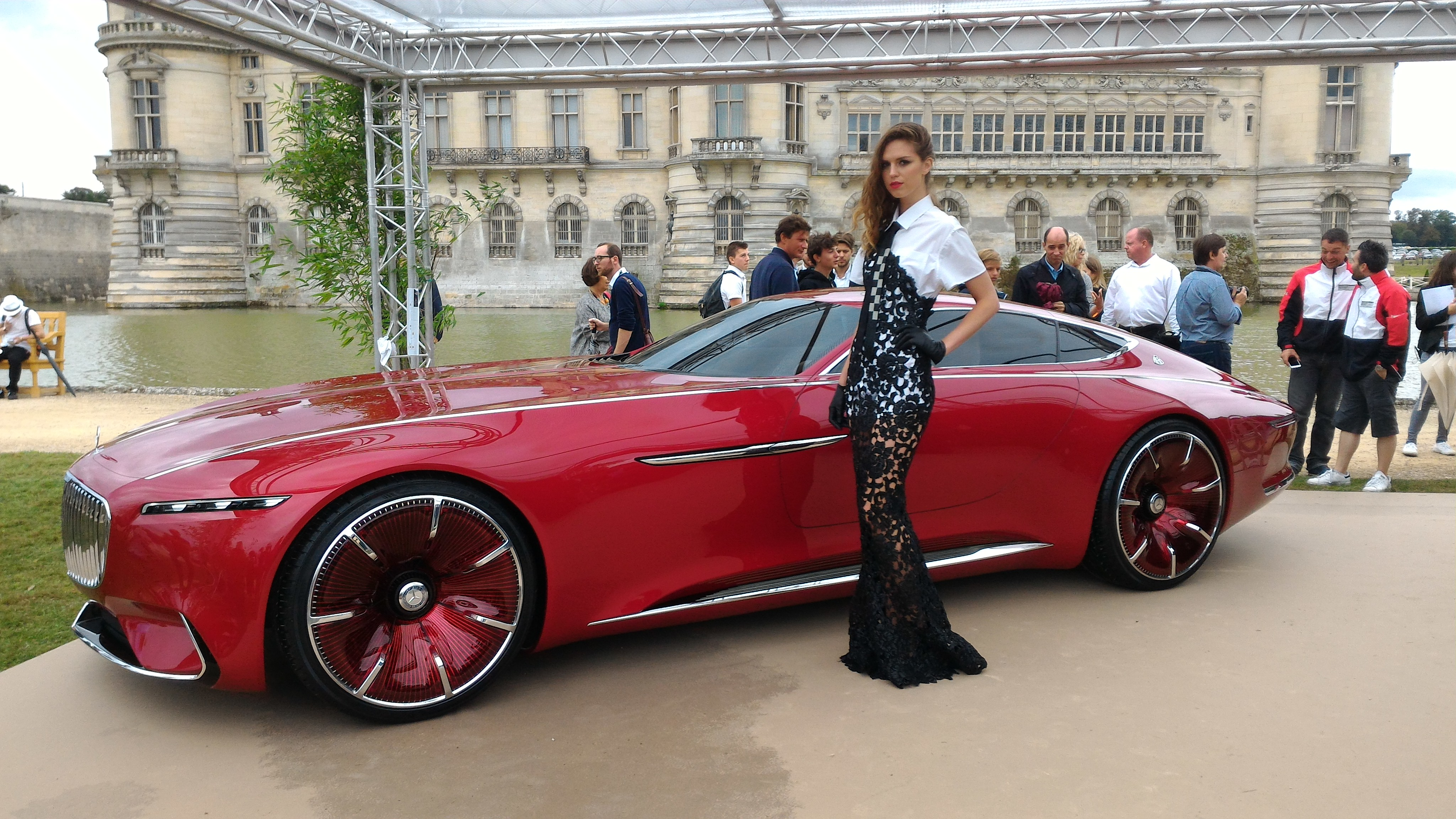
Mercedes-Maybach Vision 6
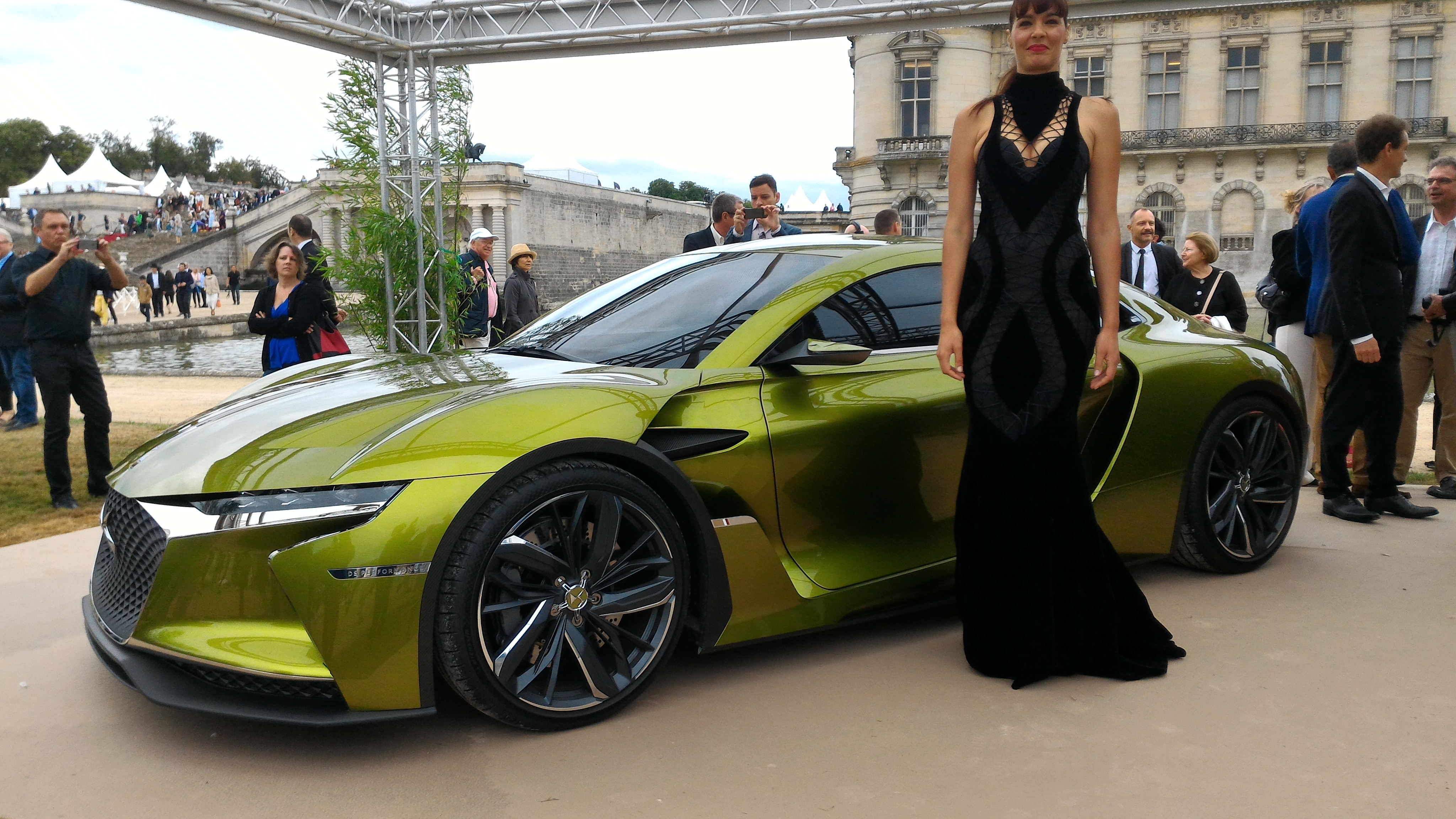
DS E-Tense
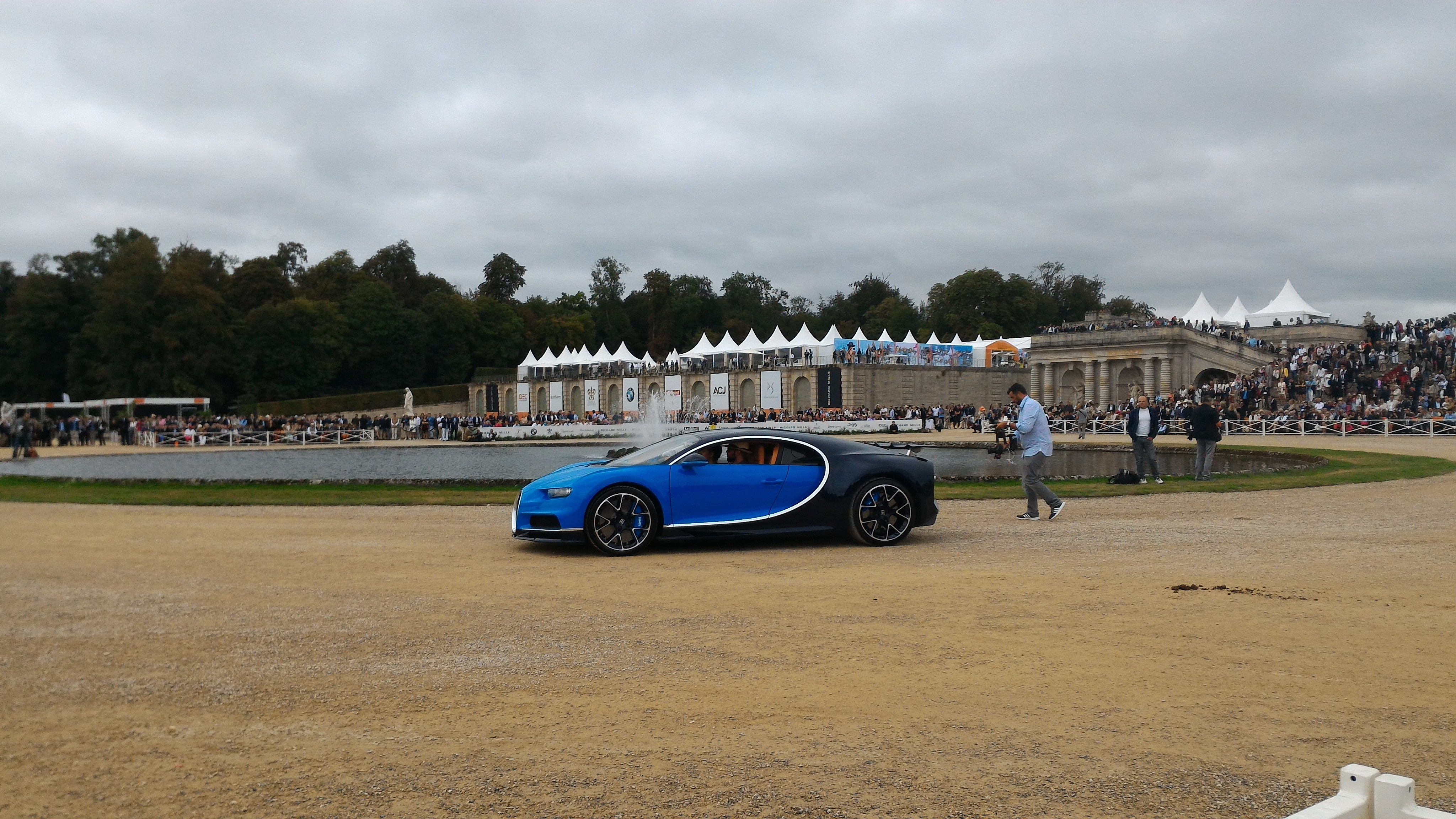
Bugatti Chiron

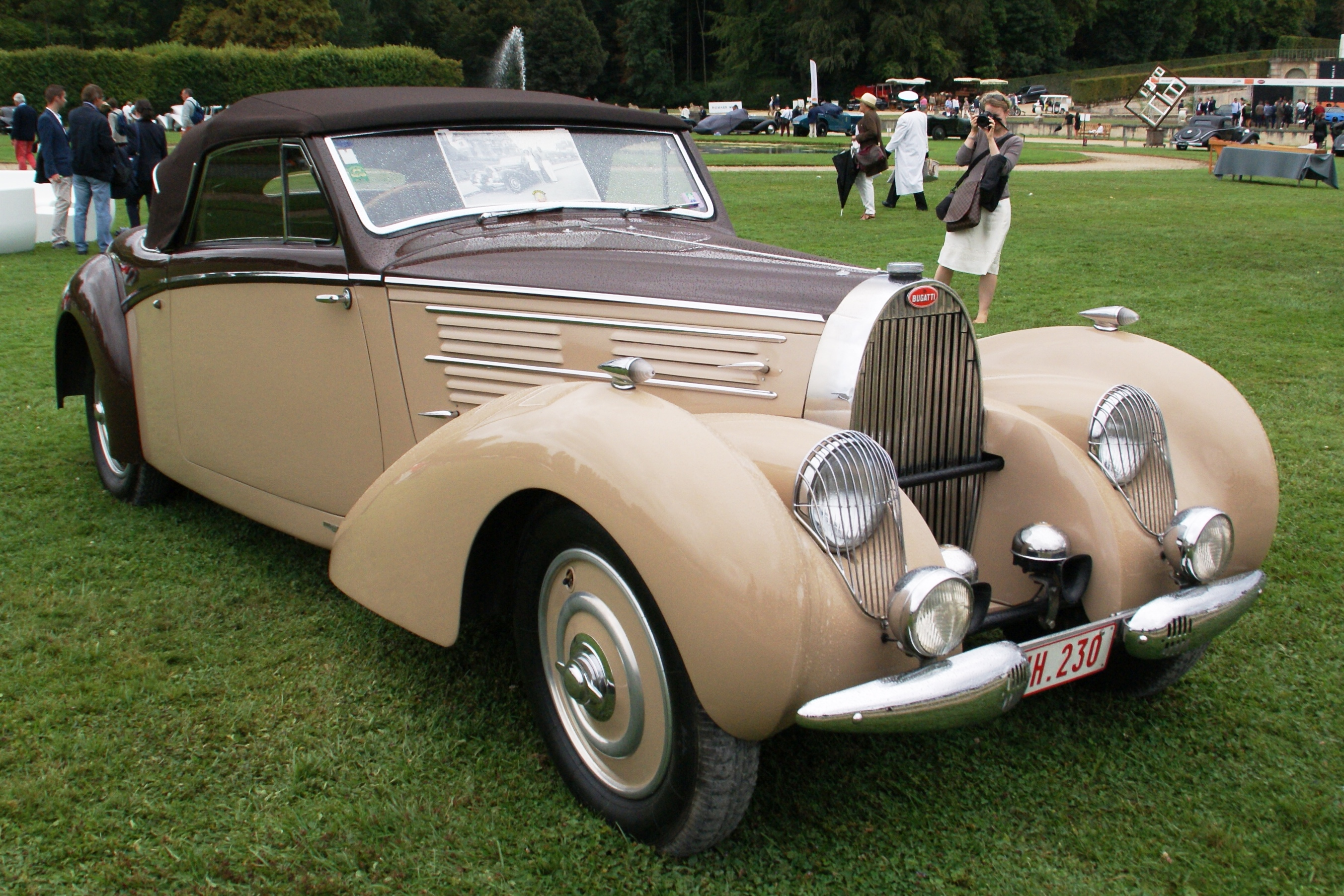
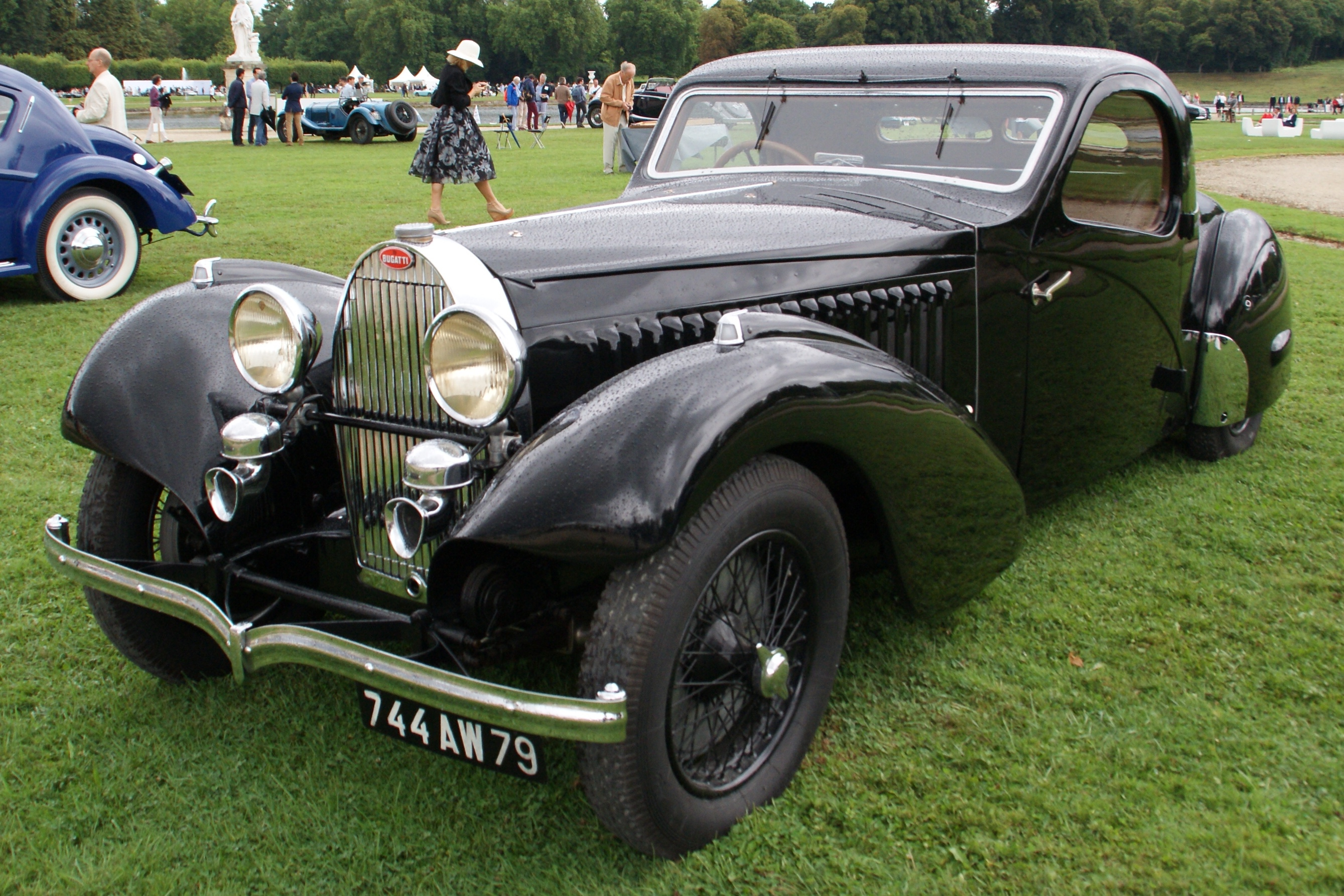
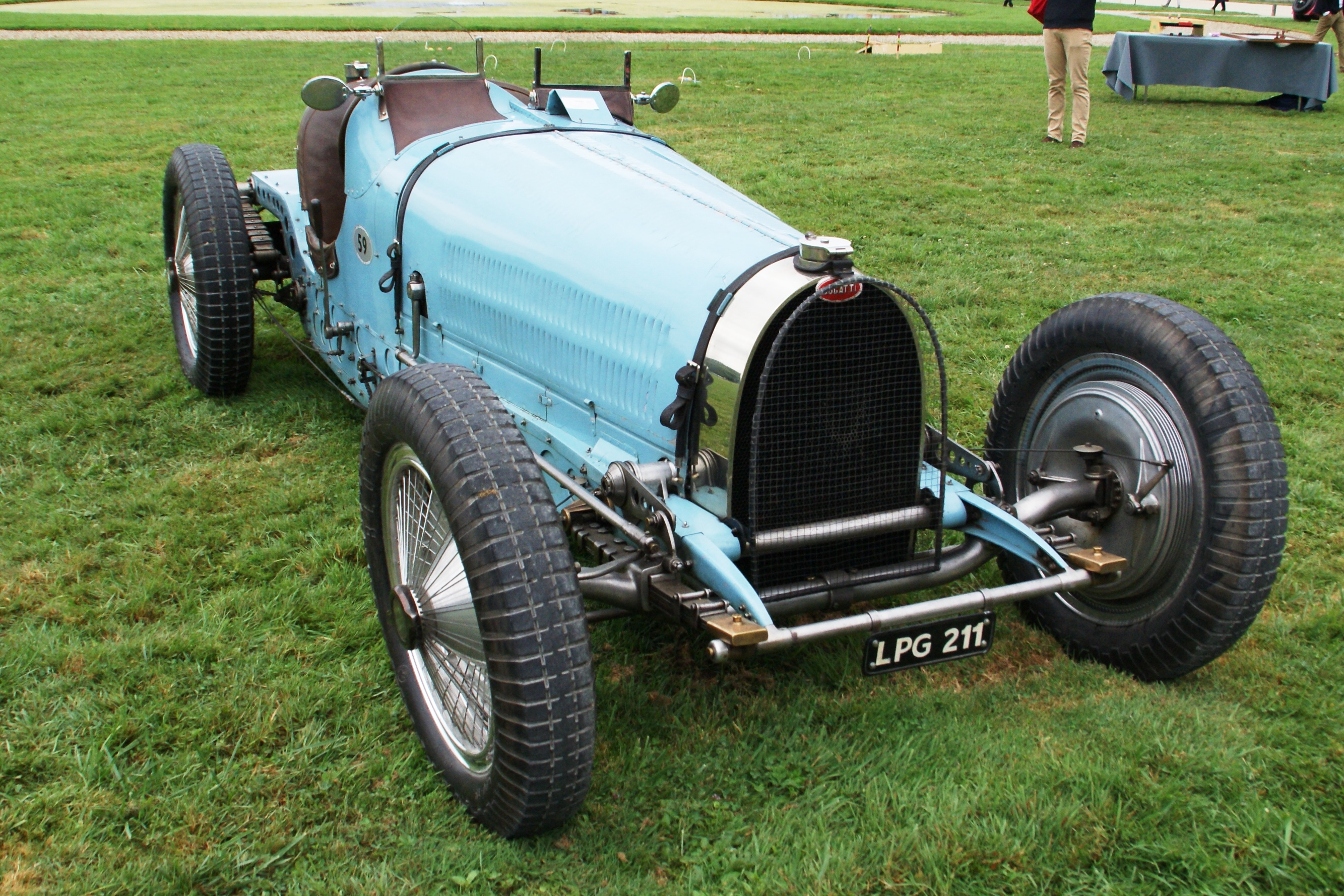
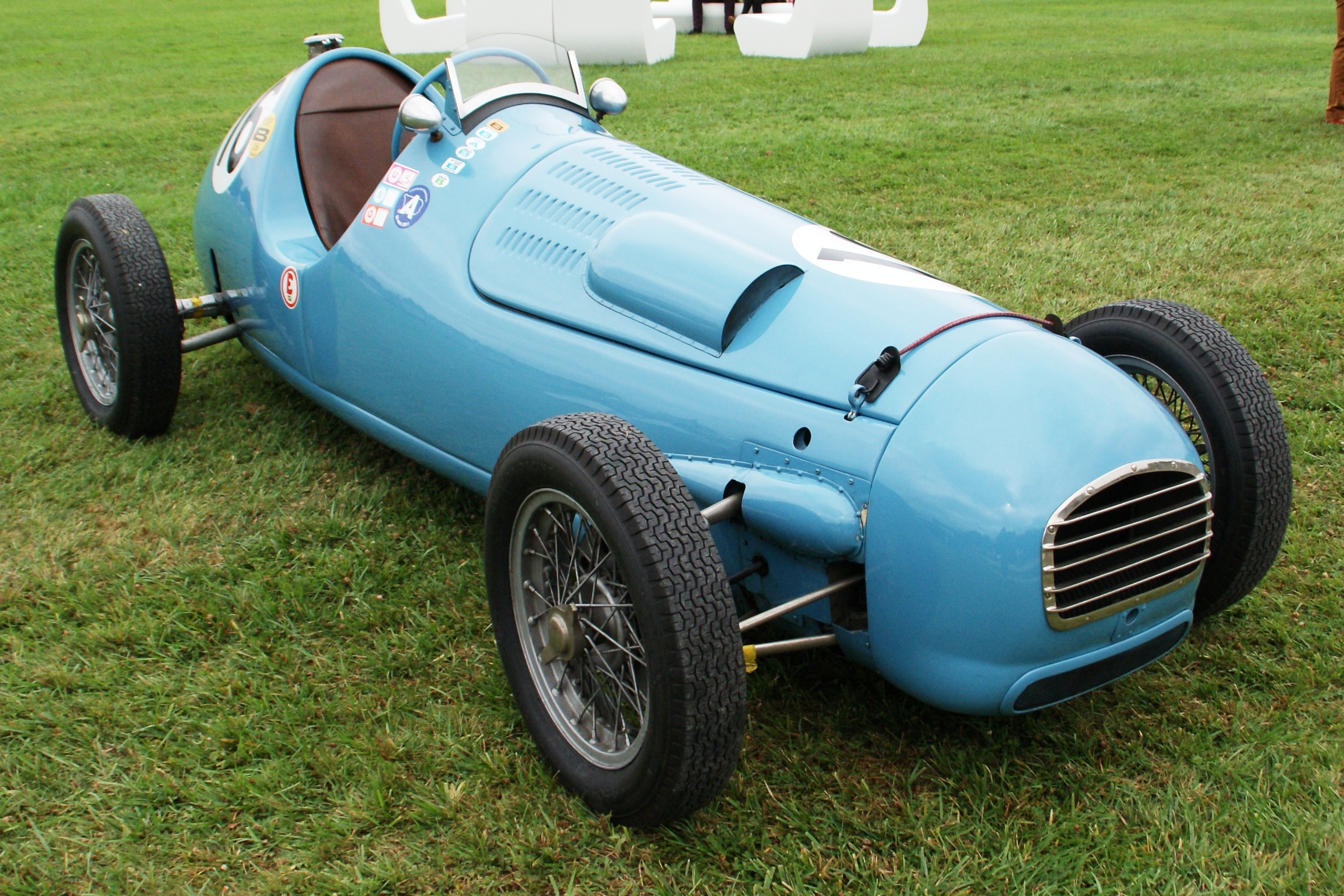
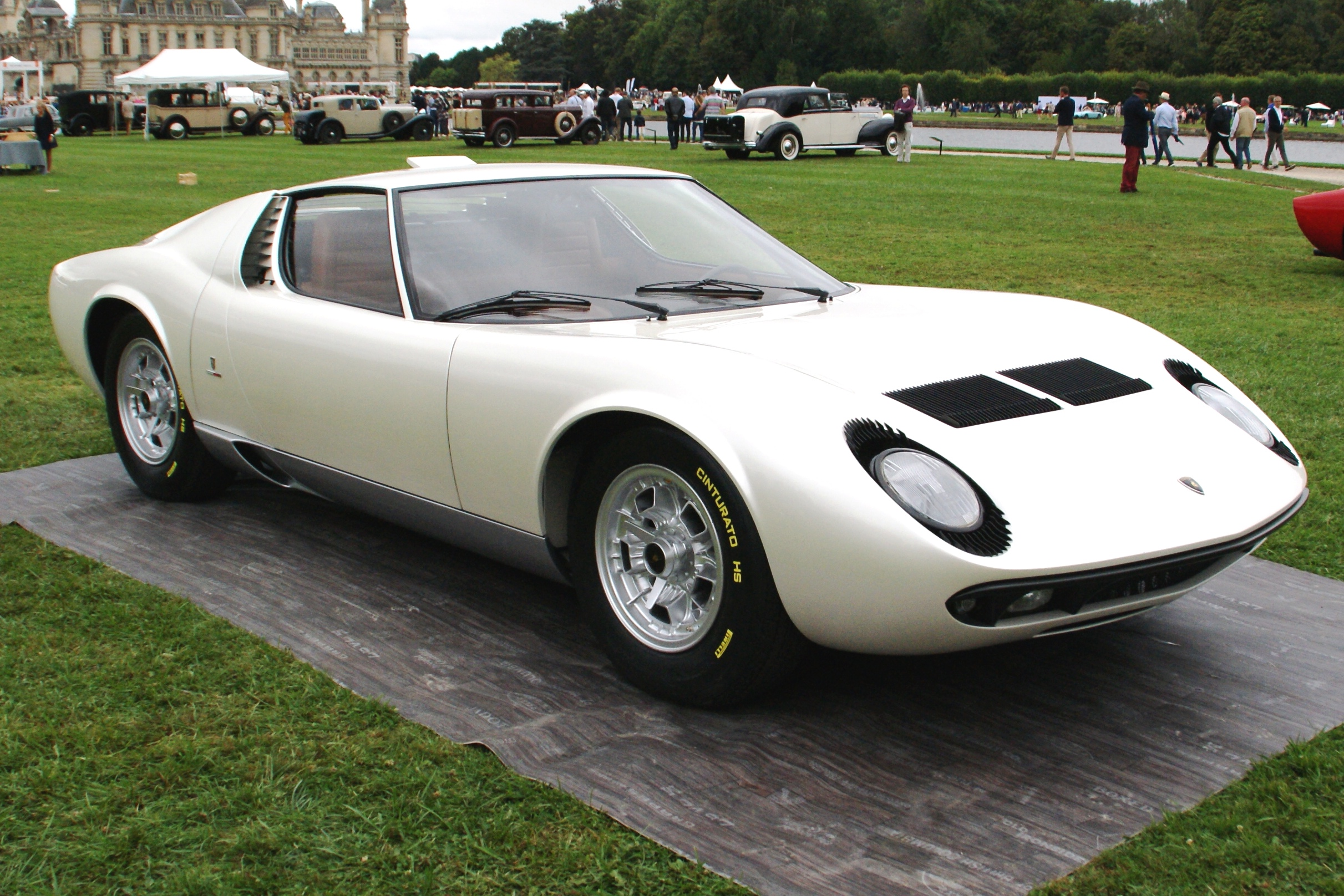
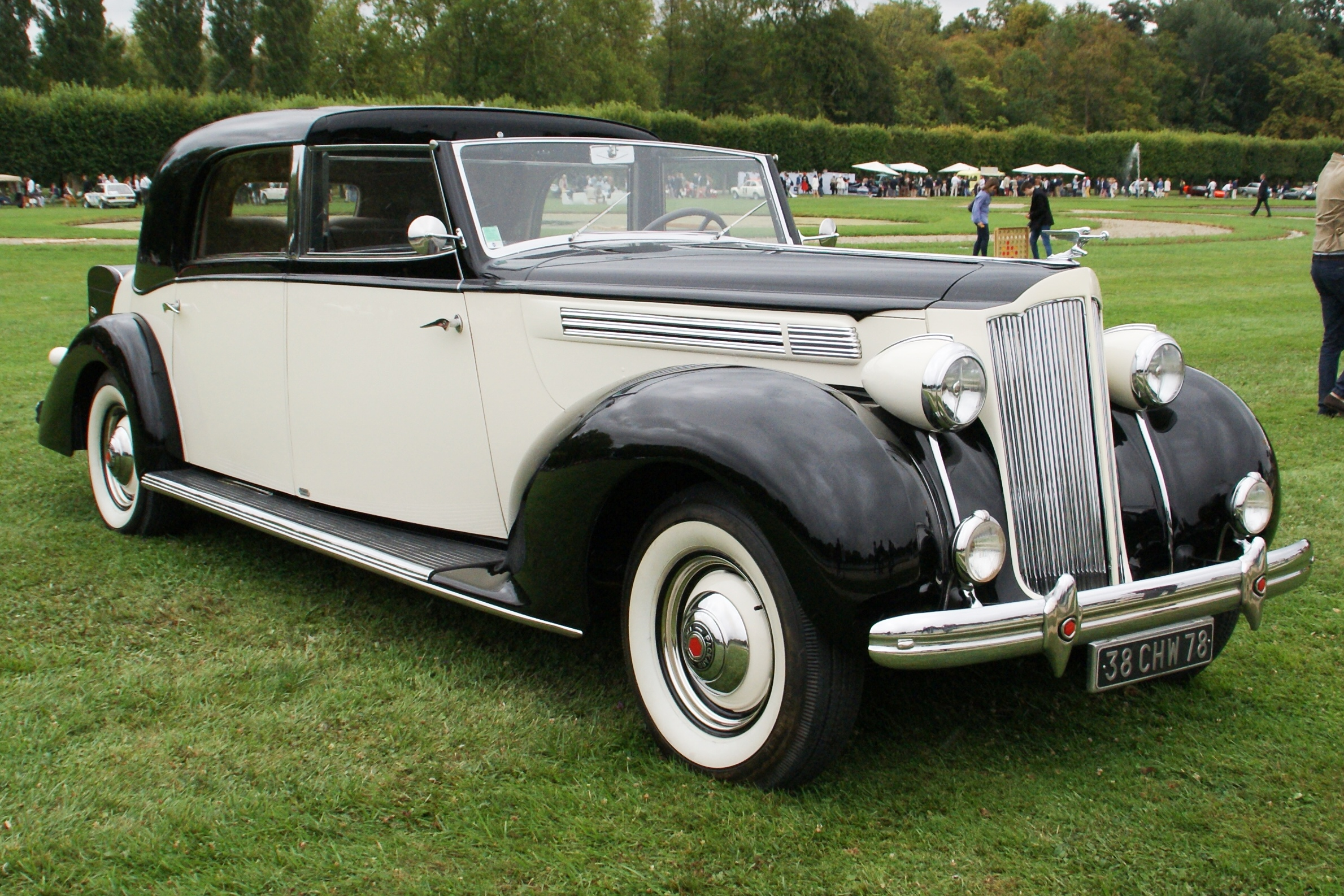
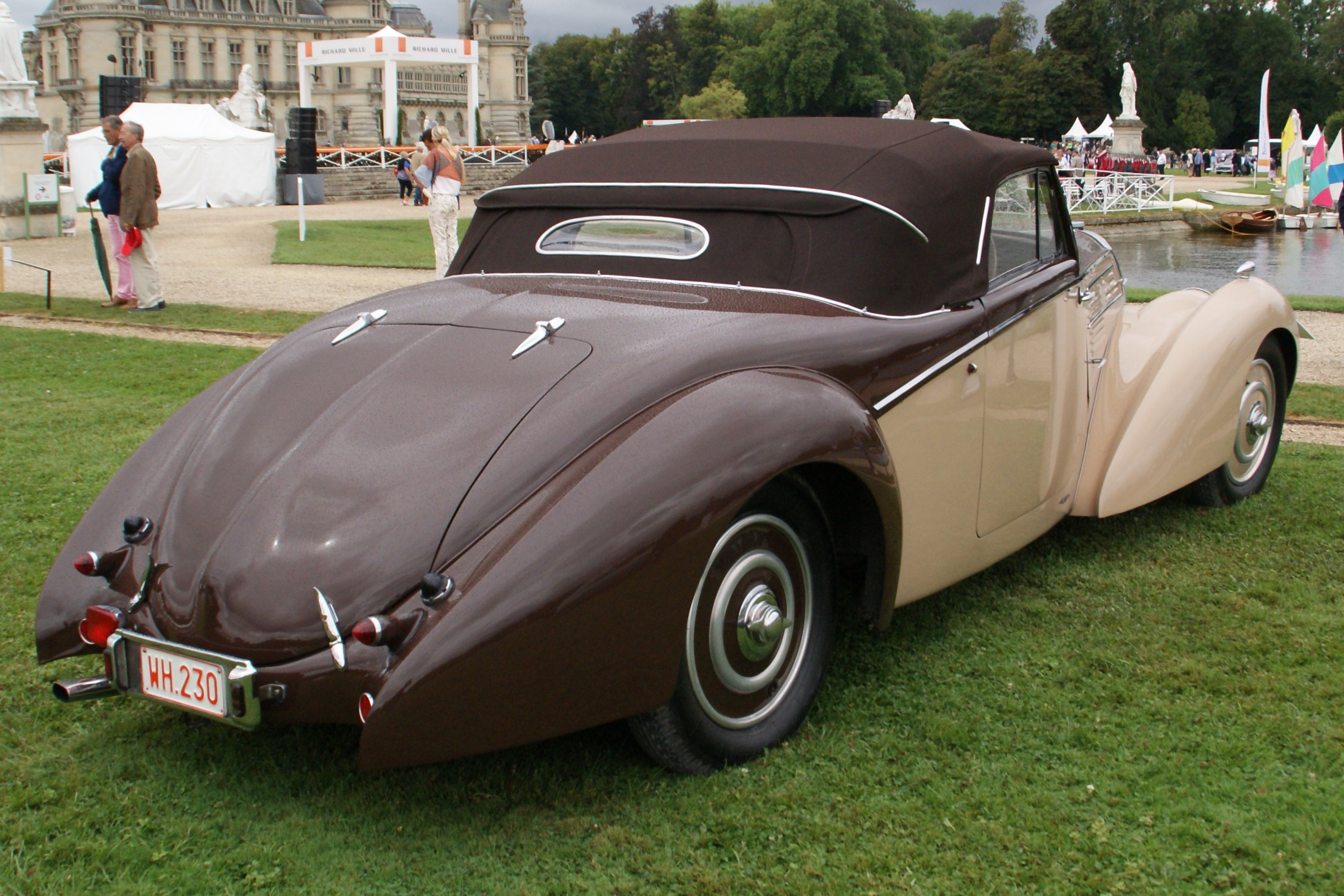
Bugatti 57 C Cabriolet Aravis (1939)Chantilly Arts & Elegance richard Mille 2016
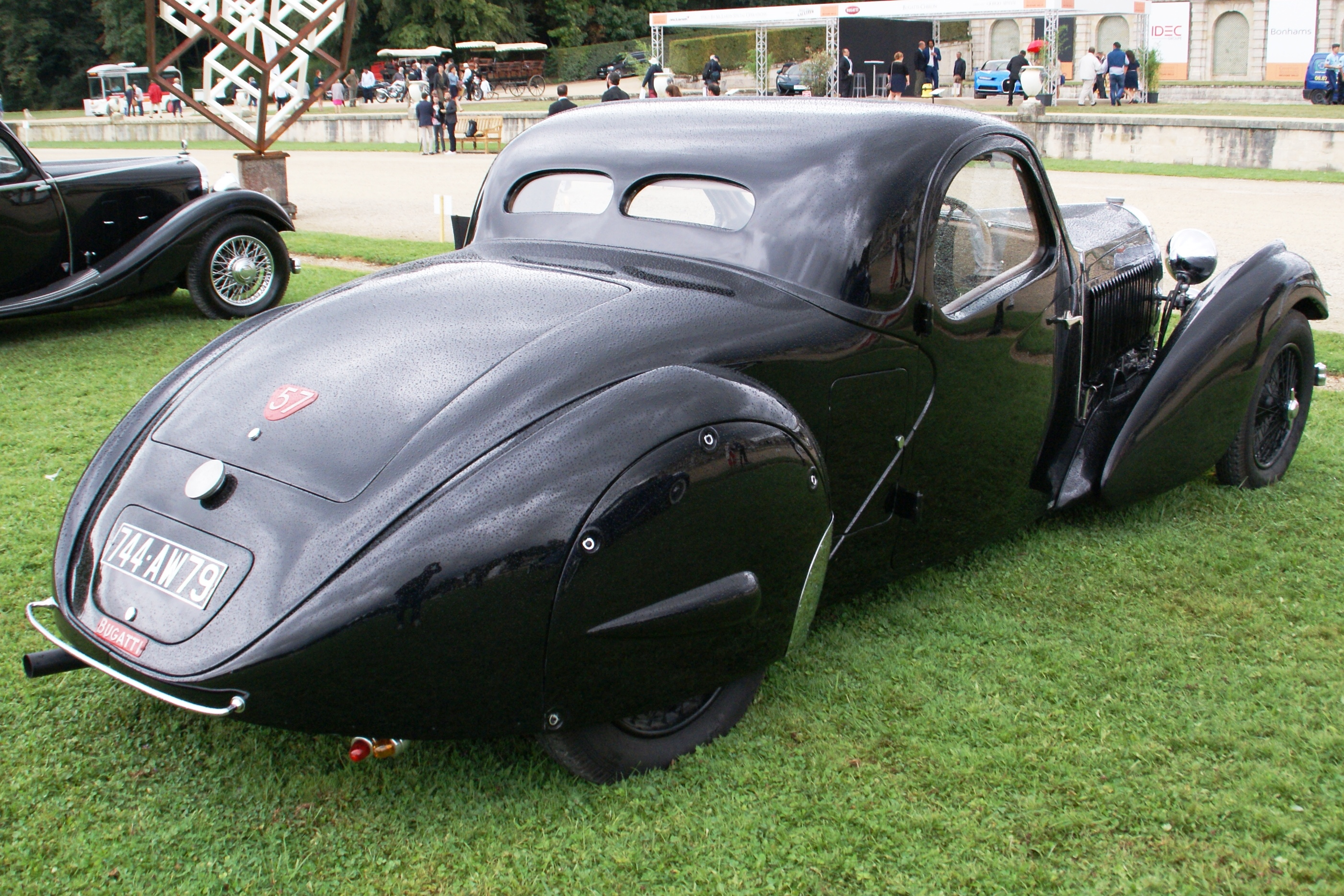
Bugatti 57 Coupé Atalante (1935)
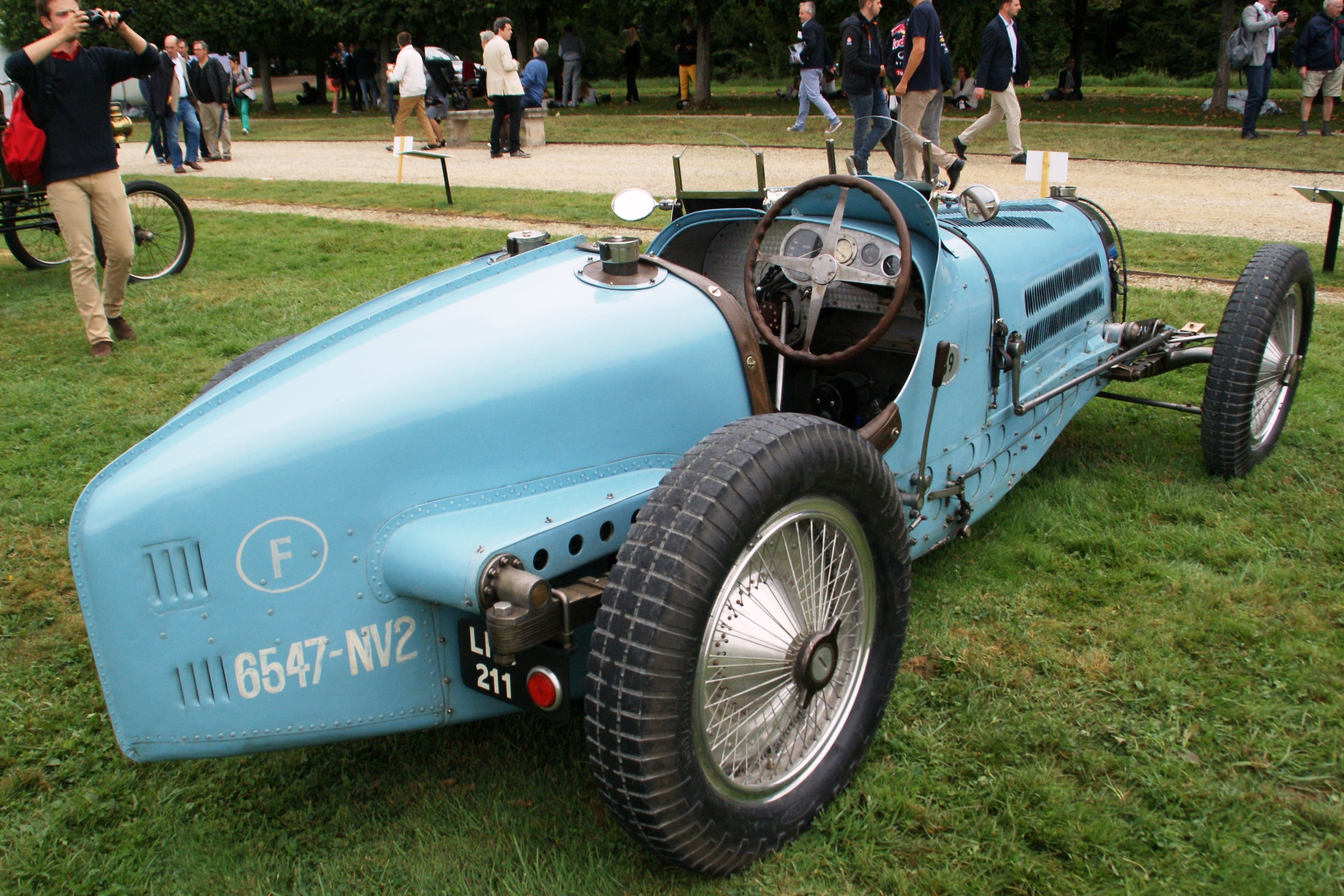
Bugatti 59 (1934)
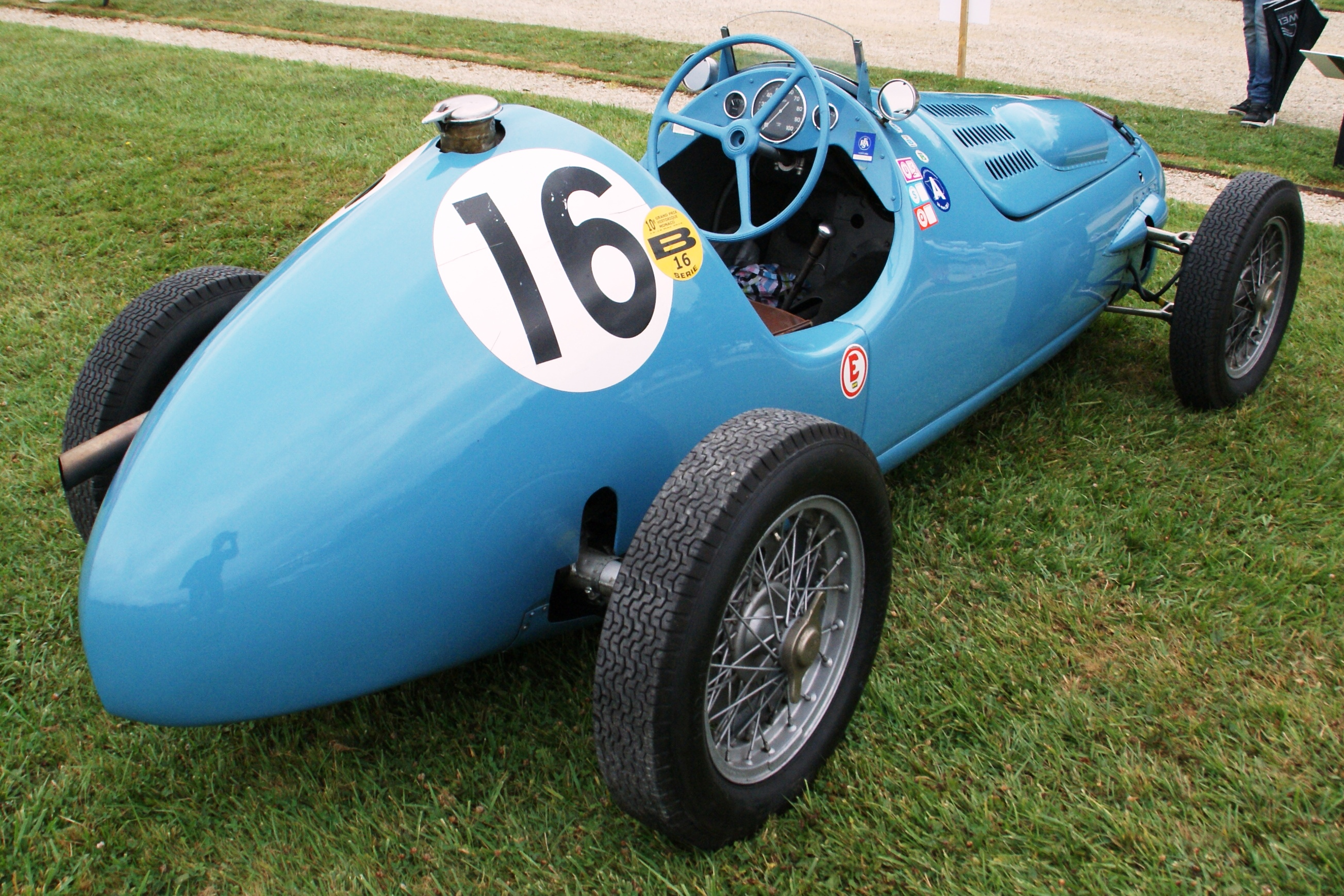
Gordini type 11 (1946)
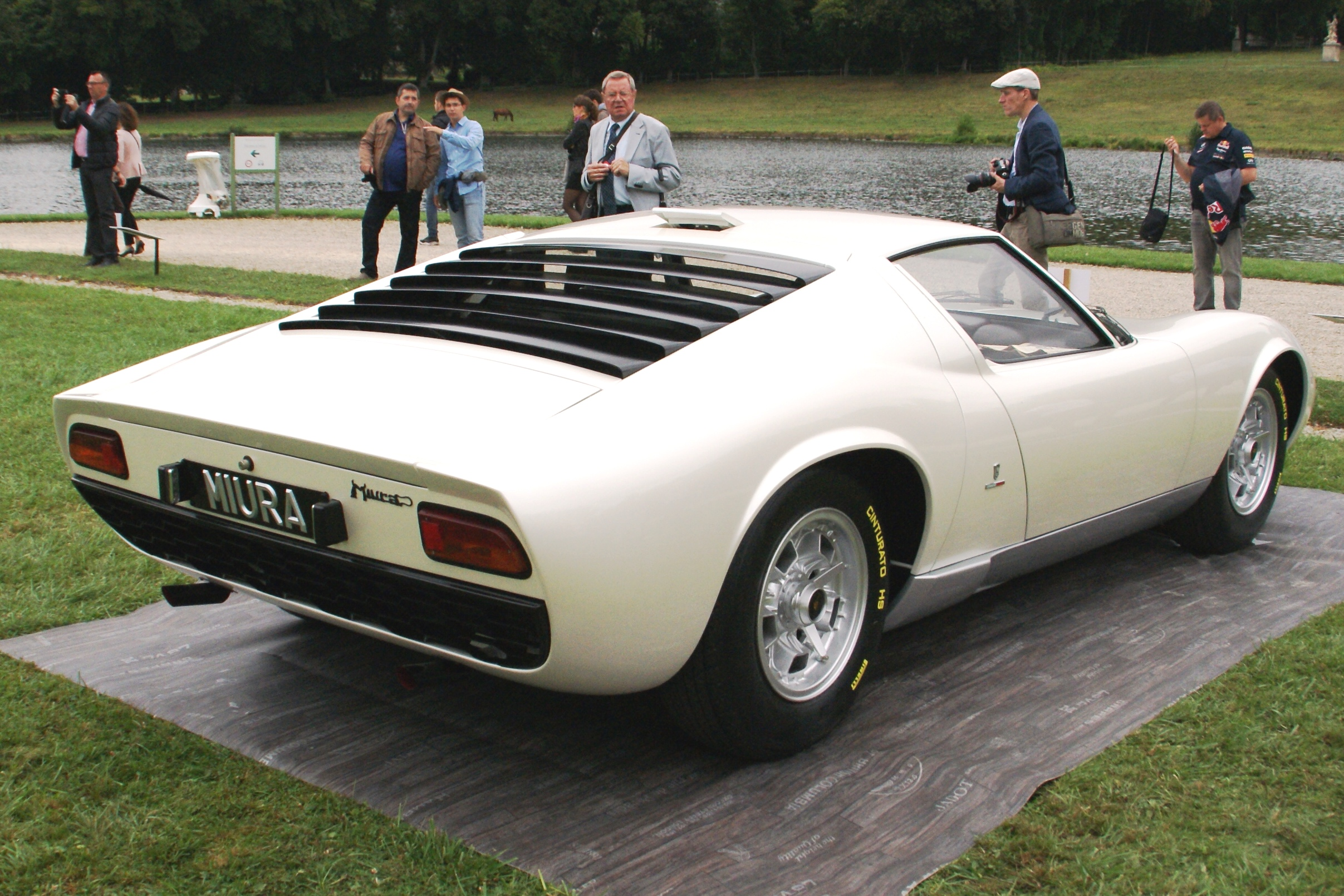
Lamborghini Miura (1967)
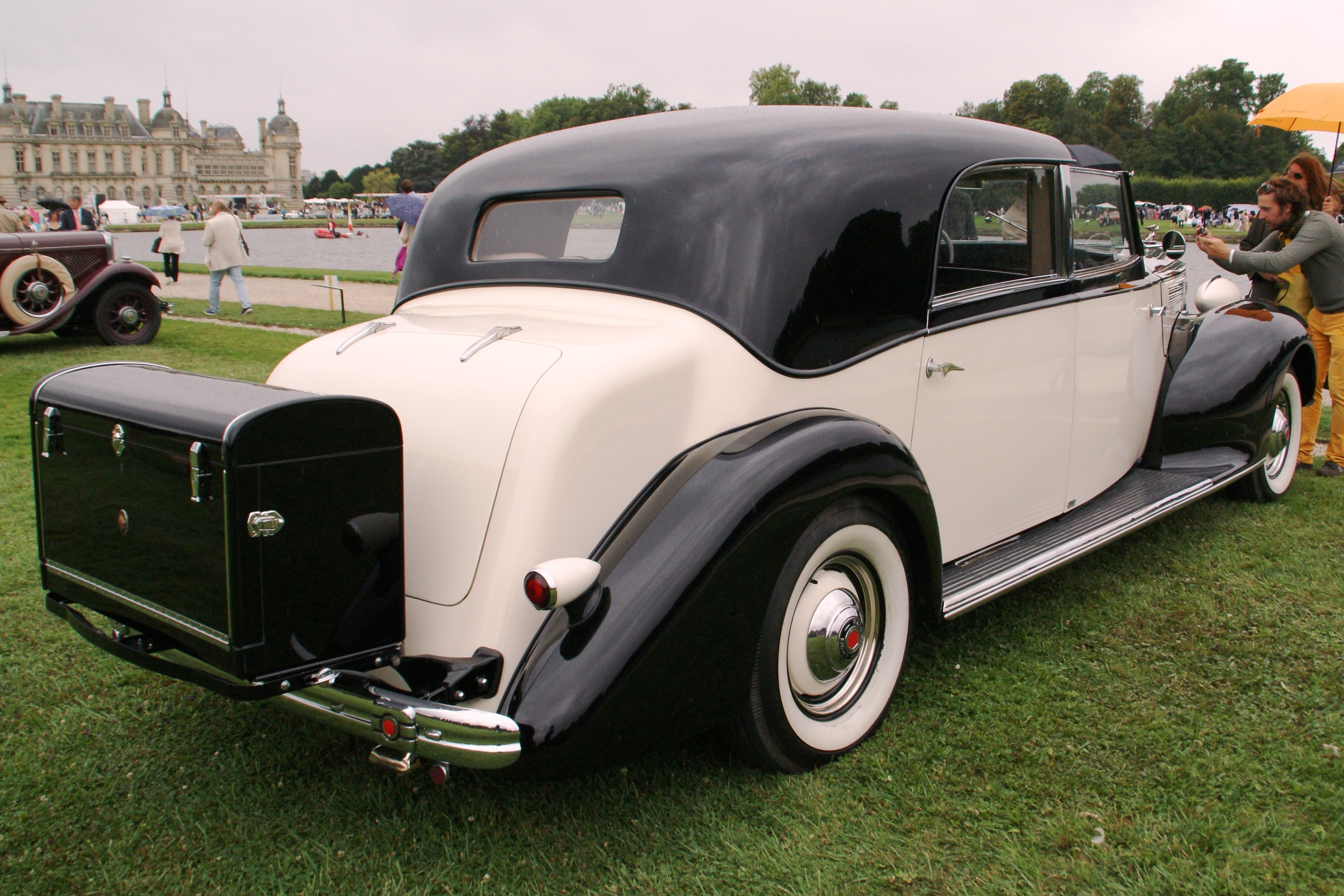
Packard Eight 1602 Coupé Chauffeur (1938)

3e édition (2016)

### 4eédition (2017)

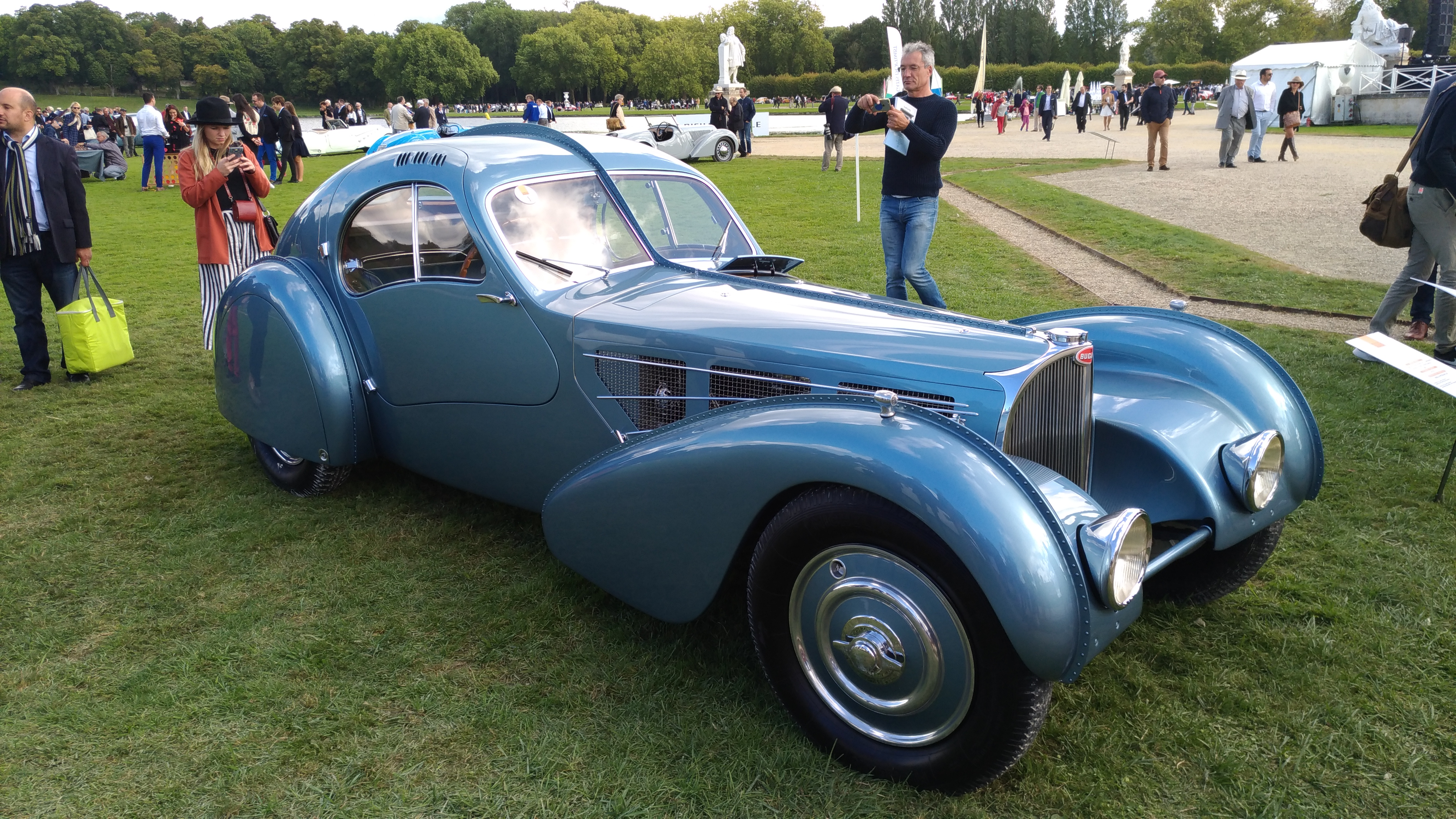
Bugatti 57 S Atlantic

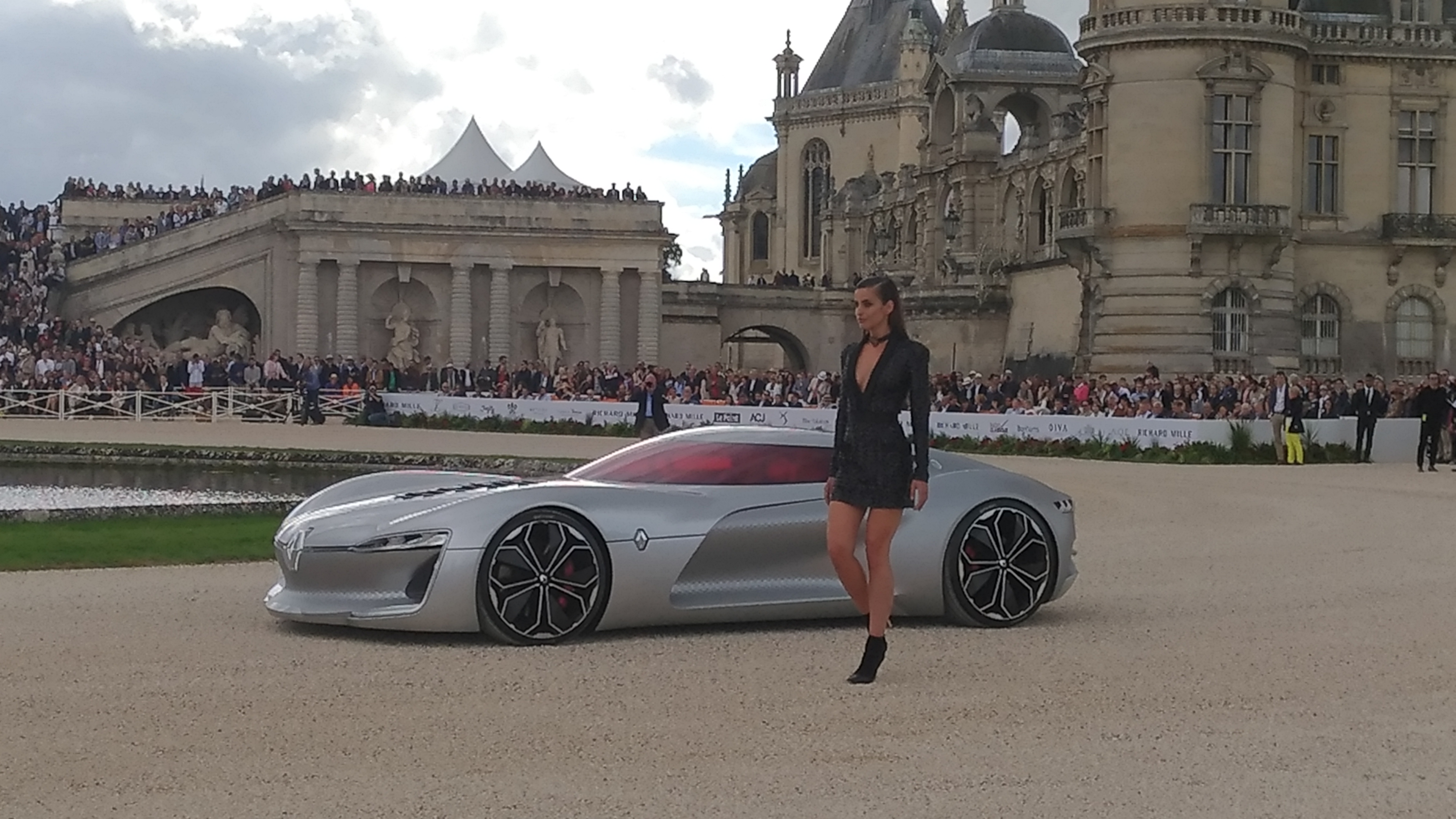
Grand gagnant du Concours d'Élégance 2017 : Renault TreZor

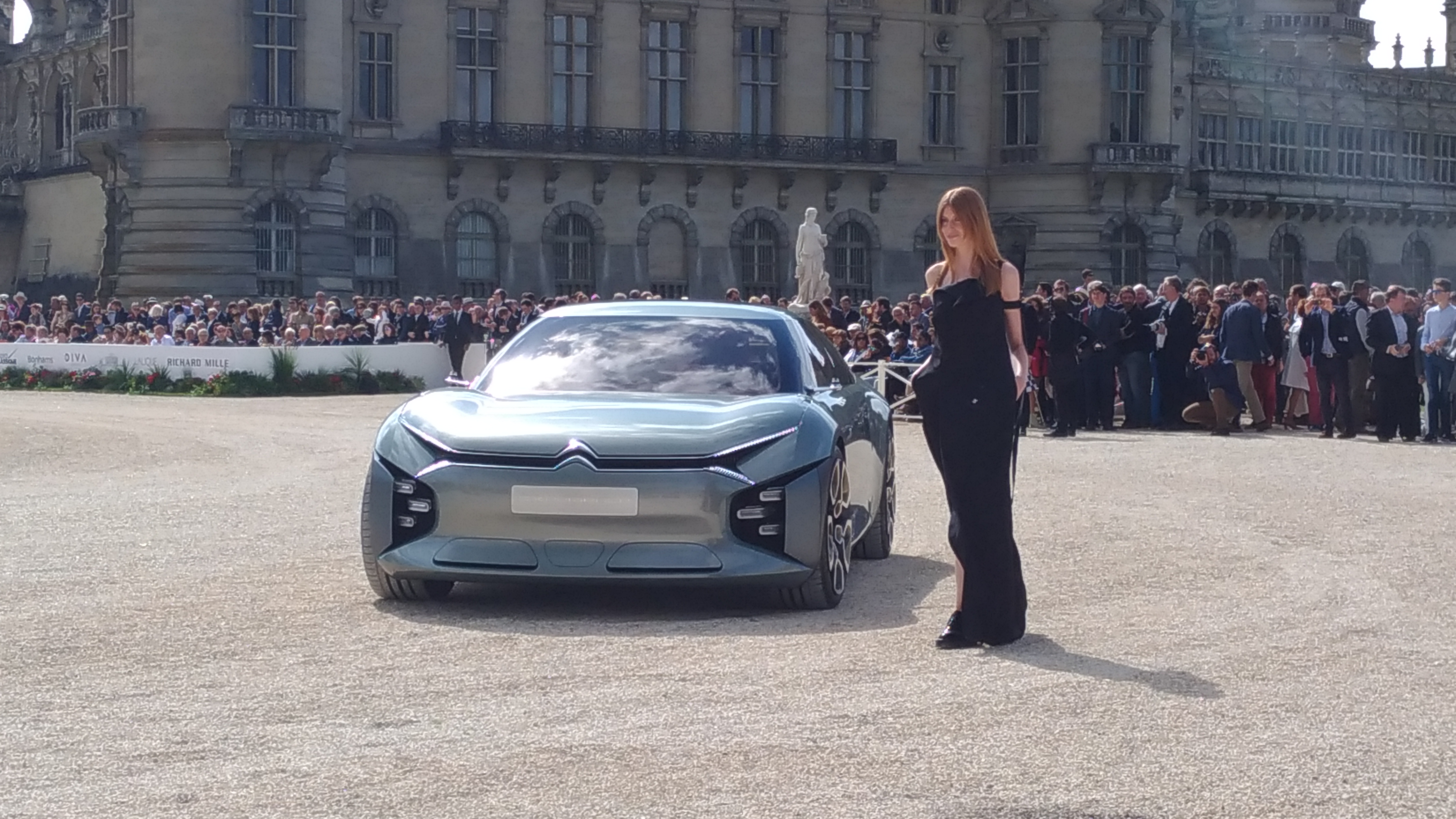
Grand gagnant du Concours d'Élégance 2017 : Citroën CXperience

Les jurés au Chantilly Arts & Elegance Richard Mille 2017
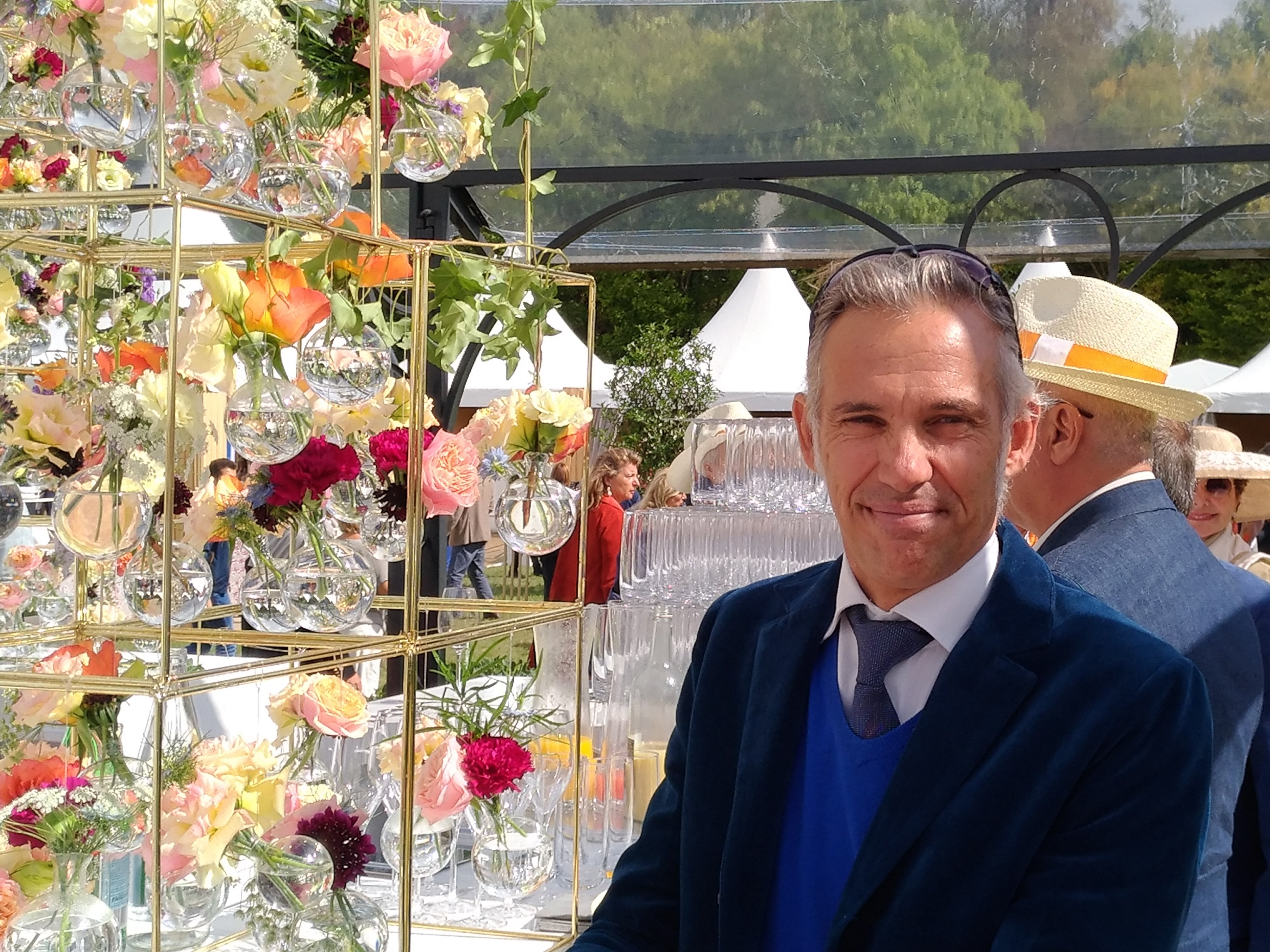
Paul Belmondo
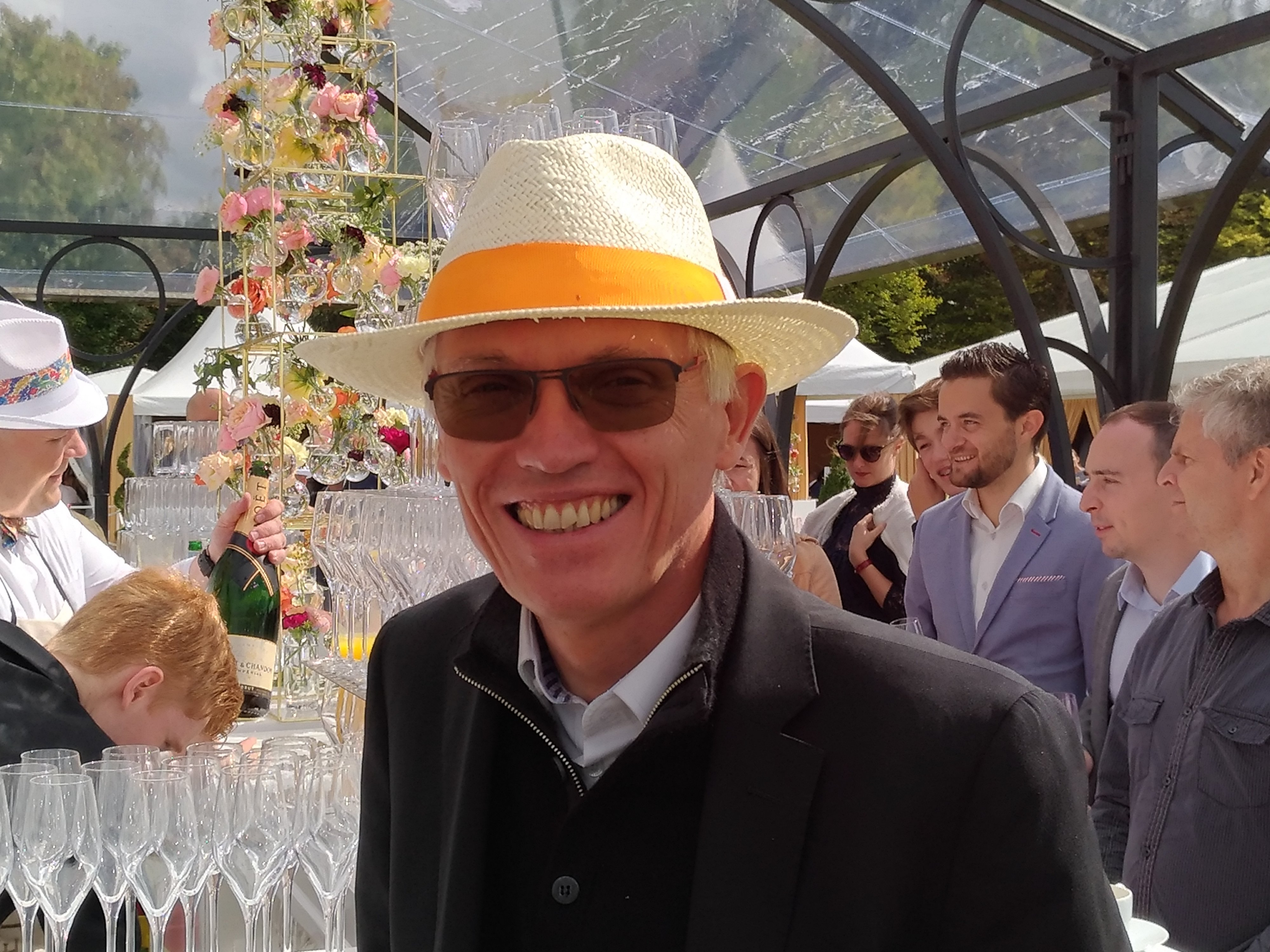
Carlos Tavares
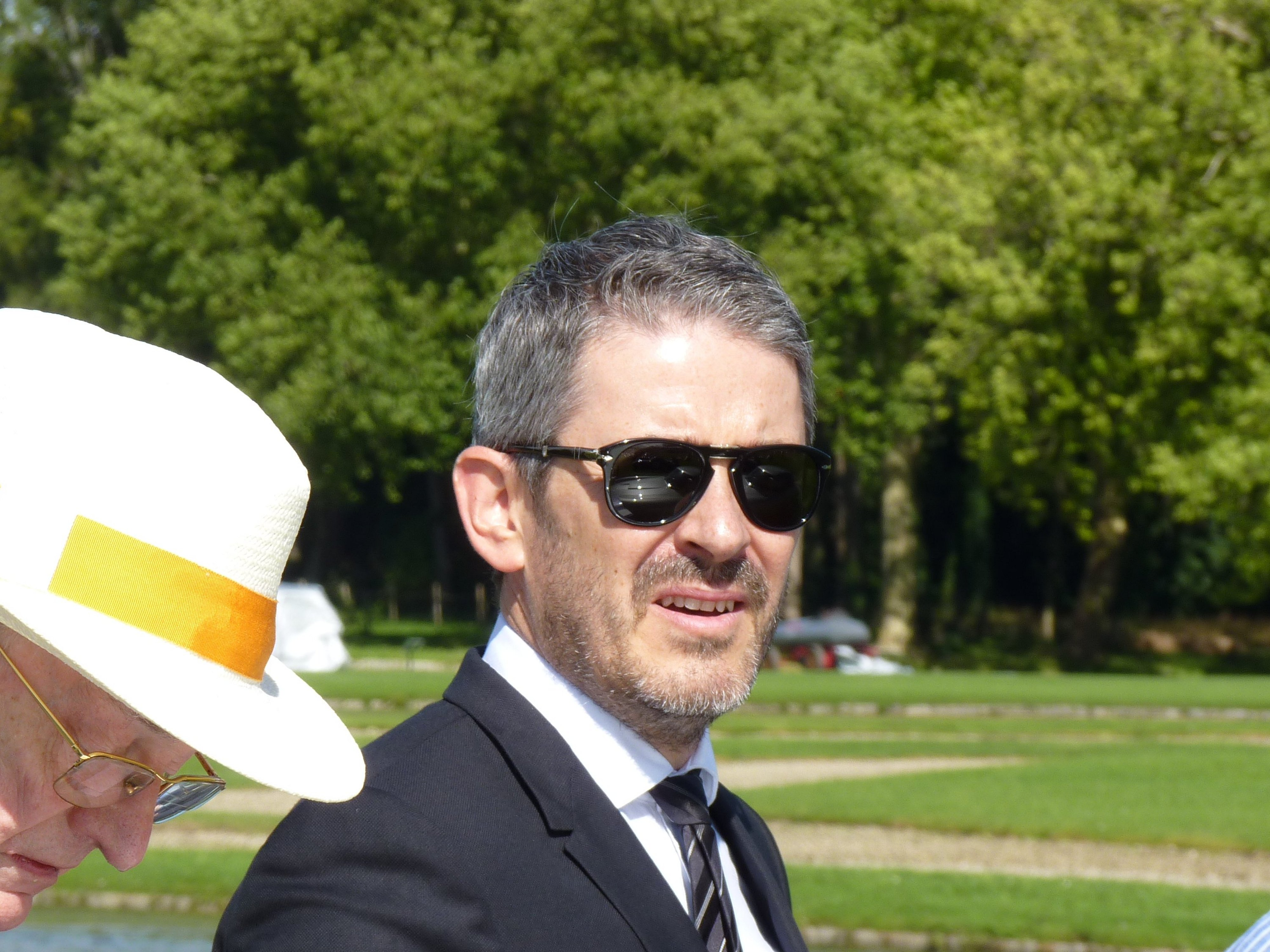
Gilles Vidal

Cette quatrième édition fête les 70 ans de Ferrari (1947-2017).

### 5eédition (2019)

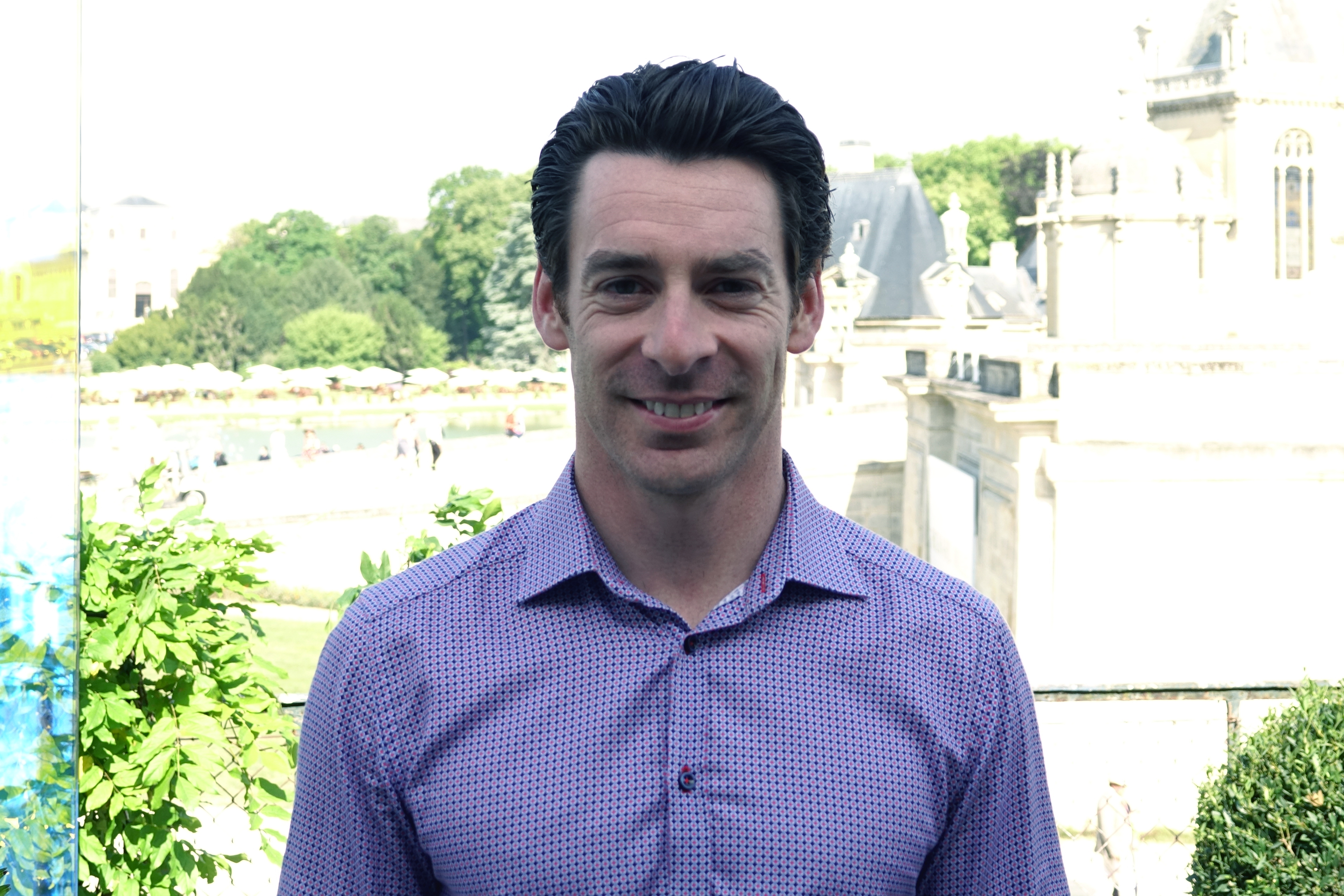
Simon Pagenaud.

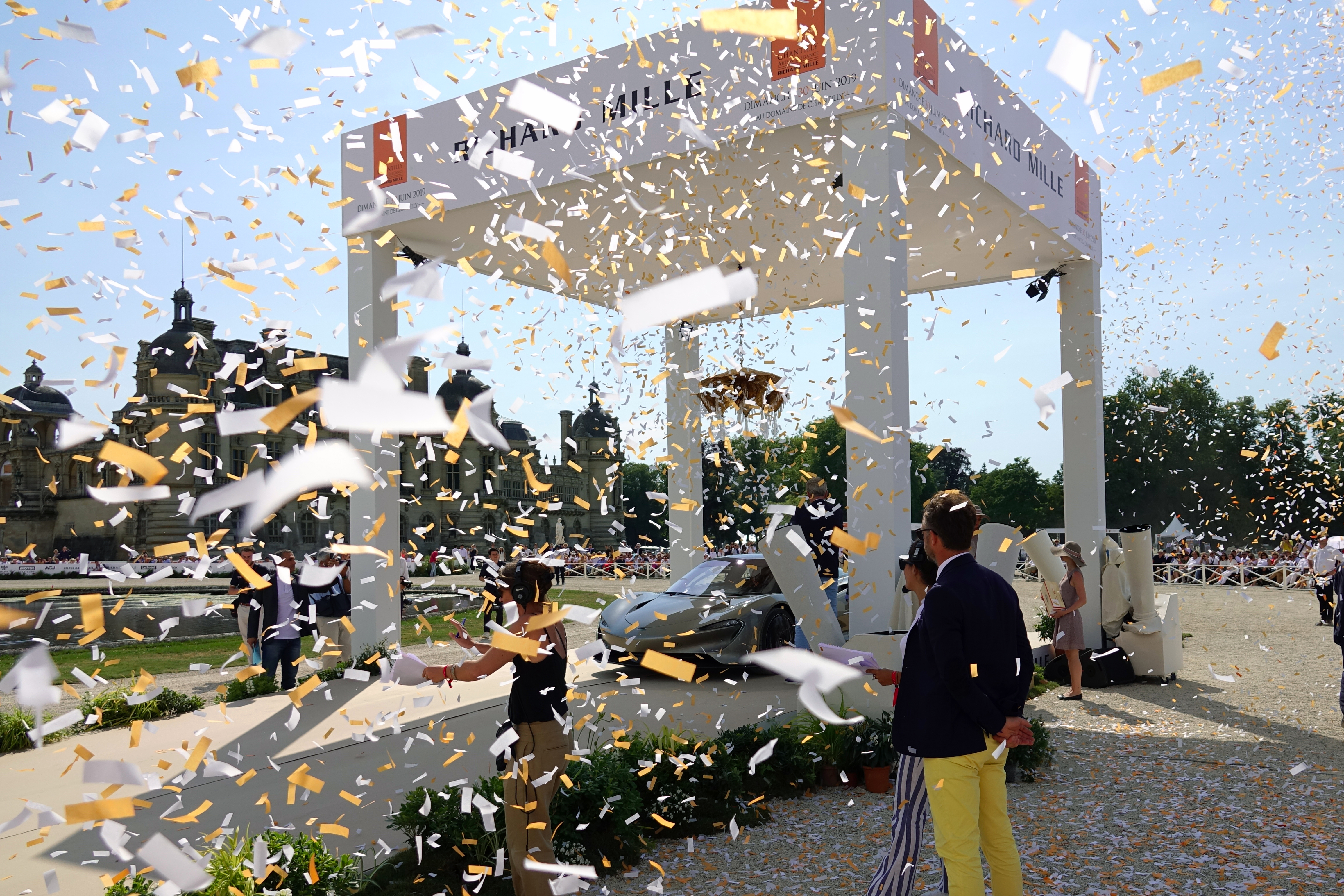
McLaren Speedtail vainqueure

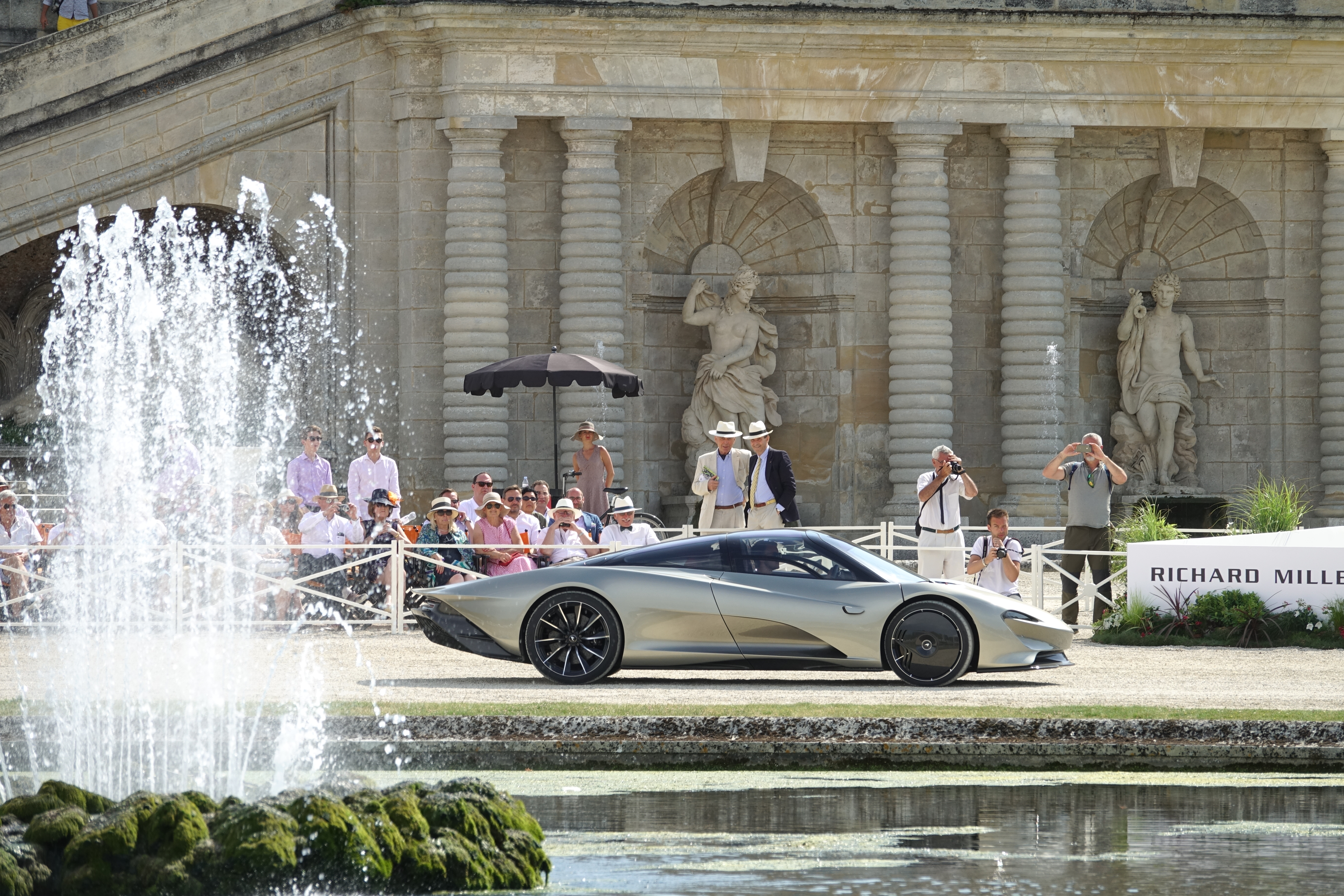
McLaren Speedtail

Concours d'Elégance 2019
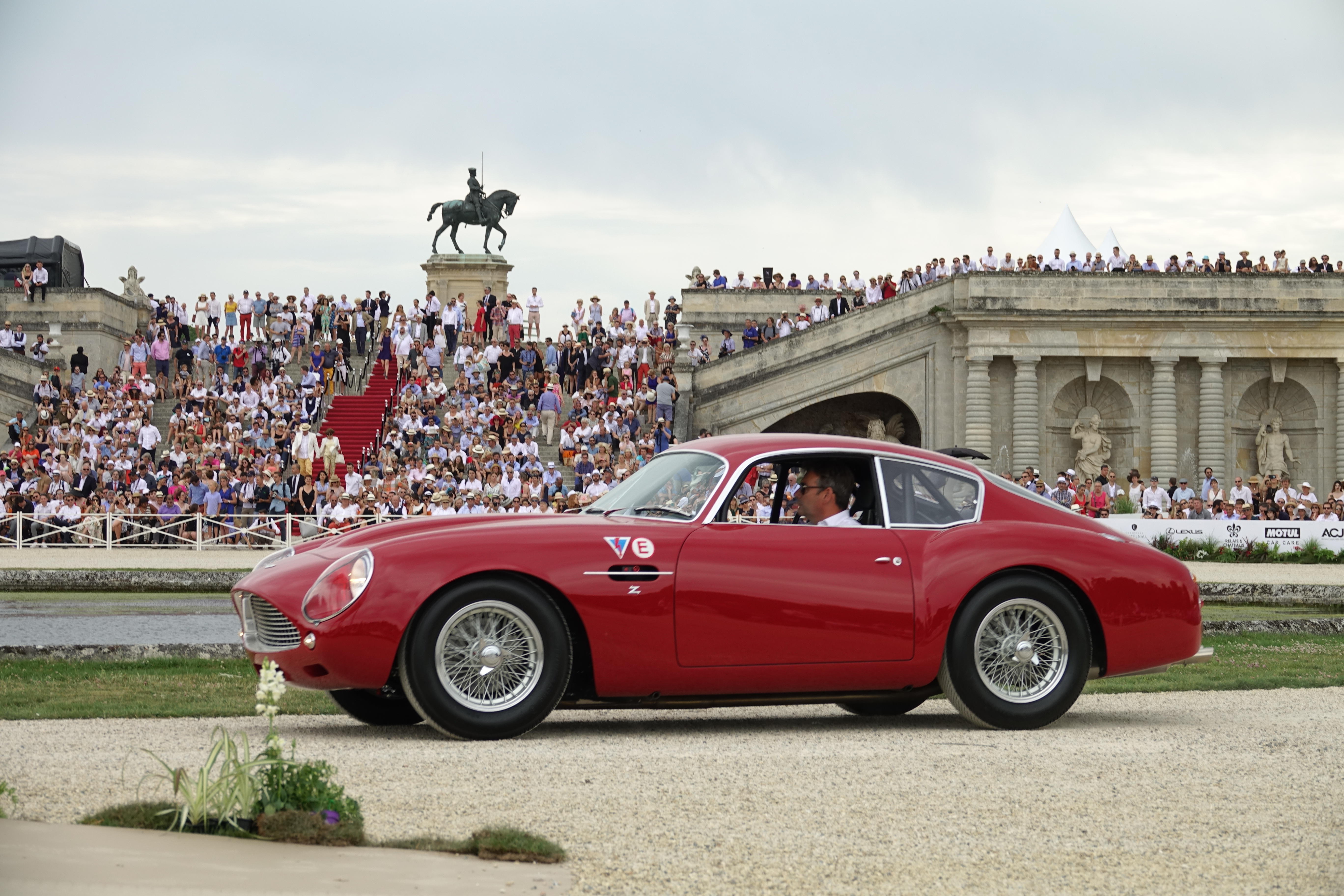
Aston Martin DB4 GT Zagato Continuation
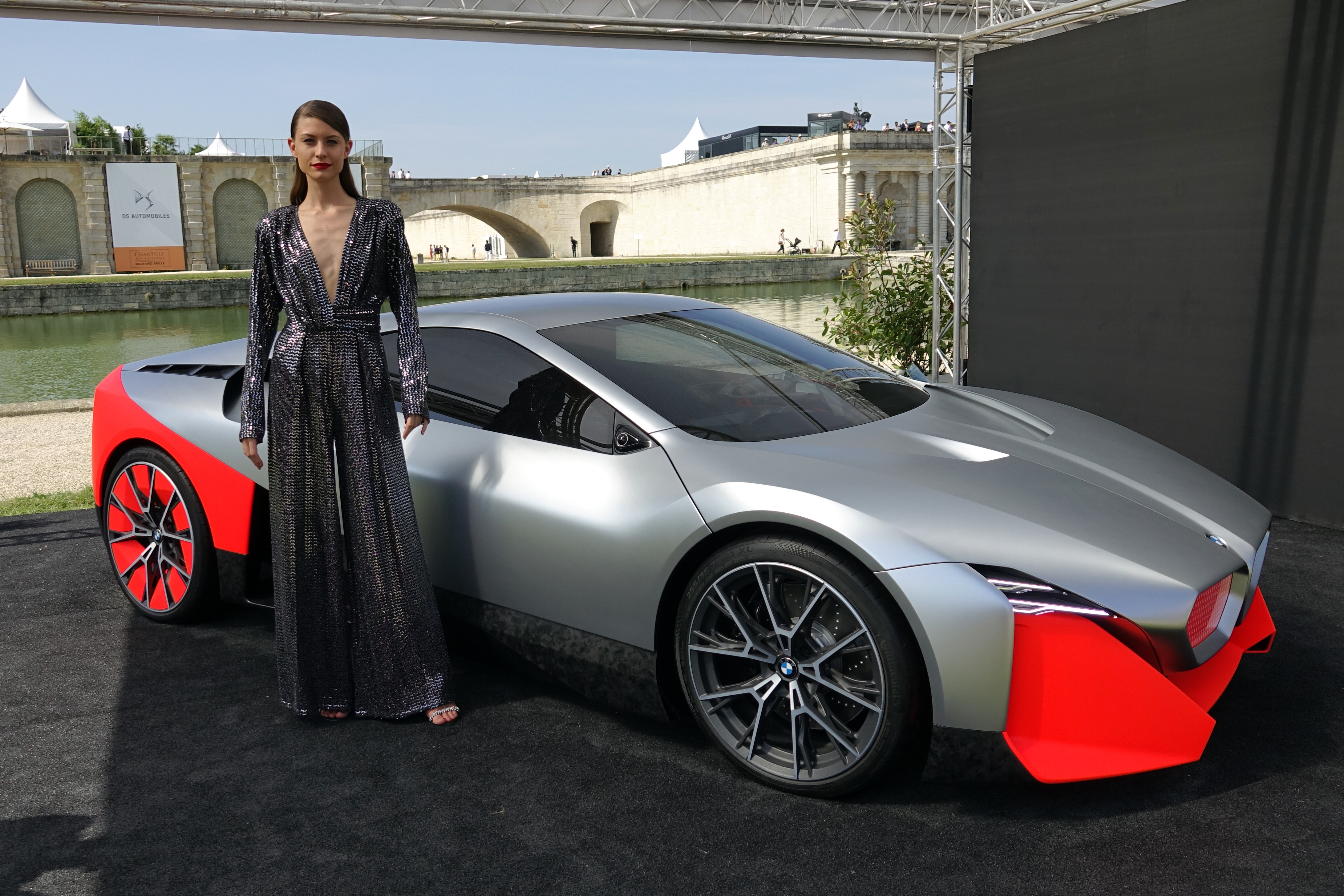
BMW Vision M Next
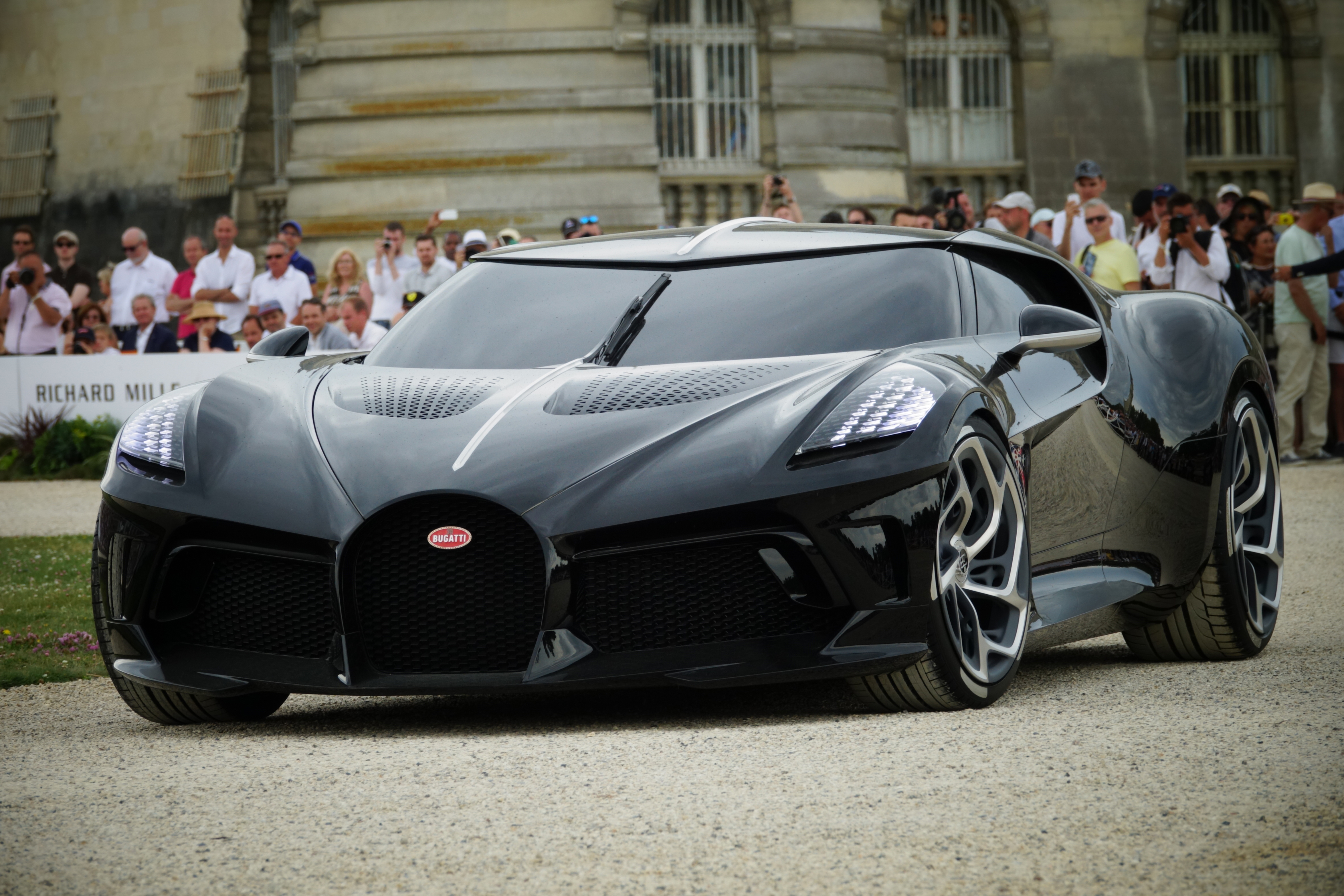
Bugatti La Voiture Noire
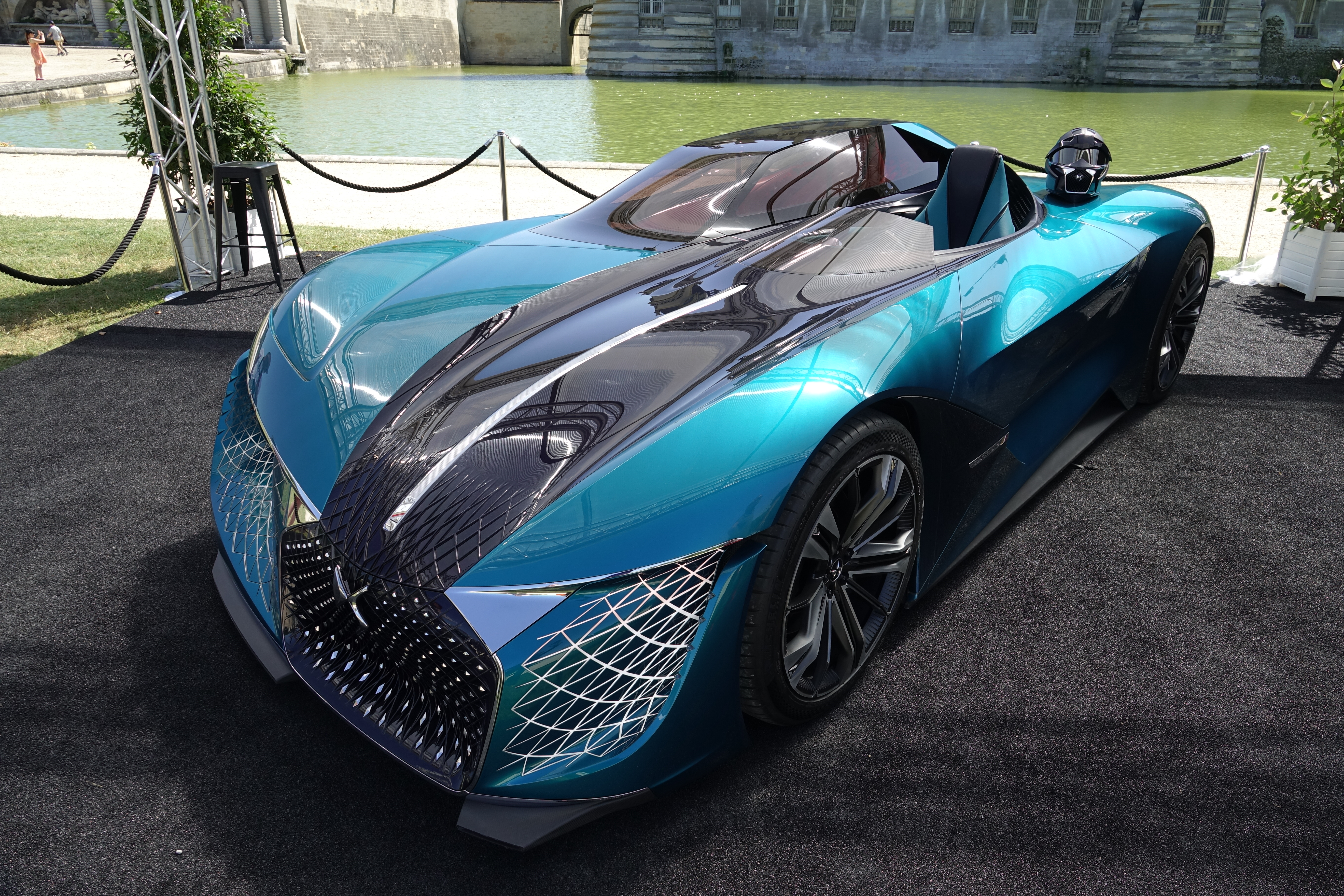
DS X E-Tense
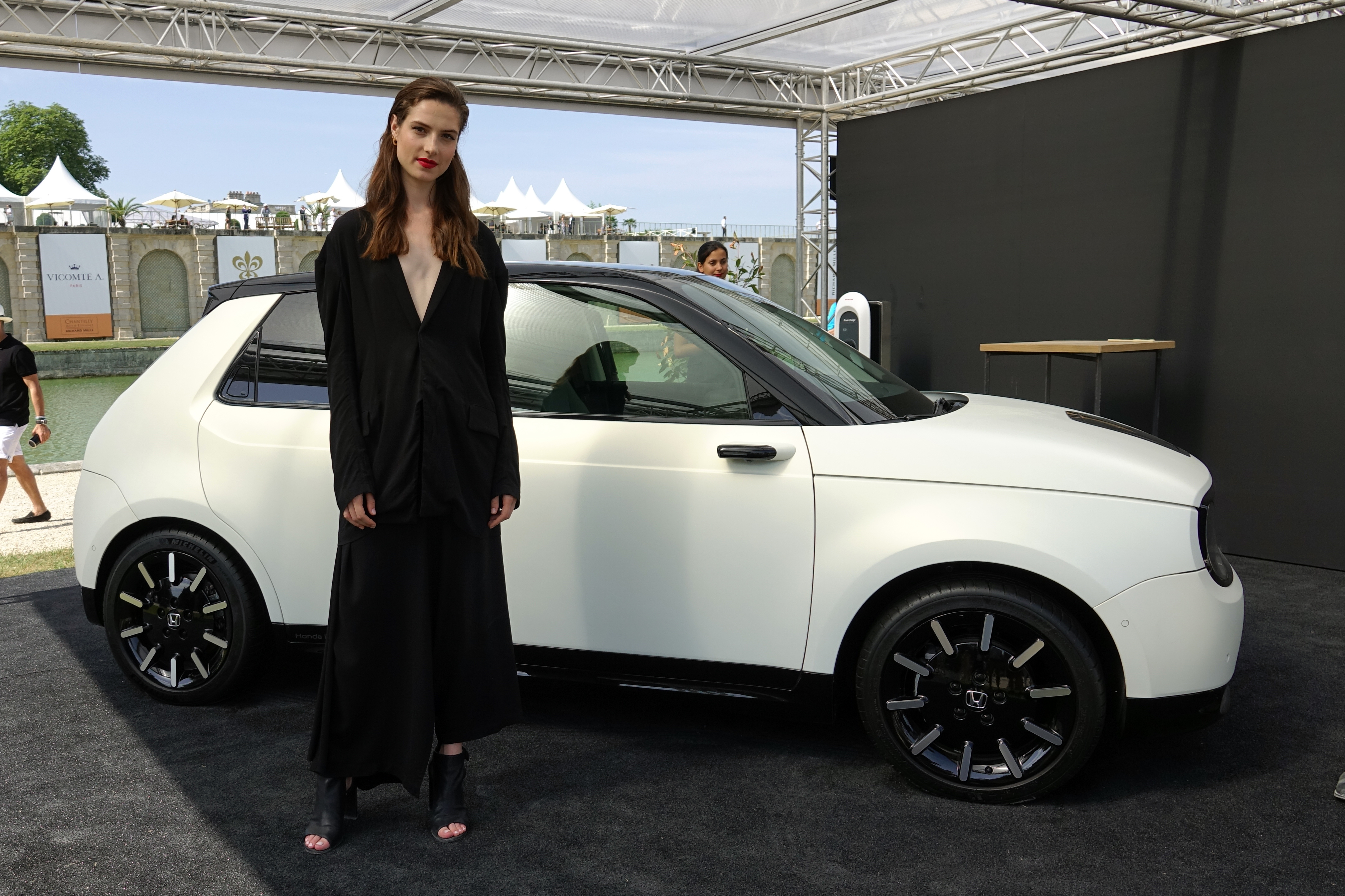
Honda e Prototype
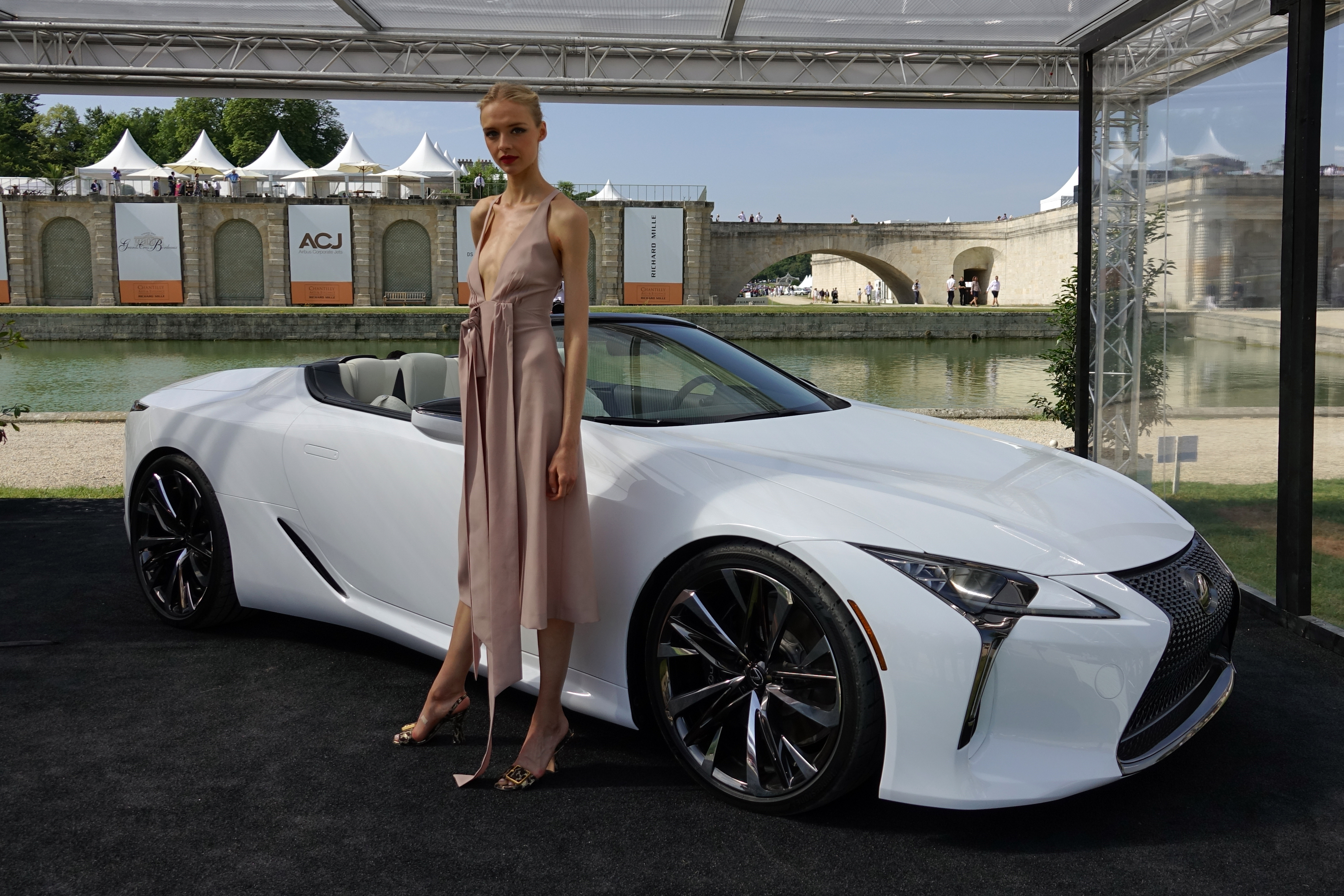
Lexus LC Convertible concept
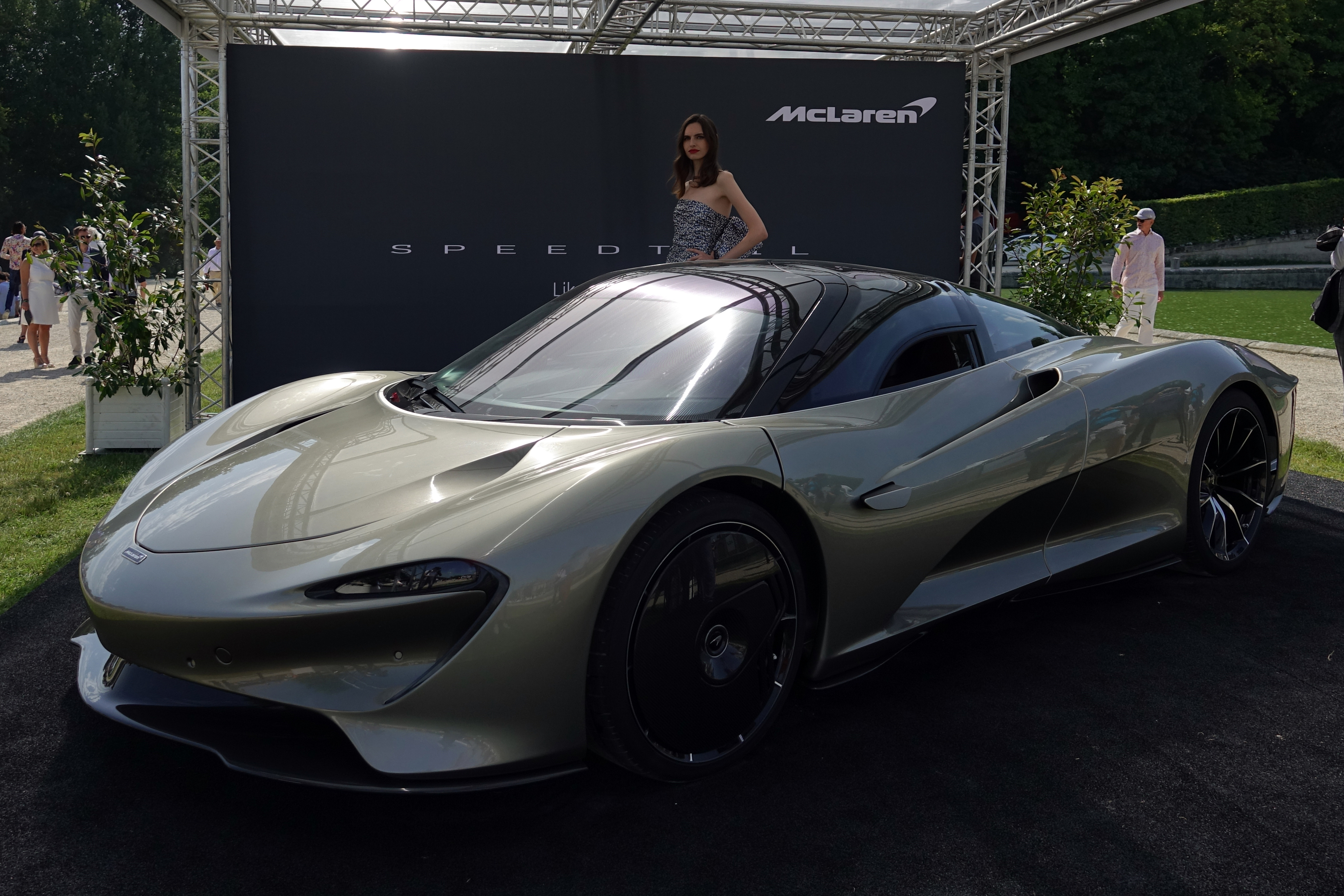
McLaren Speedtail
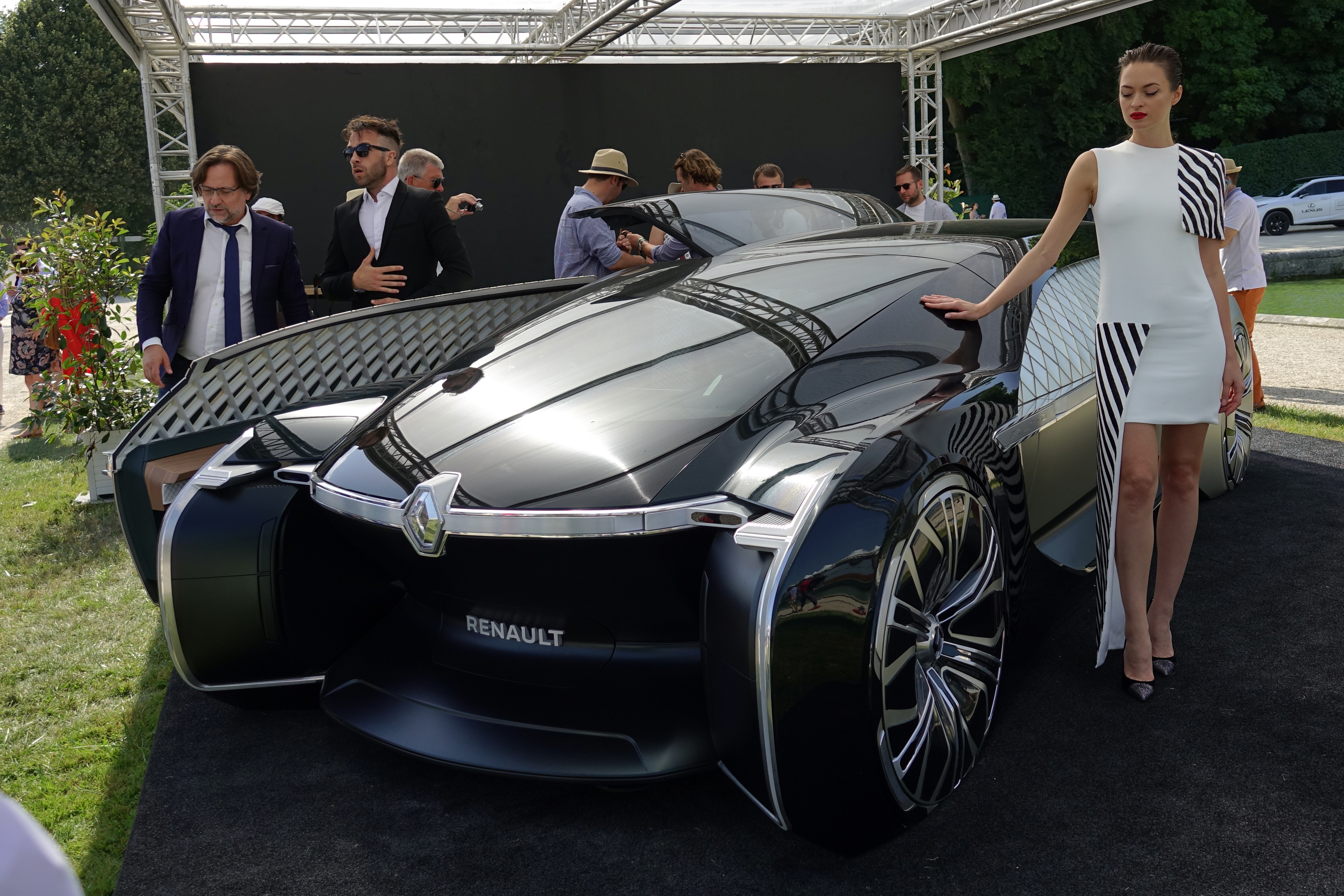
Renault EZ-Ultimo
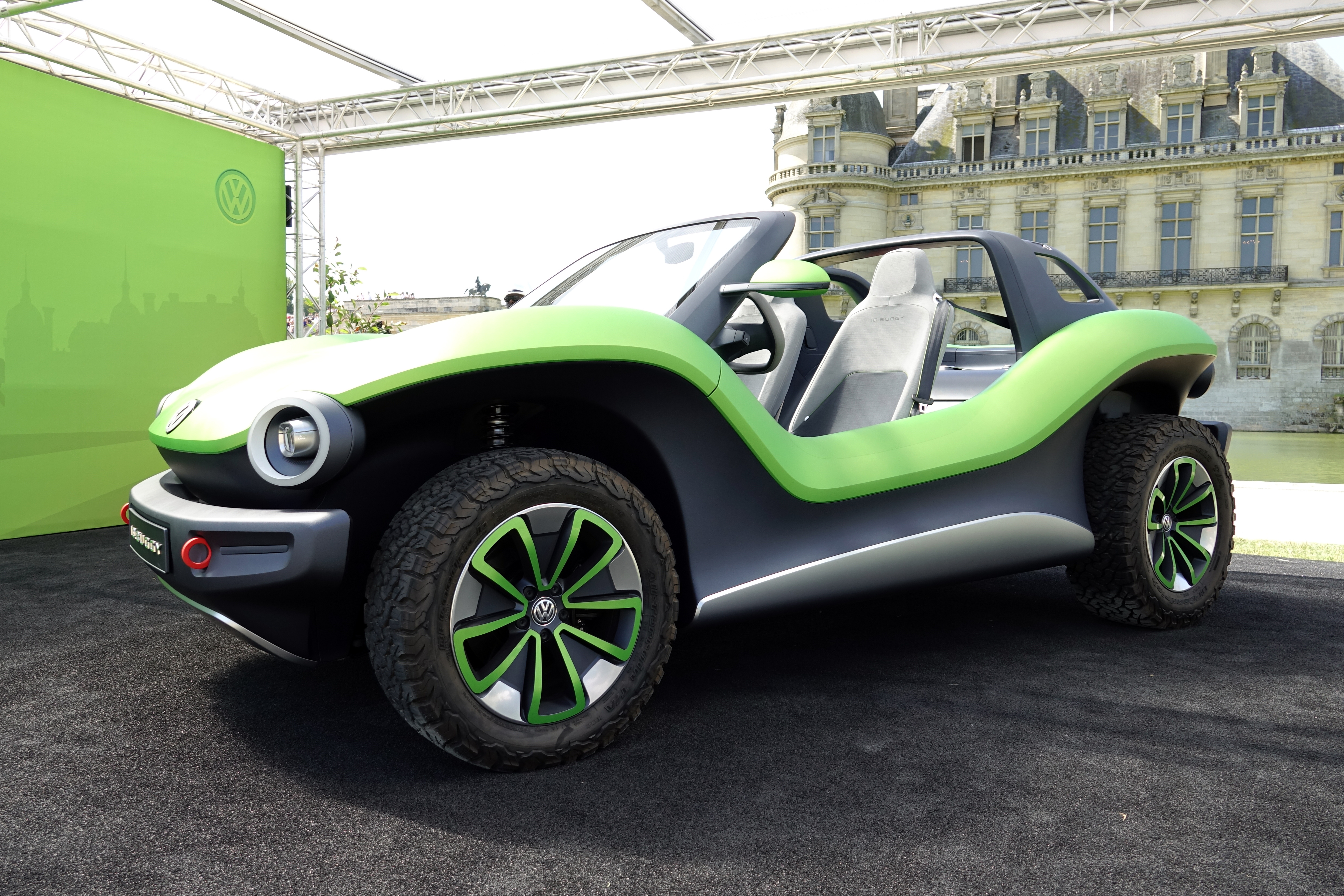
Volkswagen ID. Buggy

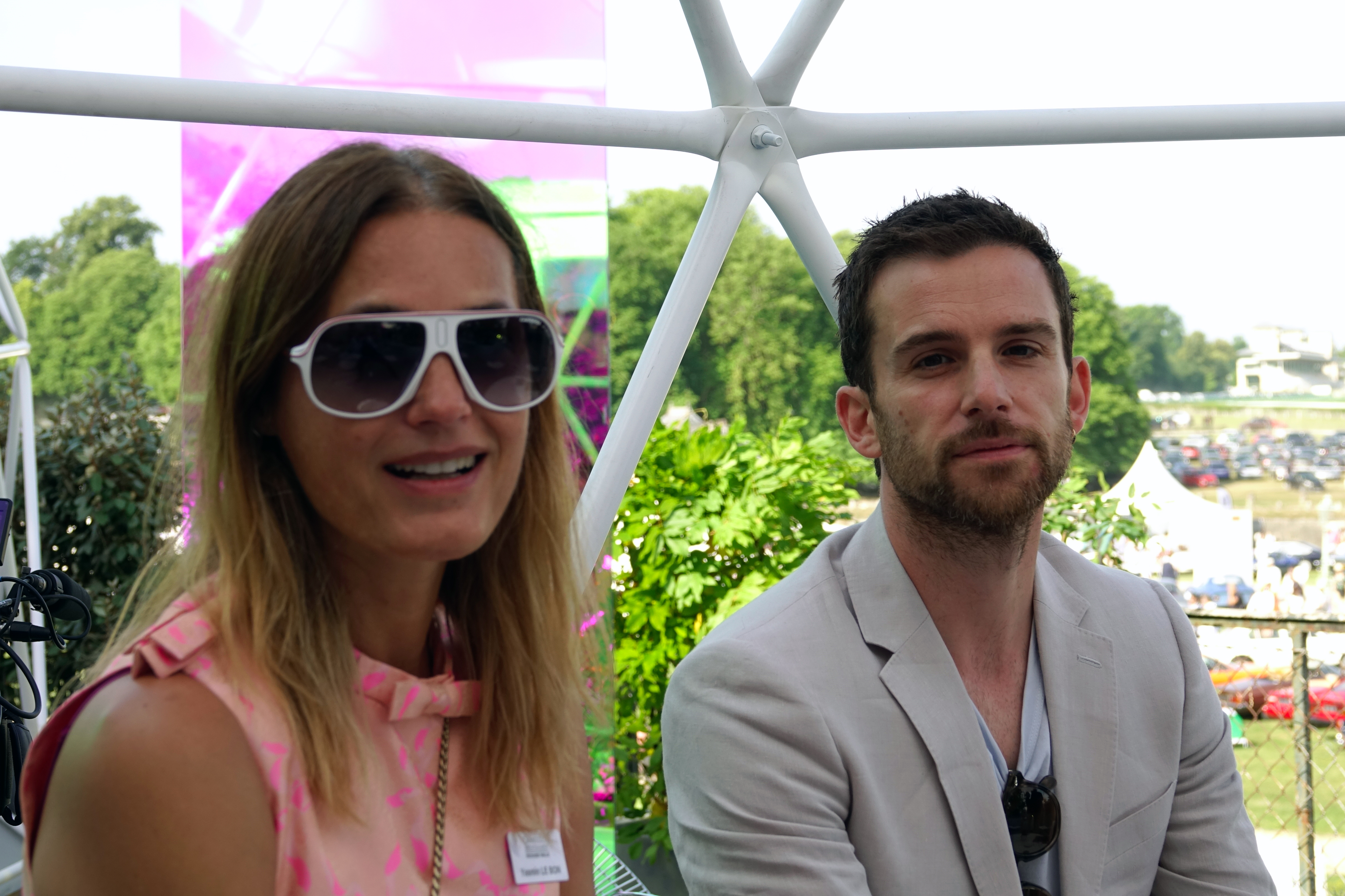
Yasmin Le Bon et Guy Berryman.

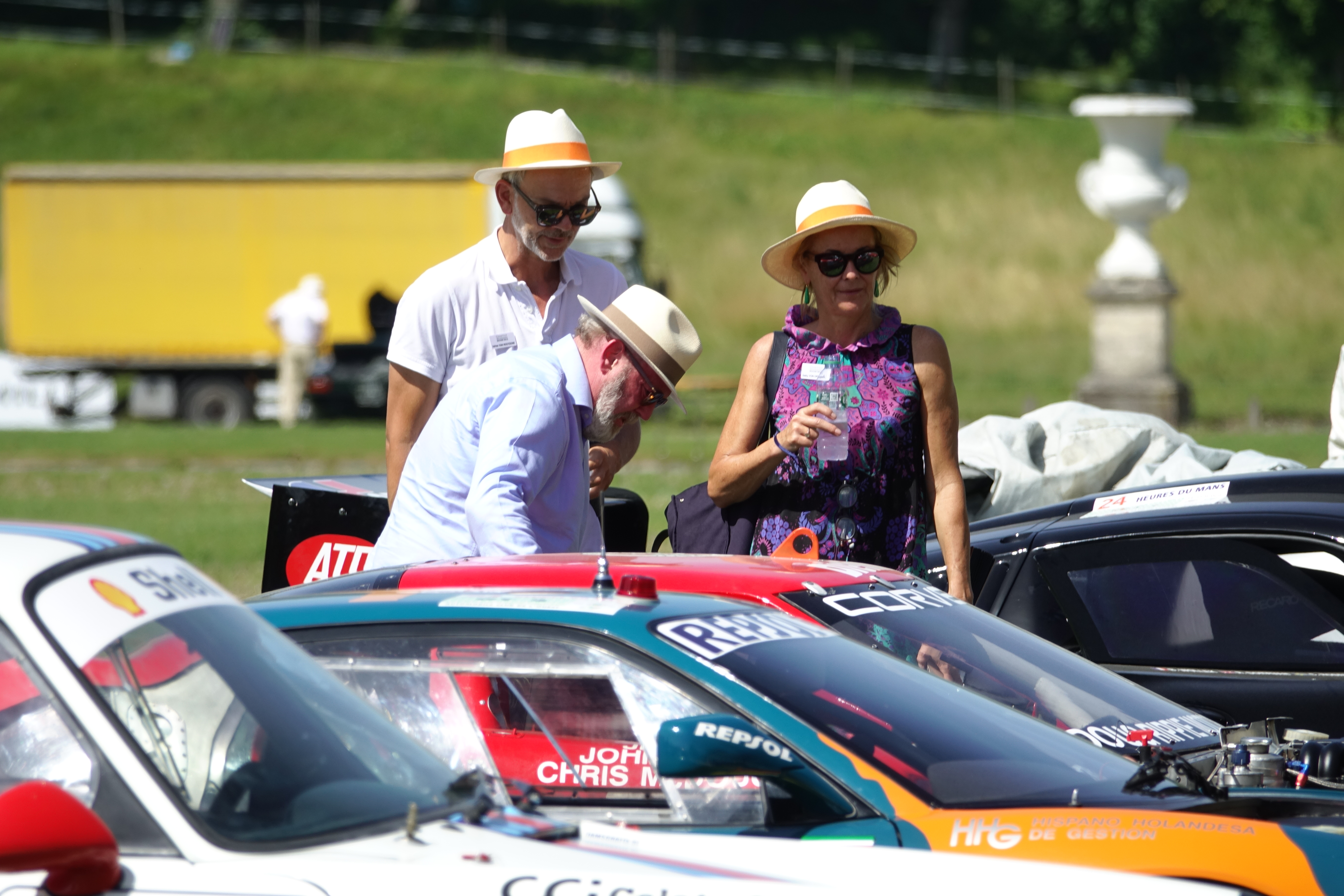
Inspection des véhicules.

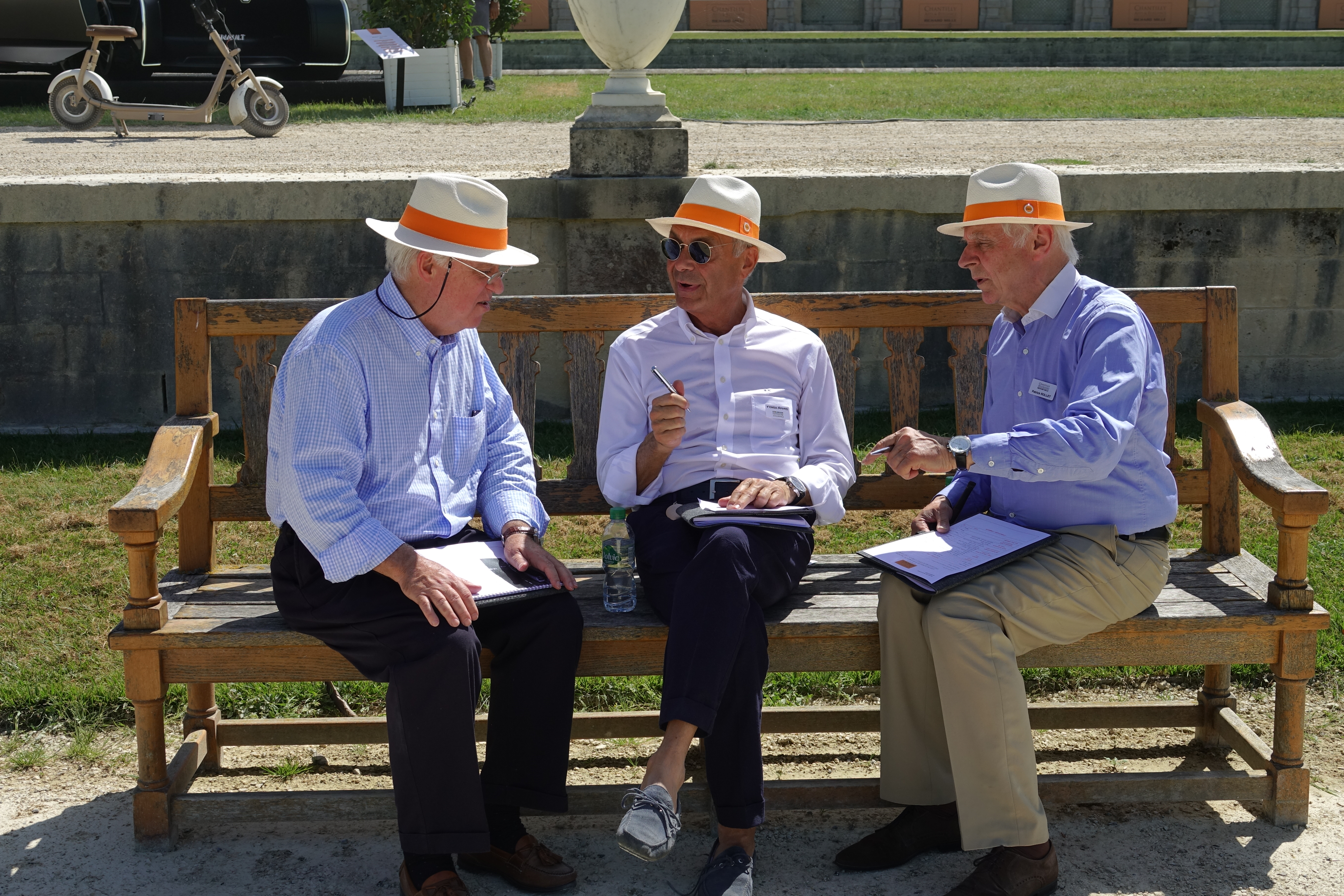
Débat entre membres du jury.

La cinquième édition du CAERM a réuni 18 000 visiteurs au Château de Chantilly. Elle a aussi attiré plusieurs pilotes automobiles, dont Simon Pagenaud, vainqueur de l'édition en cours des 500 Miles d'Indianapolis.

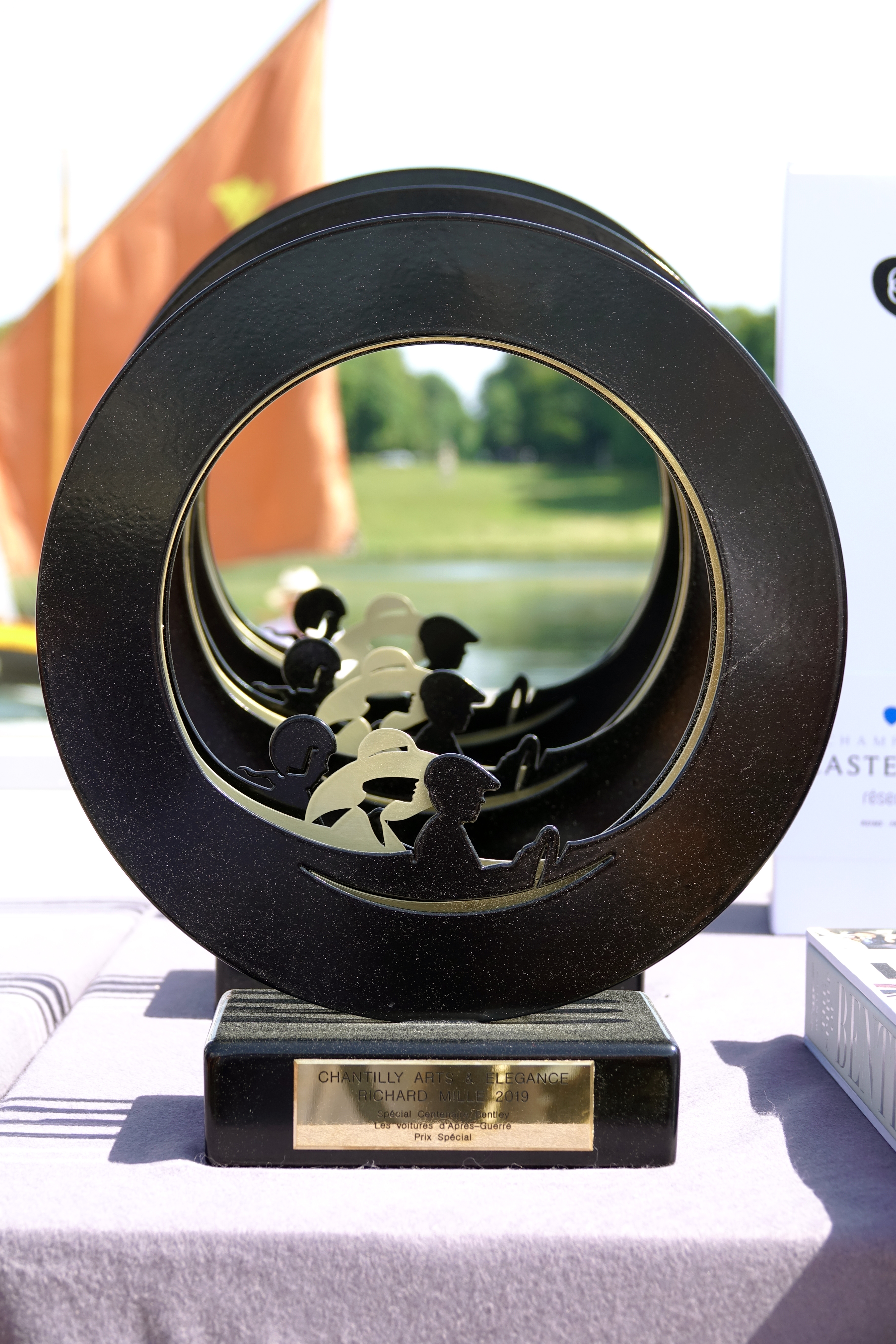
Trophée du Chantilly Arts & Elegance Richard Mille 2019.

Best of Show 2019
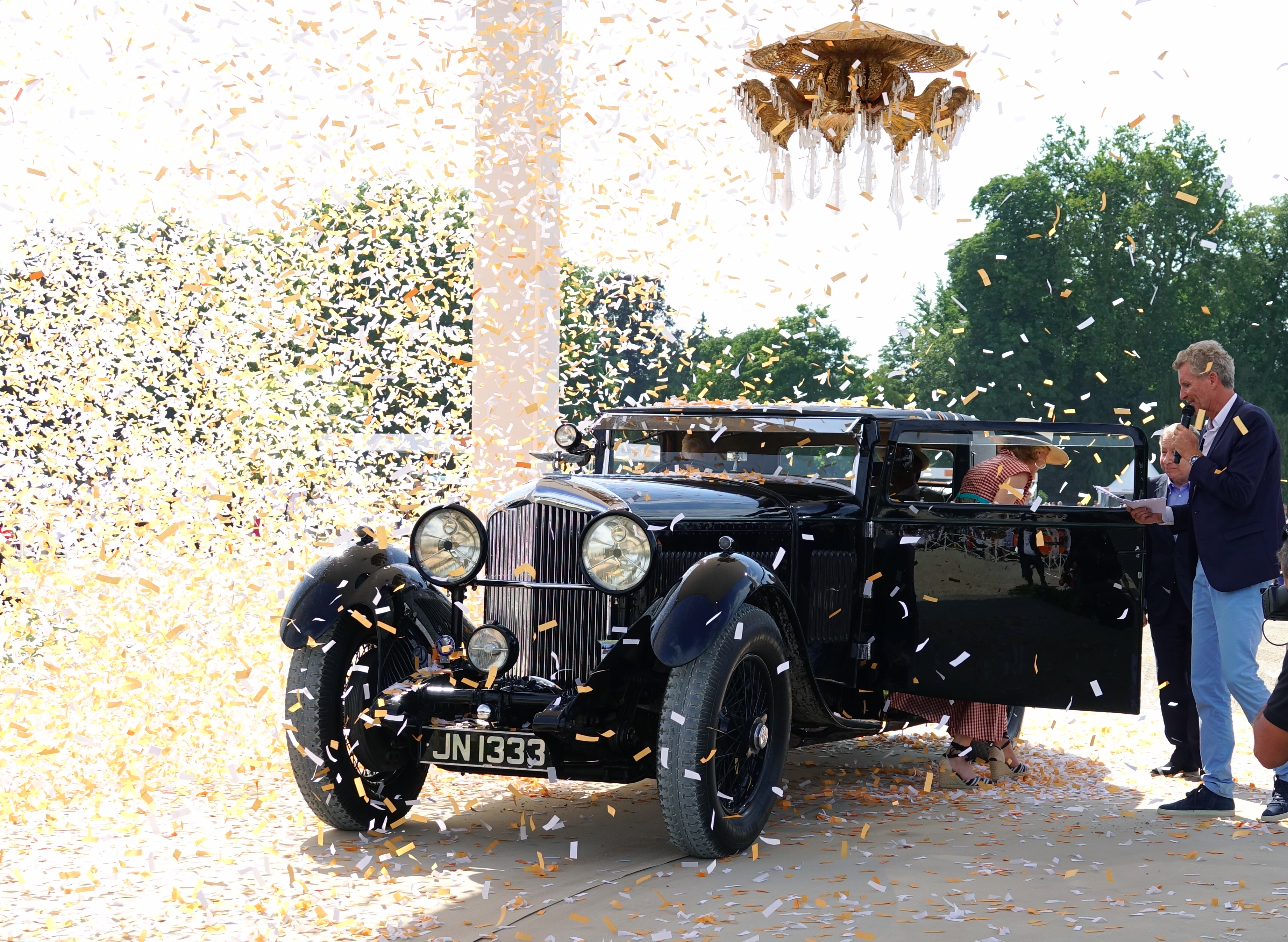
Talbot Lago T26 Grand Sport Coupé
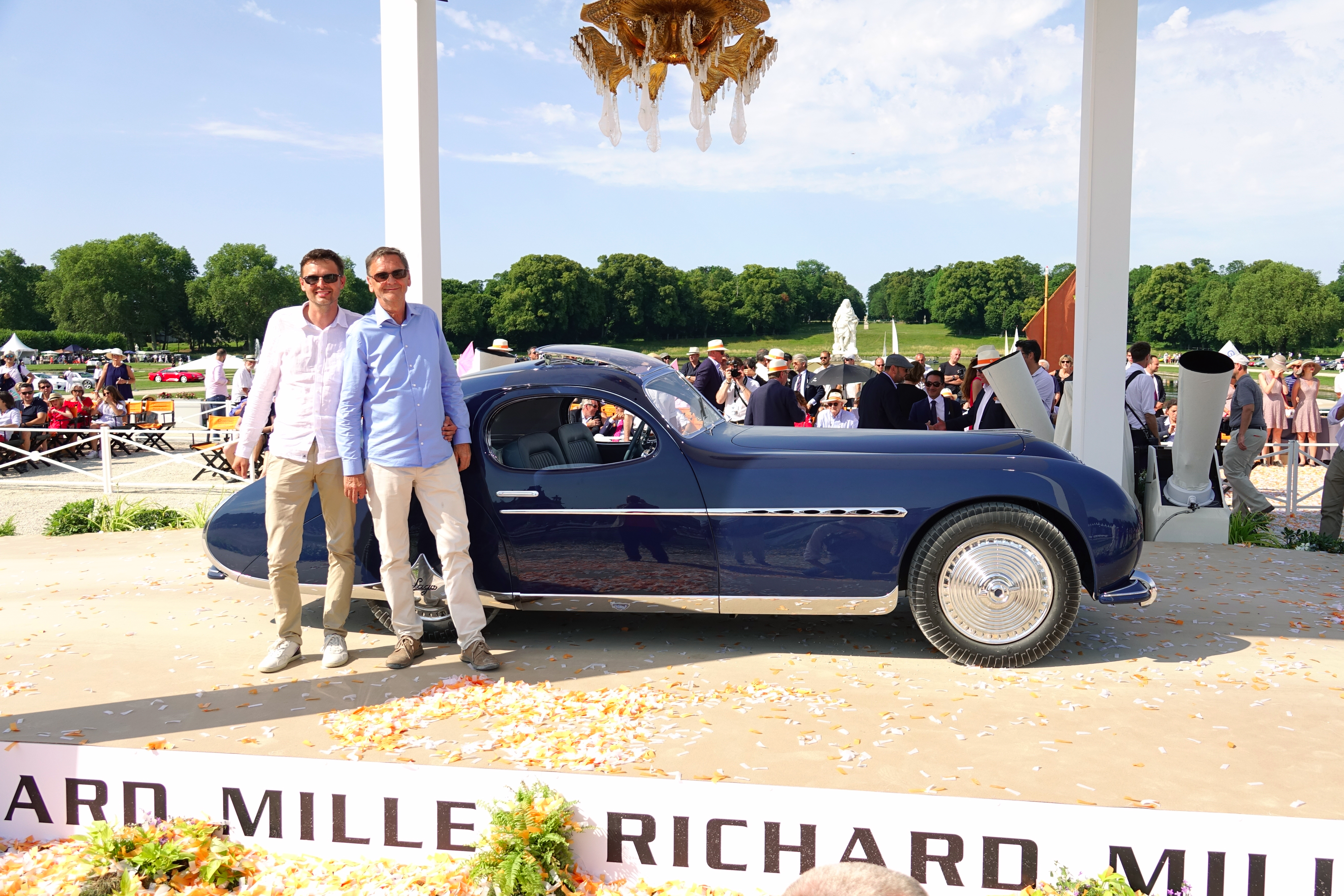
Bentley 8 Litre Foursome Coupé
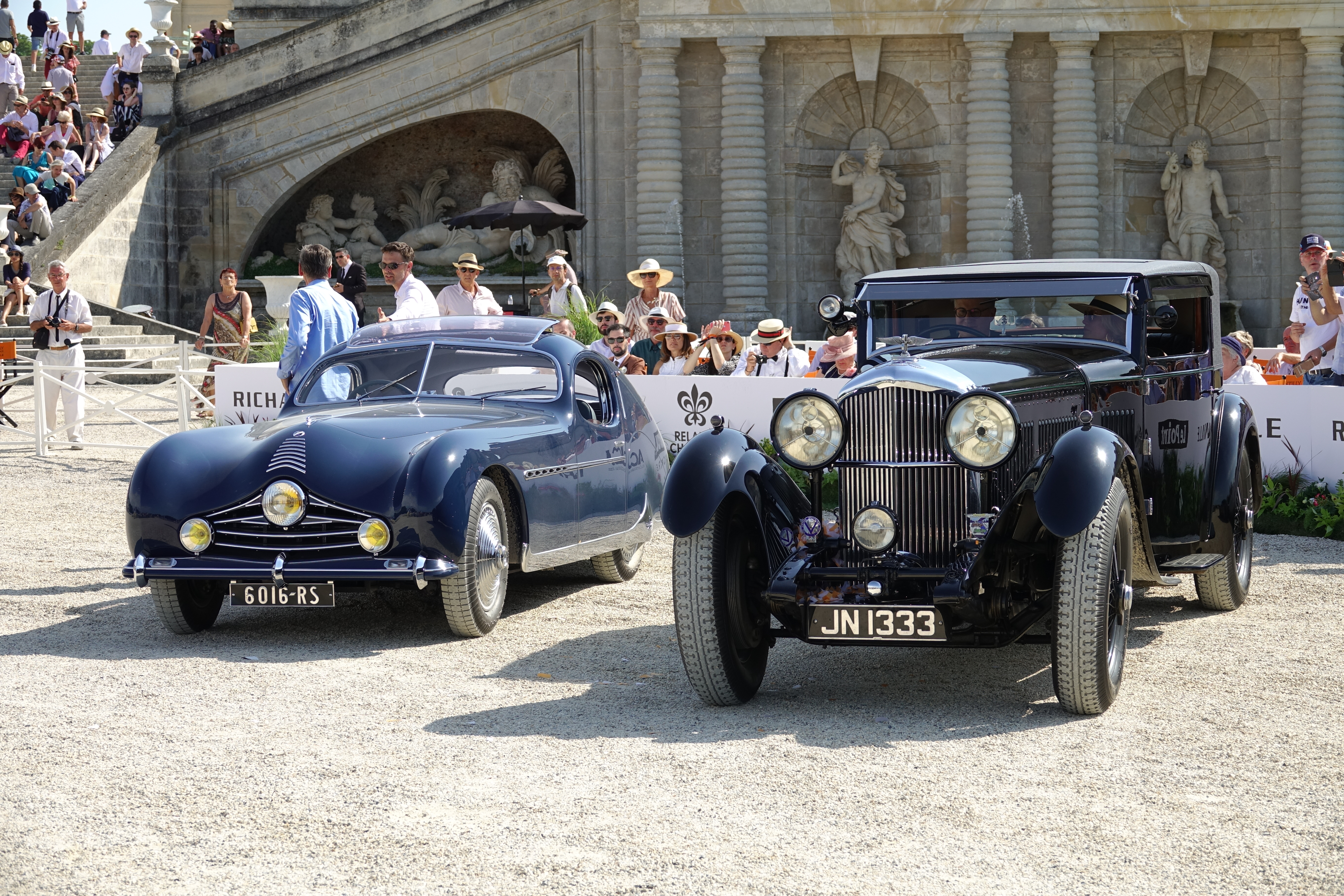
Best of Show 2019

### Édition 2021 annulée
En raison de la pandémie de Covid-19 en France, l'édition 2021 est annulée et reportée en 2022.

### 6eédition (2022)
La sixième édition du Chantilly Arts & Elegance est programmée du 24 au 25 septembre 2022.
Un hommage est rendu à Jean-Paul Belmondo à travers une classe de concours et une exposition de voitures utilisées dans ses films ou lui ayant appartenu.

### 7eédition (2024)

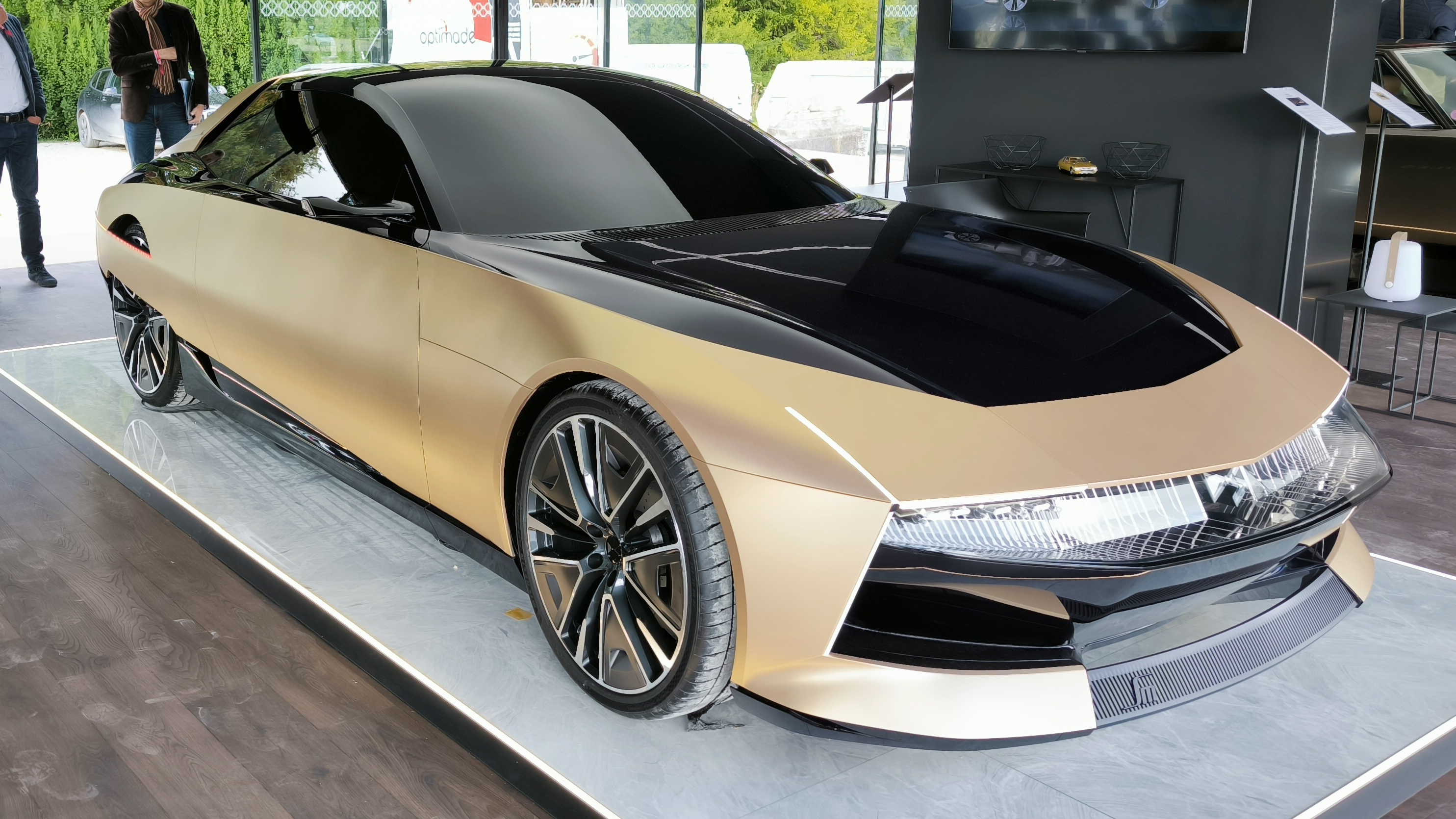
DS SM Tribute Concept.

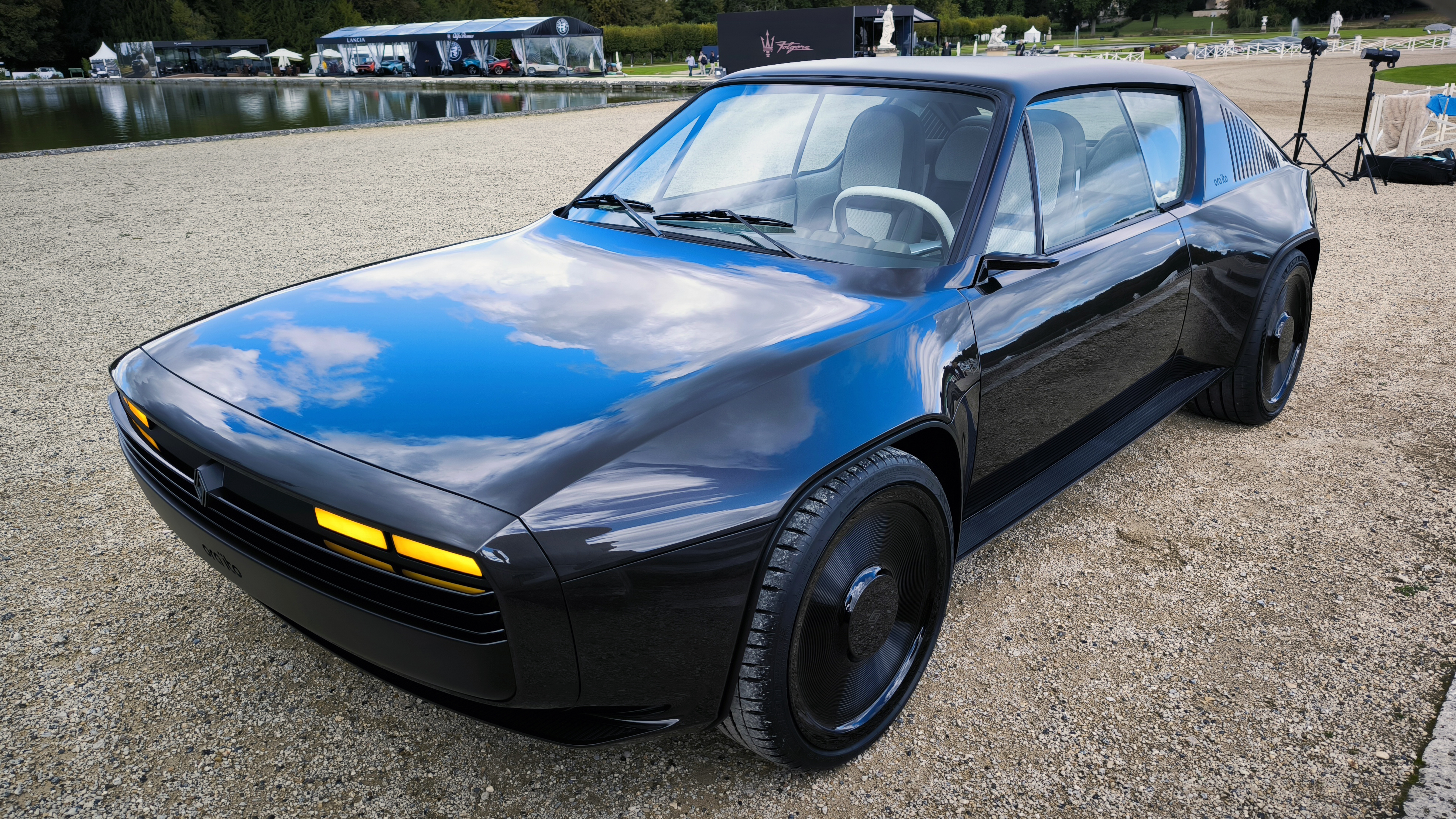
R17 Electric Restomod x Ora Ïto

La septième édition est programmée du 12 au 15 septembre 2024, et pour la première fois l'exposition change son format qui passe sur 4 jours[réf. souhaitée], dont les deux premiers réservés aux constructeurs et leurs invités.
Cette année, un troisième rallye intitulé « Rallye Le Nôtre », réservé aux voitures des Clubs, vient s'ajouter aux habituels rallyes du samedi que sont le « rallye des Extrêmes », regroupant les supercars et hypercars, et le « rallye Arts & Elegance Tour » des anciennes présentées au concours d'État.

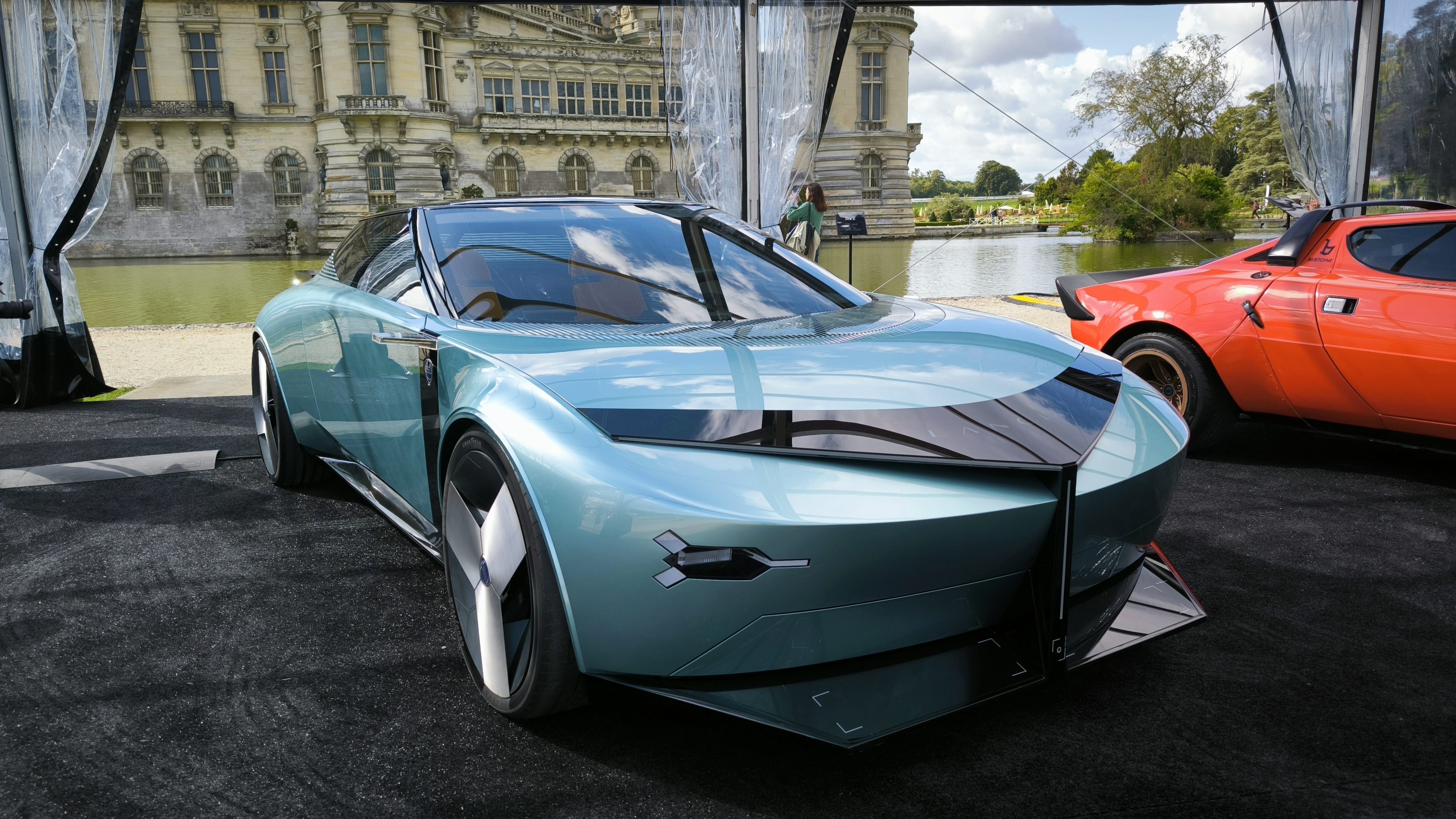
Lancia Pu+Ra HPE

## Récompenses
- Prix du Plus bel événement automobile de l’année 2014 au International Historic Motoring Awards[44].
- Prix du Plus bel événement automobile de l’année 2015 au International Historic Motoring Awards.
- Nomination Best of the Best Award 2016 par le Comité des Peninsula Classics.